# 1946
Portal Geschichte | Portal Biografien | Aktuelle Ereignisse | Jahreskalender | Tagesartikel

◄ |
19. Jahrhundert |
20. Jahrhundert
| 21. Jahrhundert

◄ |
1910er |
1920er |
1930er |
1940er
| 1950er | 1960er | 1970er | ►

◄◄ |
◄ |
1942 |
1943 |
1944 |
1945 |
1946
| 1947 | 1948 | 1949 | 1950 | ► | ►►
Staatsoberhäupter · Wahlen · Nekrolog   · Musikjahr · Filmjahr · Rundfunkjahr · Sportjahr
| Januar | Januar | Januar | Januar | Januar | Januar | Januar | Januar |
| Kw     | Mo     | Di     | Mi     | Do     | Fr     | Sa     | So     |
| ------ | ------ | ------ | ------ | ------ | ------ | ------ | ------ |
| 1      |        | 1      | 2      | 3      | 4      | 5      | 6      |
| 2      | 7      | 8      | 9      | 10     | 11     | 12     | 13     |
| 3      | 14     | 15     | 16     | 17     | 18     | 19     | 20     |
| 4      | 21     | 22     | 23     | 24     | 25     | 26     | 27     |
| 5      | 28     | 29     | 30     | 31     |        |        |        |

| Februar | Februar | Februar | Februar | Februar | Februar | Februar | Februar |
| Kw      | Mo      | Di      | Mi      | Do      | Fr      | Sa      | So      |
| ------- | ------- | ------- | ------- | ------- | ------- | ------- | ------- |
| 5       |         |         |         |         | 1       | 2       | 3       |
| 6       | 4       | 5       | 6       | 7       | 8       | 9       | 10      |
| 7       | 11      | 12      | 13      | 14      | 15      | 16      | 17      |
| 8       | 18      | 19      | 20      | 21      | 22      | 23      | 24      |
| 9       | 25      | 26      | 27      | 28      |         |         |         |

| März | März | März | März | März | März | März | März |
| Kw   | Mo   | Di   | Mi   | Do   | Fr   | Sa   | So   |
| ---- | ---- | ---- | ---- | ---- | ---- | ---- | ---- |
| 9    |      |      |      |      | 1    | 2    | 3    |
| 10   | 4    | 5    | 6    | 7    | 8    | 9    | 10   |
| 11   | 11   | 12   | 13   | 14   | 15   | 16   | 17   |
| 12   | 18   | 19   | 20   | 21   | 22   | 23   | 24   |
| 13   | 25   | 26   | 27   | 28   | 29   | 30   | 31   |

| April | April | April | April | April | April | April | April |
| Kw    | Mo    | Di    | Mi    | Do    | Fr    | Sa    | So    |
| ----- | ----- | ----- | ----- | ----- | ----- | ----- | ----- |
| 14    | 1     | 2     | 3     | 4     | 5     | 6     | 7     |
| 15    | 8     | 9     | 10    | 11    | 12    | 13    | 14    |
| 16    | 15    | 16    | 17    | 18    | 19    | 20    | 21    |
| 17    | 22    | 23    | 24    | 25    | 26    | 27    | 28    |
| 18    | 29    | 30    |       |       |       |       |       |

| Mai | Mai | Mai | Mai | Mai | Mai | Mai | Mai |
| Kw  | Mo  | Di  | Mi  | Do  | Fr  | Sa  | So  |
| 18  |     |     | 1   | 2   | 3   | 4   | 5   |
| 19  | 6   | 7   | 8   | 9   | 10  | 11  | 12  |
| 20  | 13  | 14  | 15  | 16  | 17  | 18  | 19  |
| 21  | 20  | 21  | 22  | 23  | 24  | 25  | 26  |
| 22  | 27  | 28  | 29  | 30  | 31  |     |     |
| --- | --- | --- | --- | --- | --- | --- | --- |

| Juni | Juni | Juni | Juni | Juni | Juni | Juni | Juni |
| Kw   | Mo   | Di   | Mi   | Do   | Fr   | Sa   | So   |
| ---- | ---- | ---- | ---- | ---- | ---- | ---- | ---- |
| 22   |      |      |      |      |      | 1    | 2    |
| 23   | 3    | 4    | 5    | 6    | 7    | 8    | 9    |
| 24   | 10   | 11   | 12   | 13   | 14   | 15   | 16   |
| 25   | 17   | 18   | 19   | 20   | 21   | 22   | 23   |
| 26   | 24   | 25   | 26   | 27   | 28   | 29   | 30   |

| Juli | Juli | Juli | Juli | Juli | Juli | Juli | Juli |
| Kw   | Mo   | Di   | Mi   | Do   | Fr   | Sa   | So   |
| ---- | ---- | ---- | ---- | ---- | ---- | ---- | ---- |
| 27   | 1    | 2    | 3    | 4    | 5    | 6    | 7    |
| 28   | 8    | 9    | 10   | 11   | 12   | 13   | 14   |
| 29   | 15   | 16   | 17   | 18   | 19   | 20   | 21   |
| 30   | 22   | 23   | 24   | 25   | 26   | 27   | 28   |
| 31   | 29   | 30   | 31   |      |      |      |      |

| August | August | August | August | August | August | August | August |
| Kw     | Mo     | Di     | Mi     | Do     | Fr     | Sa     | So     |
| ------ | ------ | ------ | ------ | ------ | ------ | ------ | ------ |
| 31     |        |        |        | 1      | 2      | 3      | 4      |
| 32     | 5      | 6      | 7      | 8      | 9      | 10     | 11     |
| 33     | 12     | 13     | 14     | 15     | 16     | 17     | 18     |
| 34     | 19     | 20     | 21     | 22     | 23     | 24     | 25     |
| 35     | 26     | 27     | 28     | 29     | 30     | 31     |        |

| September | September | September | September | September | September | September | September |
| Kw        | Mo        | Di        | Mi        | Do        | Fr        | Sa        | So        |
| --------- | --------- | --------- | --------- | --------- | --------- | --------- | --------- |
| 35        |           |           |           |           |           |           | 1         |
| 36        | 2         | 3         | 4         | 5         | 6         | 7         | 8         |
| 37        | 9         | 10        | 11        | 12        | 13        | 14        | 15        |
| 38        | 16        | 17        | 18        | 19        | 20        | 21        | 22        |
| 39        | 23        | 24        | 25        | 26        | 27        | 28        | 29        |
| 40        | 30        |           |           |           |           |           |           |

| Oktober | Oktober | Oktober | Oktober | Oktober | Oktober | Oktober | Oktober |
| Kw      | Mo      | Di      | Mi      | Do      | Fr      | Sa      | So      |
| ------- | ------- | ------- | ------- | ------- | ------- | ------- | ------- |
| 40      |         | 1       | 2       | 3       | 4       | 5       | 6       |
| 41      | 7       | 8       | 9       | 10      | 11      | 12      | 13      |
| 42      | 14      | 15      | 16      | 17      | 18      | 19      | 20      |
| 43      | 21      | 22      | 23      | 24      | 25      | 26      | 27      |
| 44      | 28      | 29      | 30      | 31      |         |         |         |

| November | November | November | November | November | November | November | November |
| Kw       | Mo       | Di       | Mi       | Do       | Fr       | Sa       | So       |
| -------- | -------- | -------- | -------- | -------- | -------- | -------- | -------- |
| 44       |          |          |          |          | 1        | 2        | 3        |
| 45       | 4        | 5        | 6        | 7        | 8        | 9        | 10       |
| 46       | 11       | 12       | 13       | 14       | 15       | 16       | 17       |
| 47       | 18       | 19       | 20       | 21       | 22       | 23       | 24       |
| 48       | 25       | 26       | 27       | 28       | 29       | 30       |          |

| Dezember | Dezember | Dezember | Dezember | Dezember | Dezember | Dezember | Dezember |
| Kw       | Mo       | Di       | Mi       | Do       | Fr       | Sa       | So       |
| -------- | -------- | -------- | -------- | -------- | -------- | -------- | -------- |
| 48       |          |          |          |          |          |          | 1        |
| 49       | 2        | 3        | 4        | 5        | 6        | 7        | 8        |
| 50       | 9        | 10       | 11       | 12       | 13       | 14       | 15       |
| 51       | 16       | 17       | 18       | 19       | 20       | 21       | 22       |
| 52       | 23       | 24       | 25       | 26       | 27       | 28       | 29       |
| 1        | 30       | 31       |          |          |          |          |          |

| Januar | Januar | Januar | Januar | Januar | Januar | Januar | Januar |
| Kw     | Mo     | Di     | Mi     | Do     | Fr     | Sa     | So     |
| ------ | ------ | ------ | ------ | ------ | ------ | ------ | ------ |
| 1      |        | 1      | 2      | 3      | 4      | 5      | 6      |
| 2      | 7      | 8      | 9      | 10     | 11     | 12     | 13     |
| 3      | 14     | 15     | 16     | 17     | 18     | 19     | 20     |
| 4      | 21     | 22     | 23     | 24     | 25     | 26     | 27     |
| 5      | 28     | 29     | 30     | 31     |        |        |        |

| Februar | Februar | Februar | Februar | Februar | Februar | Februar | Februar |
| Kw      | Mo      | Di      | Mi      | Do      | Fr      | Sa      | So      |
| ------- | ------- | ------- | ------- | ------- | ------- | ------- | ------- |
| 5       |         |         |         |         | 1       | 2       | 3       |
| 6       | 4       | 5       | 6       | 7       | 8       | 9       | 10      |
| 7       | 11      | 12      | 13      | 14      | 15      | 16      | 17      |
| 8       | 18      | 19      | 20      | 21      | 22      | 23      | 24      |
| 9       | 25      | 26      | 27      | 28      |         |         |         |

| März | März | März | März | März | März | März | März |
| Kw   | Mo   | Di   | Mi   | Do   | Fr   | Sa   | So   |
| ---- | ---- | ---- | ---- | ---- | ---- | ---- | ---- |
| 9    |      |      |      |      | 1    | 2    | 3    |
| 10   | 4    | 5    | 6    | 7    | 8    | 9    | 10   |
| 11   | 11   | 12   | 13   | 14   | 15   | 16   | 17   |
| 12   | 18   | 19   | 20   | 21   | 22   | 23   | 24   |
| 13   | 25   | 26   | 27   | 28   | 29   | 30   | 31   |

| April | April | April | April | April | April | April | April |
| Kw    | Mo    | Di    | Mi    | Do    | Fr    | Sa    | So    |
| ----- | ----- | ----- | ----- | ----- | ----- | ----- | ----- |
| 14    | 1     | 2     | 3     | 4     | 5     | 6     | 7     |
| 15    | 8     | 9     | 10    | 11    | 12    | 13    | 14    |
| 16    | 15    | 16    | 17    | 18    | 19    | 20    | 21    |
| 17    | 22    | 23    | 24    | 25    | 26    | 27    | 28    |
| 18    | 29    | 30    |       |       |       |       |       |

| Mai | Mai | Mai | Mai | Mai | Mai | Mai | Mai |
| Kw  | Mo  | Di  | Mi  | Do  | Fr  | Sa  | So  |
| 18  |     |     | 1   | 2   | 3   | 4   | 5   |
| 19  | 6   | 7   | 8   | 9   | 10  | 11  | 12  |
| 20  | 13  | 14  | 15  | 16  | 17  | 18  | 19  |
| 21  | 20  | 21  | 22  | 23  | 24  | 25  | 26  |
| 22  | 27  | 28  | 29  | 30  | 31  |     |     |
| --- | --- | --- | --- | --- | --- | --- | --- |

| Juni | Juni | Juni | Juni | Juni | Juni | Juni | Juni |
| Kw   | Mo   | Di   | Mi   | Do   | Fr   | Sa   | So   |
| ---- | ---- | ---- | ---- | ---- | ---- | ---- | ---- |
| 22   |      |      |      |      |      | 1    | 2    |
| 23   | 3    | 4    | 5    | 6    | 7    | 8    | 9    |
| 24   | 10   | 11   | 12   | 13   | 14   | 15   | 16   |
| 25   | 17   | 18   | 19   | 20   | 21   | 22   | 23   |
| 26   | 24   | 25   | 26   | 27   | 28   | 29   | 30   |

| Juli | Juli | Juli | Juli | Juli | Juli | Juli | Juli |
| Kw   | Mo   | Di   | Mi   | Do   | Fr   | Sa   | So   |
| ---- | ---- | ---- | ---- | ---- | ---- | ---- | ---- |
| 27   | 1    | 2    | 3    | 4    | 5    | 6    | 7    |
| 28   | 8    | 9    | 10   | 11   | 12   | 13   | 14   |
| 29   | 15   | 16   | 17   | 18   | 19   | 20   | 21   |
| 30   | 22   | 23   | 24   | 25   | 26   | 27   | 28   |
| 31   | 29   | 30   | 31   |      |      |      |      |

| August | August | August | August | August | August | August | August |
| Kw     | Mo     | Di     | Mi     | Do     | Fr     | Sa     | So     |
| ------ | ------ | ------ | ------ | ------ | ------ | ------ | ------ |
| 31     |        |        |        | 1      | 2      | 3      | 4      |
| 32     | 5      | 6      | 7      | 8      | 9      | 10     | 11     |
| 33     | 12     | 13     | 14     | 15     | 16     | 17     | 18     |
| 34     | 19     | 20     | 21     | 22     | 23     | 24     | 25     |
| 35     | 26     | 27     | 28     | 29     | 30     | 31     |        |

| September | September | September | September | September | September | September | September |
| Kw        | Mo        | Di        | Mi        | Do        | Fr        | Sa        | So        |
| --------- | --------- | --------- | --------- | --------- | --------- | --------- | --------- |
| 35        |           |           |           |           |           |           | 1         |
| 36        | 2         | 3         | 4         | 5         | 6         | 7         | 8         |
| 37        | 9         | 10        | 11        | 12        | 13        | 14        | 15        |
| 38        | 16        | 17        | 18        | 19        | 20        | 21        | 22        |
| 39        | 23        | 24        | 25        | 26        | 27        | 28        | 29        |
| 40        | 30        |           |           |           |           |           |           |

| Oktober | Oktober | Oktober | Oktober | Oktober | Oktober | Oktober | Oktober |
| Kw      | Mo      | Di      | Mi      | Do      | Fr      | Sa      | So      |
| ------- | ------- | ------- | ------- | ------- | ------- | ------- | ------- |
| 40      |         | 1       | 2       | 3       | 4       | 5       | 6       |
| 41      | 7       | 8       | 9       | 10      | 11      | 12      | 13      |
| 42      | 14      | 15      | 16      | 17      | 18      | 19      | 20      |
| 43      | 21      | 22      | 23      | 24      | 25      | 26      | 27      |
| 44      | 28      | 29      | 30      | 31      |         |         |         |

| November | November | November | November | November | November | November | November |
| Kw       | Mo       | Di       | Mi       | Do       | Fr       | Sa       | So       |
| -------- | -------- | -------- | -------- | -------- | -------- | -------- | -------- |
| 44       |          |          |          |          | 1        | 2        | 3        |
| 45       | 4        | 5        | 6        | 7        | 8        | 9        | 10       |
| 46       | 11       | 12       | 13       | 14       | 15       | 16       | 17       |
| 47       | 18       | 19       | 20       | 21       | 22       | 23       | 24       |
| 48       | 25       | 26       | 27       | 28       | 29       | 30       |          |

| Dezember | Dezember | Dezember | Dezember | Dezember | Dezember | Dezember | Dezember |
| Kw       | Mo       | Di       | Mi       | Do       | Fr       | Sa       | So       |
| -------- | -------- | -------- | -------- | -------- | -------- | -------- | -------- |
| 48       |          |          |          |          |          |          | 1        |
| 49       | 2        | 3        | 4        | 5        | 6        | 7        | 8        |
| 50       | 9        | 10       | 11       | 12       | 13       | 14       | 15       |
| 51       | 16       | 17       | 18       | 19       | 20       | 21       | 22       |
| 52       | 23       | 24       | 25       | 26       | 27       | 28       | 29       |
| 1        | 30       | 31       |          |          |          |          |          |

1946, das erste Jahr nach dem Ende des Zweiten Weltkriegs, steht noch weitgehend unter dem Eindruck der gemeinsamen Schaffung einer Nachkriegsordnung für die Welt durch die Siegerkoalition der vier Alliierten. Deutlichster Ausdruck hierfür sind die Vereinten Nationen, deren Vollversammlung und Sicherheitsrat zu Beginn des Jahres ihre Arbeit aufnehmen.

## Überblick

### Deutschland

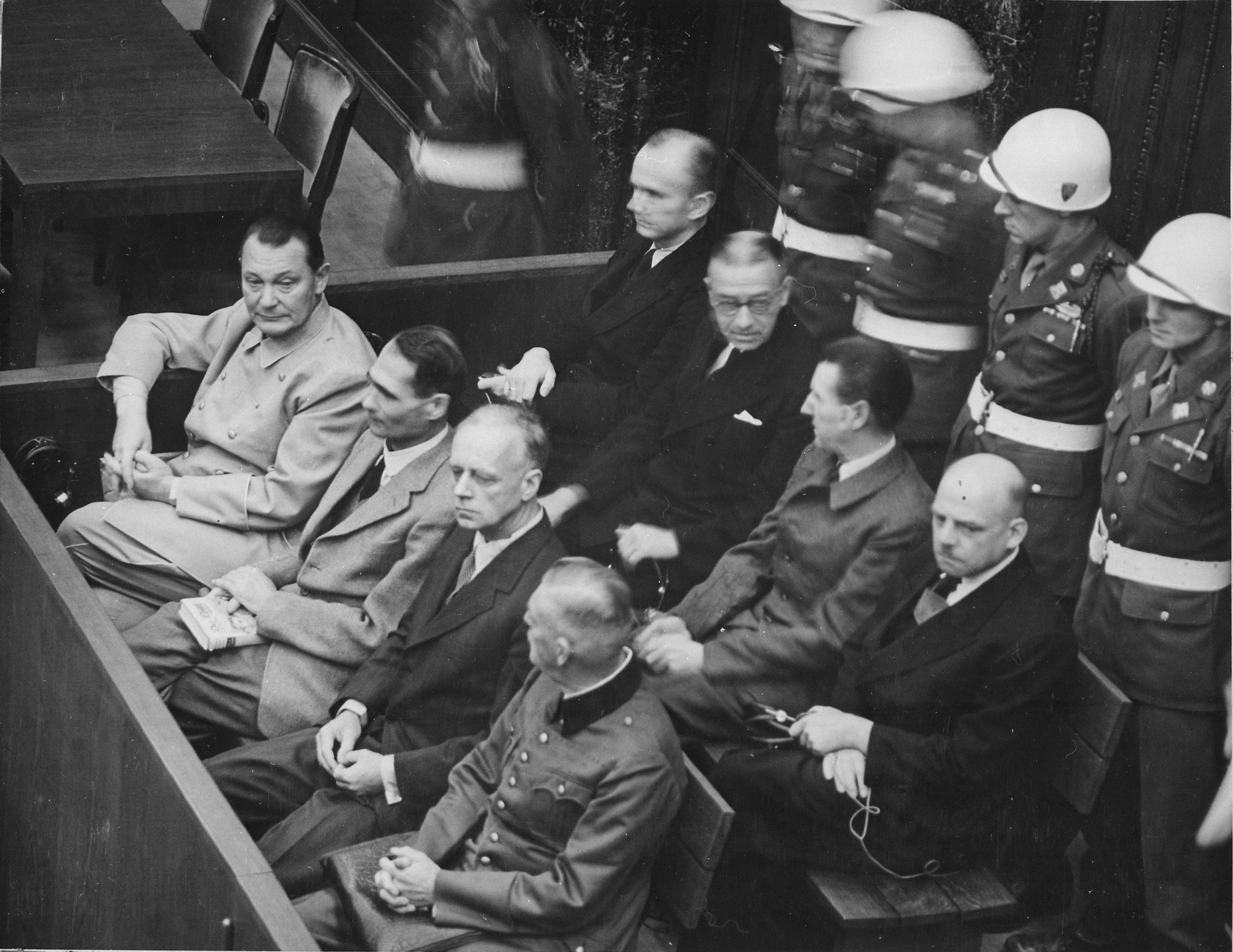
Einige der Angeklagten im Nürnberger Prozess

In Deutschland erreicht die im Potsdamer Abkommen vereinbarte Entnazifizierung ihren ersten Höhepunkt im Nürnberger Prozess gegen die Hauptkriegsverbrecher, der mit mehreren Todesurteilen und einer Reihe von Haftstrafen für die Größen des NS-Staates endet. Der Hungerwinter 1946/47 fordert Opfer.

### Nachkriegsordnung und Beginn des Kalten Krieges

Der Eiserne Vorhang in Europa während des Kalten Krieges von 1945 bis 1990

Erste aufkommende Differenzen zwischen Stalin und den West-Alliierten erschienen zunächst als wenig gravierend und überbrückbar. Im Nürnberger Prozess etwa waren von sowjetischer Seite deutlich höhere Strafen gefordert worden; die angloamerikanische Auffassung von einem möglichst fairen Verfahren hatte sich jedoch durchgesetzt. Auch das erste sowjetische Veto im UN-Sicherheitsrat – dem später weit über 100 folgen sollten – betraf mit dem Abzug Frankreichs und Großbritanniens aus dem Libanon und Syrien eher eine Randfrage. In anderen Fragen wie der Wiederherstellung der Republik Österreich, den Tokioter Kriegsverbrecherprozessen und der Behandlung des italienischen Kolonialbesitzes demonstrierte man dagegen weitgehend Einigkeit.
Bedeutsamer war die Uneinigkeit, die in der Frage einer möglichen deutschen Zentralregierung und einer Wirtschaftsordnung für Deutschland bestand; diese Fragen wurden zunächst auf später vertagt. Die US-Regierung unter Harry S. Truman (Kabinett Truman) vertraute auf ihre starke Position als alleinige Atommacht, die sie mit zwei Atombombentests im Pazifik (Juli 1946) demonstrierte, und die britische Labour-Regierung von Attlee, die innenpolitisch auf die Nationalisierung der Schlüsselindustrien und des Gesundheitswesens (→ National Health Service) setzte, distanzierte sich von Churchills Kriegsrhetorik. Churchill warnte vor der künftigen Gefahr in Europa, welche von der Sowjetunion ausgehe, die hinter dem von ihr errichteten Eisernen Vorhang ein System totalitärer Satellitenstaaten etablieren würde. Churchills These – Stalin tat sie als gefährliche Kriegstreiberei ab – stellte sich als richtig heraus.
Am 6. September 1946 hielt US-Außenminister James F. Byrnes in Stuttgart eine vielbeachtete Rede, die sogenannte „Hoffnungsrede“, in der er einige wichtige Weichenstellungen der amerikanischen Deutschlandpolitik thematisierte. Amerikaner und Briten unterzeichneten am 2. Dezember 1946 den Zusammenschluss ihrer beiden Besatzungszonen zur Bizone zum 1. Januar 1947.

### Wiederaufbau
Zunächst stand auch die Beseitigung der unmittelbaren Not der Menschen im Vordergrund. Die Lebensmittelversorgung erreichte weltweit einen kritischen Tiefpunkt; in Deutschland kam es zu Hungerstreiks von Arbeitern, die Tagesrationen von 1.500 kcal und weniger am Tag erhalten und häufig von Tuberkulose befallen sind, worauf die Alliierten darauf hinweisen, dass auch in Großbritannien das Brot rationiert werden müsse und es in Indien zu regelrechten Hungerkatastrophen komme. Die Bevölkerung behilft sich unterdessen mit Kohlenklau und Geschäften auf dem Schwarzmarkt, wo amerikanische Zigaretten sich zu einer Art Schattenwährung entwickeln. Die Demontagepolitik vor allem der Sowjetunion trägt zu einer Verlangsamung des Wiederaufbaus bei, immerhin aber sind bald die wichtigsten Verkehrswege wie etwa die Brücken über den Rhein wiederhergestellt.

### Europa
In anderen Staaten Europas steht die Wiederherstellung einer verfassungsmäßigen Ordnung im Vordergrund. So wird in Frankreich die Vierte Republik etabliert, gegen den Willen von Charles de Gaulle, der die schwache Stellung des Staatspräsidenten kritisiert.
Italien entscheidet sich mit knapper Mehrheit für die Einführung der Republik, sodass der letzte König, Umberto II., der nach Abdankung seines Vaters Viktor Emanuel III. gerade einmal einen Monat regierte, nun selbst zurücktreten muss.
Das spanische Franco-Regime sieht sich angesichts der allgemeinen antifaschistischen Weltmeinung einer internationalen Isolierung ausgesetzt, ohne dass diese seinen Bestand gefährden könnte.
Im Osten Europas erklären sich mehrere Staaten zu Volksrepubliken. Wo zuvor Monarchien bestanden, wie in Rumänien, Bulgarien oder Albanien, sehen sich die Könige zur Abdankung gezwungen. Zugleich sorgen Sondergerichte für die Aburteilung von Politikern und Militärs, die sich an der Seite der Deutschen Kriegsverbrechen schuldig gemacht haben.

### Kolonialgebiete
In den Kolonialgebieten der europäischen Mächte zeigen sich unterdessen erste deutliche Regungen von Unabhängigkeitsbestrebungen.
In Britisch-Indien steuert die Kolonialmacht auf die Entlassung des Subkontinents in die Unabhängigkeit zu, was allerdings zunächst noch durch zum Teil blutige Auseinandersetzungen zwischen Hindus und Moslems verzögert wird.
Gleichzeitig beginnt mit einem Massaker in Hải Phòng der Indochinakrieg, in dem Ho Chi Minh in Vietnam den Widerstand gegen die französische Kolonialherrschaft leitet.
In Afrika zeigt unterdessen die Tatsache, dass im Parlament der Kolonie Goldküste nun mehrheitlich Schwarze vertreten sind, symptomatisch auch hier den allmählichen Wandel an.

### Iran
Als einer der Auslöser des Kalten Krieges gilt die Irankrise. Stalin weigerte sich, die im Rahmen der anglo-sowjetischen Invasion 1941 in den Iran einmarschierten sowjetischen Truppen abzuziehen. Stattdessen unterstützte er separatistische Bewegungen von Kurden und Azeris, die mit der Ausrufung der kommunistischen Republik Mahabad und der Autonomen Republik Aserbaidschan die Gründung eigener, von Iran losgelöster Staaten verfolgten. Nach intensiven Verhandlungen mit dem iranischen Premierminister Ahmad Qavām, in dessen Verlauf der Sowjetunion Ölförderrechte in Nordiran zugestanden wurden, und auf Druck von US-Präsident Truman zog Stalin die sowjetischen Truppen ab. Am 12. Dezember 1946 marschierte Schah Mohammad Reza Pahlavi in Aserbaidschan ein. Am 16. Dezember 1946 fand die Republik Mahabad ihr Ende.

## Ereignisse

### Politik und Weltgeschehen

#### Januar

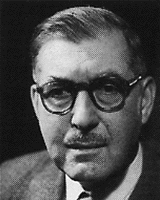
Karl Kobelt

- 01. Januar: Karl Kobelt wird Bundespräsident der Schweiz.
- 01. Januar: Der neuerbaute Flughafen Heathrow in der Nähe von London wird eröffnet.
- 01. Januar: Die letzten US-amerikanischen Besatzungstruppen werden aus dem Iran abgezogen.
- 01. Januar: Unterzeichnung des Friedensvertrags zwischen Indien, Großbritannien und Thailand in Bangkok.
- 02. Januar: König Zogu legt sein Amt als Staatsoberhaupt Albaniens nieder.
- 05. Januar: In Nürnberg beginnt vor einem US-Militärgerichtshof der Ärzteprozess gegen 23 ehemalige KZ-Ärzte wegen Verbrechen gegen die Menschlichkeit.
- 06. Januar: Bei Wahlen im Norden Vietnams erringt Ho Chi Minh einen Sieg.
- 07. Januar: Die Alliierten erkennen Österreich als Staat in den Grenzen von 1937 an.
- 10. Januar: Im Chinesischen Bürgerkrieg wird zwischen den kommunistischen und den nationalchinesischen Truppen ein Waffenstillstand vereinbart.

Flagge der Vereinten Nationen

- 10. Januar: Eröffnung der ersten UN-Vollversammlung durch Paul-Henri Spaak
- 11. Januar: Abschaffung der Monarchie und Proklamation der Volksrepublik Albanien durch Enver Hoxha
- 17. Januar: Der UN-Sicherheitsrat hält seine erste Sitzung ab.
- 19. Januar: Douglas MacArthur erlässt die Tokio Charta, die Grundlage für die späteren Tokioter Prozesse.
- 20. Januar: Charles de Gaulle tritt als Vorsitzender der provisorischen Regierung Frankreichs zurück; an seine Stelle tritt am 23. Januar Félix Gouin.
- 21. Januar: Der sowjetische Diplomat Andrej Gromyko wirft den Briten, die in Griechenland und Indonesien Truppen stationiert haben, die Einmischung in die inneren Angelegenheiten dieser Länder vor.
- 21. Januar: In Hessen finden Kommunalwahlen statt; dies sind die ersten freien Wahlen auf deutschem Boden seit 1933. Am 29. Januar folgen Gemeinderatswahlen in Bayern und Württemberg-Baden.
- 22. Januar: Gründung der Republik Kurdistan in Mahabad
- 23. Januar: Die Bayerische Heimat- u. Königspartei (BHKP) wird von der US-Militärregierung in Bayern zugelassen.
- 30. Januar: Durch das Kontrollratsgesetz Nr. 11 wird das Strafgesetzbuch in Deutschland umfangreich novelliert.
- 31. Januar: Jugoslawien erhält eine neue Verfassung nach sowjetischem Vorbild. Die Föderative Volksrepublik Jugoslawien besteht aus den sechs Teilrepubliken Bosnien und Herzegowina, Kroatien, Mazedonien, Montenegro, Serbien und Slowenien.

#### Februar
- 01. Februar: Amtsantritt von Trygve Lie als erster Generalsekretär der Vereinten Nationen.
- 01. Februar: Proklamation der Volksrepublik Ungarn. Staatspräsident wird Zoltán Tildy.
- 07. Februar: In einer ersten Stufe der Bodenreform werden in der Sowjetischen Besatzungszone 53.000 landwirtschaftliche Betriebe mit 2,6 Mio. ha an Neubauern aufgeteilt.

Logo der Partij van de Arbeid

- 09. Februar: In den Niederlanden wird die Partij van de Arbeid gegründet.
- 15. Februar: Die britische Militärregierung gründet einen deutschen Zonenbeirat zu ihrer Beratung.
- 15. Februar: Nachdem der Chiffrierexperte beim sowjetischen Militärattaché in Kanada, Igor Gouzenko, den kanadischen Behörden eine Liste mit 1.700 der Spionage verdächtigen Personen übergeben hat, werden 23 von ihnen, darunter Angestellte des kanadischen Atomforschungsprogramms, verhaftet.
- 16. Februar: Erstmals legt die Sowjetunion in einer Debatte im UN-Sicherheitsrat ein Veto ein. Großbritannien und Frankreich hatten vor, einen Zeitplan für ihren Abzug aus dem Libanon und Syrien vorzulegen, Andrei Januarjewitsch Wyschinski besteht jedoch auf dem sofortigen Abzug.
- 17. Februar: In den USA wird der Streik der Stahlarbeiter beendet. Die Arbeiter von General Electric und General Motors setzen ihren Streik bis zum 13. März fort.

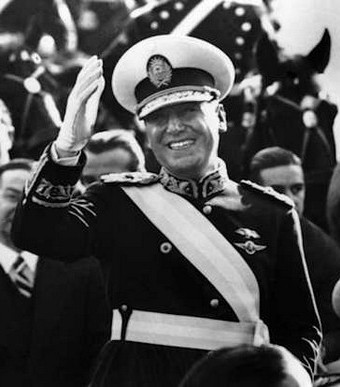
Juan Domingo Perón

- 21. Februar: Erzbischof Josef Frings, Bischof Clemens August Graf von Galen und Bischof Konrad Graf von Preysing werden in Rom von Papst Pius XII. zu Kardinälen ernannt.
- 21. Februar: Ein finnisches Sondergericht verurteilt mehrere frühere Regierungsmitglieder (darunter Ex-Präsident Risto Ryti und Ex-Ministerpräsident Johan Wilhelm Rangell) zu Haftstrafen wegen des Kriegseintritts Finnlands an der Seite Deutschlands im Jahre 1941.
- 22. Februar: Der US-Gesandte in Moskau, George F. Kennan, legt auf Anfrage im Langen Telegramm dar, weshalb die Sowjetunion kein Bündnispartner für die Vereinigten Staaten sei. Im X-Artikel wird der Telegramminhalt im Folgejahr in der Zeitschrift Foreign Affairs publik und löst Diskussionen zur weiteren US-Außenpolitik aus.
- 24. Februar: Juan Perón wird zum Staatspräsidenten von Argentinien gewählt.
- 26. Februar: Die CDU der britischen Zone wählt Konrad Adenauer zu ihrem Vorsitzenden.

#### März
- 02. März: Gründung der Deutschen Konservativen Partei – Deutschen Rechtspartei (DKP-DRP) als Fusion der Deutschen Aufbau-Partei und der Deutschen Konservativen Partei.

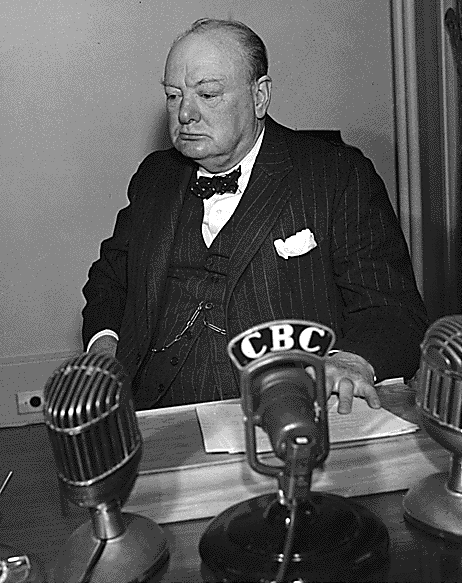
Winston Churchill

- 05. März: In einer Rede vor dem Westminster College in Fulton (Missouri) warnt Winston Churchill vor der zunehmenden Macht der Sowjetunion in Europa. Er verwendet dabei den Begriff des Eisernen Vorhangs, der durch die Fultoner Rede popularisiert wird.
- 05. März: Die Ministerpräsidenten der drei Länder der amerikanischen Zone unterzeichnen im Münchner Rathaussaal das „Gesetz zur Befreiung von Nationalsozialismus und Militarismus“. Es bildet die Grundlage für die wenige Wochen später einsetzende Entnazifizierung.
- 05. März: Ho Chi Minh vereinbart mit der französischen Kolonialmacht ein Abkommen, das Vietnam Autonomie innerhalb der Union française zugesteht.
- 06. März: Der Entwurf für die Verfassung Japans wird verkündet.
- 07. März: In der sowjetischen Besatzungszone wird die FDJ als kommunistische Jugendorganisation gegründet.
- 09. März: Juho Kusti Paasikivi wird nach dem Rücktritt Gustaf Mannerheims vom 4. März neuer Staatspräsident Finnlands; er verfolgt eine Politik des Ausgleichs mit der Sowjetunion.
- 10. März: Großbritannien beginnt mit dem Rückzug seiner Truppen aus dem Libanon.
- 16. März: Am wegen Landesverrats verurteilten Journalisten Max Blokzijl wird als erstem Niederländer nach dem Zweiten Weltkrieg die Todesstrafe vollstreckt. Er hat nationalsozialistische Propaganda über den Rundfunk in der deutschen Besatzungszeit verbreitet.

Logo der Weltbank

- 18. März: Die Weltbank beginnt mit ihrer Tätigkeit.
- 19. März: Die Schweiz und die Sowjetunion nehmen nach 22 Jahren wieder diplomatische Beziehungen auf.
- 19. März: In der Sowjetunion wird Nikolai Michailowitsch Schwernik Nachfolger von Michail Iwanowitsch Kalinin im Amt des Staatspräsidenten.
- 29. März: Im Parlament der britischen Kolonie Goldküste ergibt sich erstmals eine Mehrheit von schwarzen Abgeordneten.

#### April
- 01. April: In den USA treten die Bergarbeiter in den Streik, der 45 Tage andauert.
- 05. April: Die sowjetischen Truppen räumen die von ihnen elf Monate lang nach zuvor deutscher Besetzung eingenommene dänische Ostsee-Insel Bornholm.
- 09. April: Neugründung der Technischen Hochschule Berlin als Technische Universität Berlin.
- 10. April: In Japan finden Unterhauswahlen statt; erstmals sind auch Frauen wahlberechtigt.
- 10. April: Im Alliierten Kontrollrat findet ein Wechsel des sowjetischen Vertreters statt: Wassili Danilowitsch Sokolowski löst Georgi Konstantinowitsch Schukow ab.
- 13. April: In Frankreich wird das von Marthe Richard initiierte und nach ihr benannte Gesetz verabschiedet, das zum Schließen aller Bordelle im Land führt.
- 17. April: Unabhängigkeit von Syrien von der französischen Kolonialherrschaft.
- 18. April: Auf seiner letzten Sitzung in Genf löst sich der Völkerbund selbst auf; seine Befugnisse gehen an die Vereinten Nationen über.

Emblem der SED

- 21. April bis 22. April: Die KPD und die SPD vereinbaren in Ost-Berlin den Zusammenschluss zur Sozialistischen Einheitspartei Deutschlands (SED). Da eine Befragung der Sozialdemokraten in West-Berlin eine Mehrheit gegen einen Zusammenschluss ergeben hat und sich auch die SPD-Führung in den West-Zonen gegen eine Verschmelzung ausspricht, bleibt der Wirkungsbereich der SED auf Ost-Berlin und die sowjetische Zone begrenzt.
- 25. April: In Gdańsk beginnt der erste Strafprozess gegen ehemalige Angehörige der Lagermannschaft des nationalsozialistischen Konzentrationslagers Stutthof.
- 25. April: In Paris kommen die Außenminister der vier Siegermächte zu einer Konferenz zusammen. Da zunächst zahlreiche Meinungsverschiedenheiten zwischen den Westalliierten und der Sowjetunion auftreten, wird die Konferenz auf den 15. Juni vertagt.
- 26. April: Douglas MacArthur erlässt eine Neufassung der Tokio-Charta vom 19. Januar.
- 29. April: Beginn der Tokioter Prozesse gegen Führungskräfte der japanischen Armee.

#### Mai
- 06. Mai: Camille Gutt, Belgien, wird erster Direktor des Internationalen Währungsfonds (IWF).
- 09. Mai: Viktor Emanuel III. tritt als König von Italien zurück; Nachfolger wird sein Sohn Umberto II.
- 09. Mai: In Hannover findet ein dreitägiger Parteitag der SPD mit 500 Delegierten aus den Westzonen statt. Kurt Schumacher wird zum Vorsitzenden gewählt, die Zwangsvereinigung von KPD und SPD zur SED in der Sowjetischen Zone wird verurteilt.
- 10. Mai: Jawaharlal Nehru wird zum Vorsitzenden der indischen Kongresspartei gewählt.
- 11. Mai: Arturo Toscanini dirigiert nach 5 Jahren im Exil in der wieder erbauten Mailänder Scala das erste Konzert „für Italien“ (Concerto della Ricostruzione).
- 12. Mai: In den Niederlanden wird bei der Parlamentswahl die Katholische Volkspartei mit 32 Sitzen stärkste Kraft vor der Arbeiterpartei (29). Regierungschef wird Louis Beel.
- 13. Mai: Ein US-Militärgericht verurteilt 58 Aufseher des KZs Mauthausen zum Tode.
- 13. Mai: Mit Befehl Nr. 4 der Alliierten Militärregierung wird die Zerstörung aller NS-Denkmale in Deutschland bis zum 1. Januar 1947 angeordnet.
- 15. Mai: Sizilien wird Autonome Region innerhalb Italiens.
- 16. Mai: In Dachau beginnt der Malmedy-Prozess gegen deutsche Kriegsverbrecher, in dem nach Aussage des amerikanischen Chefanklägers Ellis die angeklagten SS-Männer gefoltert wurden.
- 22. Mai: Großbritannien entlässt Transjordanien in die Unabhängigkeit
- 25. Mai: Unabhängigkeit Transjordaniens. Emir Abdallah nimmt den Königstitel an.
- 26. Mai: Bei den Parlamentswahlen in der Tschechoslowakei wird die KP mit 38 Prozent stärkste Partei.

#### Juni
- 01. Juni: In Rumänien wird Ion Antonescu, der das Land im Zweiten Weltkrieg als „Conducator“ und Verbündeter Deutschlands führte, nach Aburteilung durch ein Volksgericht hingerichtet.
- 02./3. Juni: In Italien wird eine neue Verfassungsgebende Versammlung gewählt. Gleichzeitig findet ein Referendum über die künftige Staatsform statt. 54,3 % der Wähler stimmen für die Republik; Umberto II. geht ins Exil. Er hatte erst seit dem 9. Mai als italienischer König amtiert, nachdem sein Vater Viktor Emanuel III. abgedankt hatte. Alcide De Gasperi nimmt provisorisch die Aufgaben des Staatsoberhauptes bis zur Wahl eines Präsidenten wahr.
- 08. Juni: Sukarno ruft die Indonesier zum Widerstand gegen die niederländische Kolonialmacht auf.
- 09. Juni: Thailand – König Bhumibol Adulyadej wird Staatsoberhaupt.
- 15. Juni: In Paris beginnt die zweite Runde der Außenministerkonferenz der Siegermächte. Während über die bisherigen italienischen Besitzungen Libyen und Dodekanes Einigkeit erzielt wird, wird die Frage der Bildung einer künftigen deutschen Zentralregierung vertagt.

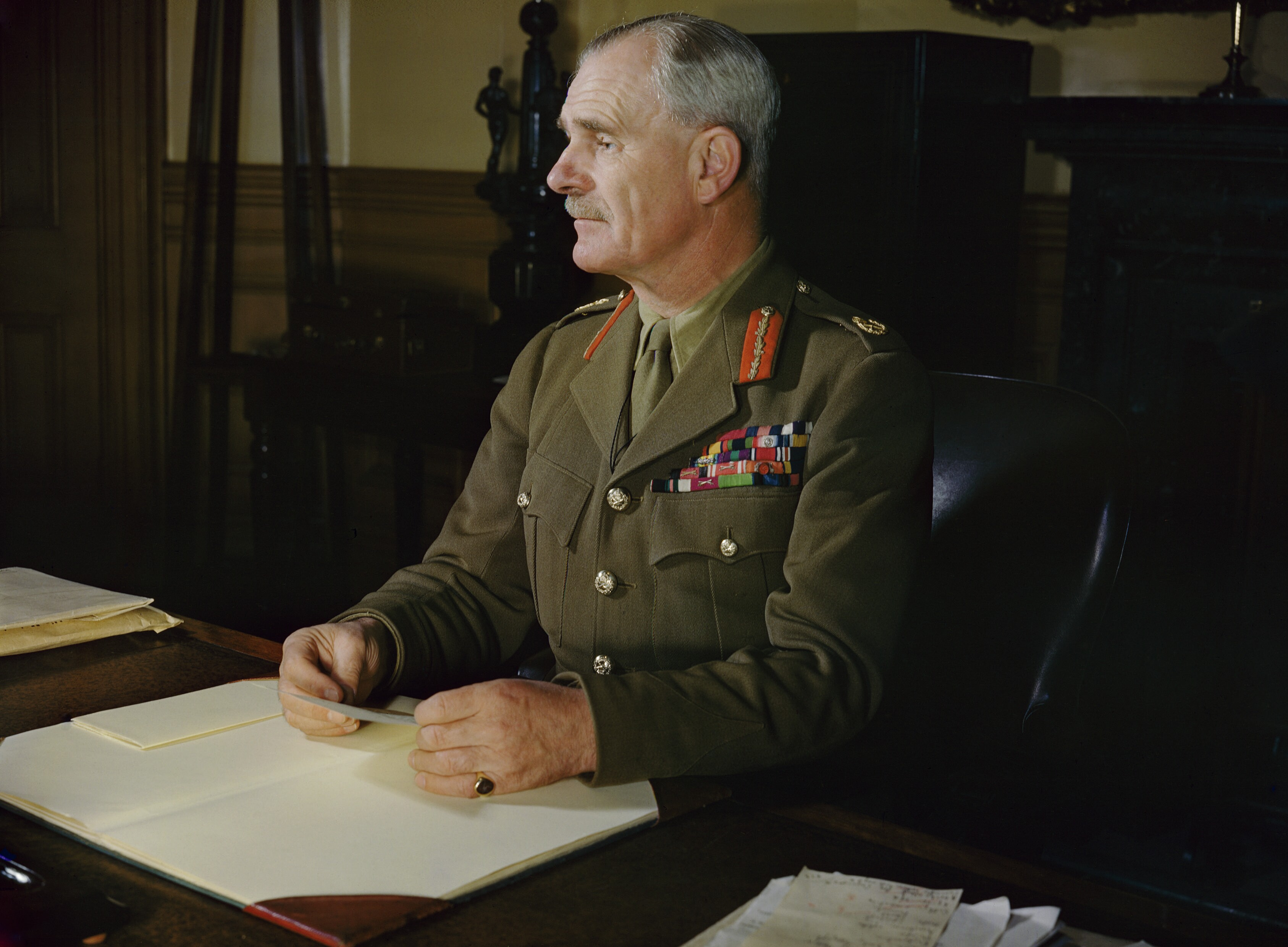
Sir Archibald Wavell

- 16. Juni: Der Versuch Archibald Wavells, in Britisch-Indien eine 14-köpfige, paritätisch mit Hindus und Moslem besetzte Übergangsregierung zu installieren, scheitert am Widerstand der Kongresspartei.
- 18. Juni: Proklamation der Republik Italien.
- 24. Juni: Georges Bidault wird Ministerpräsident der zweiten Verfassungsgebenden Versammlung in Frankreich.
- 25. Juni: US-Militärgouverneur Lucius D. Clay ordnet für seine Besatzungszone den Stopp der Demontagen an, solange die Frage nicht geklärt sei, ob Deutschland als wirtschaftliche Einheit behandelt werde.
- 28. Juni: Enrico De Nicola wird zum ersten Staatspräsidenten Italiens gewählt.
- 30. Juni: Im Volksentscheid in Sachsen sprechen sich fast 78 Prozent der Einwohner Sachsens für die Enteignung der Großbetriebe von Nationalsozialisten und Kriegsverbrechern aus.
- 30. Juni: Die vier Besatzungsmächte in Deutschland führen für den Interzonenverkehr den Interzonenpass ein.

#### Juli
- 01. Juli: Der Zusammenschluss der Besatzungszonen der zukünftigen Bundesrepublik Deutschland auf Vorschlag der USA wird durch Frankreich und die Sowjetunion verhindert.
- 04. Juli: Pogrom von Kielce: In der polnischen Stadt Kielce werden über 40 Juden von der Bevölkerung getötet.
- 04. Juli: Die Philippinen erlangen die Unabhängigkeit.
- 15. Juli: US-Präsident Truman gewährt Großbritannien einen Kredit in Höhe von 3,5 Mrd. Dollar.
- 16. Juli: Im Malmedy-Prozess wird über 43 SS-Angehörige, die während der Ardennen-Offensive US-amerikanische Gefangene erschießen ließen, die Todesstrafe verhängt.
- 17. Juli: In Berlin gibt die britische Militärregierung die beabsichtigte Zusammenlegung der nördlichen Rheinprovinz mit der Provinz Westfalen bekannt. Hauptstadt des neuen Landes Nordrhein-Westfalen wird Düsseldorf.
- 22. Juli: Das King David Hotel in Jerusalem wird von jüdischen Terroristen der Irgun teilweise in die Luft gesprengt. 91 Zivilisten (darunter 16 britische Staatsangehörige) kommen ums Leben.
- 29. Juli: In Paris beginnt die Konferenz der 21 Nationen, auf der Friedensbedingungen für die Kriegsverlierer Italien, Rumänien, Ungarn, Bulgarien und Finnland ausgehandelt werden sollen.

#### August
- 02. August: Camille Huysmans wird Regierungschef in Belgien an der Spitze eines sozial-liberalen Kabinetts.
- 07. August: Die Sowjetunion fordert eine Beteiligung an der Kontrolle der Schifffahrt durch die Dardanellen. Die Westmächte weisen dies mit Hinweis auf die Konvention von Montreux von 1936 zurück.
- 12. August: Großbritannien verfügt einen Einwanderungsstopp für Palästina.
- 14. August: Bei Kaifeng startet die Volksbefreiungsarmee Maos eine erfolgreiche Offensive gegen nationalchinesische Truppen.
- 15. August: Die koreanische Hauptstadt Gyeongseong (Kyŏngsŏng) wird in Seoul (Sŏul) umbenannt.
- 16. August: Die Kurdische Demokratische Partei KDP (kurdisch پارتی دیموکراتی کوردستان Partiya Demokrat a Kurdistanê – PDK) wird von Vertretern der kurdischen Intelligenz und dem städtischen Kleinbürgertum gegründet. Molla Mustafa Barzani wird, trotz Abwesenheit, zum Vorsitzenden gewählt.
- 19. August: Bei Kämpfen zwischen Hindus und Moslems in Kalkutta kommen 3.000 Menschen ums Leben.
- 20. August: Im Kontrollratsgesetz Nr. 34 lösen die Alliierten die deutsche Wehrmacht auf. Faktisch hat die Armee mit ihrer bedingungslosen Kapitulation schon am 8. Mai 1945 ihre Bedeutung eingebüßt.
- 23. August: Die britische Militärregierung löst die preußischen Provinzen in ihrer Besatzungszone auf und gründet die Länder Nordrhein-Westfalen, Hannover und Schleswig-Holstein.
- 24. August: Der britische Gouverneur Archibald Wavell ernennt Jawaharlal Nehru zum Vorsitzenden der geschäftsführenden indischen Regierung.
- 30. August: In der französischen Besatzungszone wird das Land Rheinland-Pfalz gebildet.

#### September

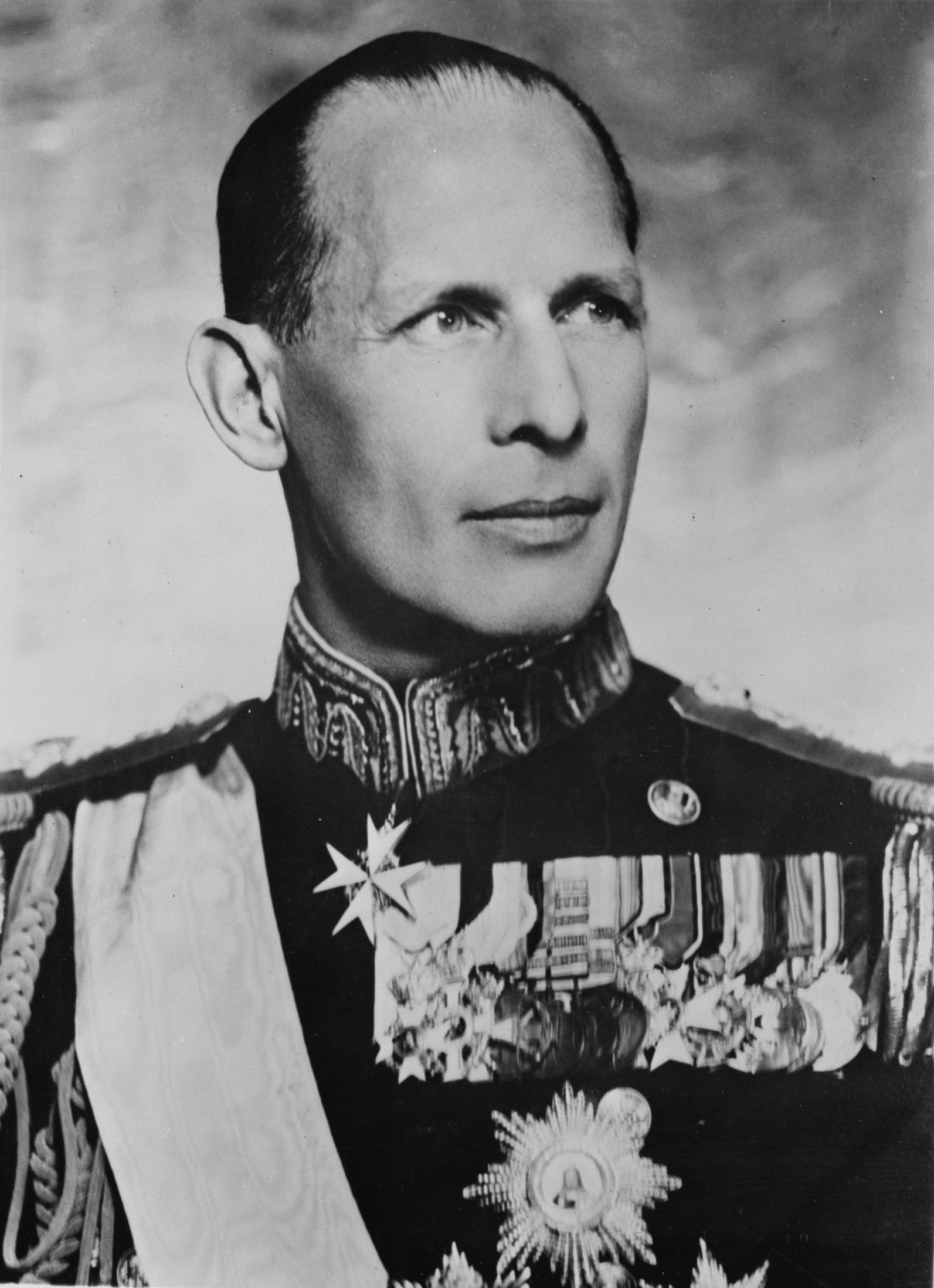
Georg II. von Griechenland

- 01. September: Frankreich stimmt gegen die politische Einheit der zukünftigen Bundesrepublik Deutschland in den drei westlichen Besatzungszonen.
- 01. September: In einem Referendum sprechen sich die Griechen für die Rückkehr von Georg II. aus.
- 03. September: Beginn des Dingtao-Feldzugs im Chinesischen Bürgerkrieg. Den kommunistischen Truppen gelingt ein taktischer Sieg in der Gegend um Xuzhou.
- 04. September: In Bombay kommt es zu Straßenschlachten zwischen Moslems und Hindus, die über 100 Tote fordern.
- 05. September: Die Militärgouverneure der britischen und der US-amerikanischen Zone, Brian Hubert Robertson und Lucius D. Clay, beschließen die Schaffung vereinigter Zentralstellen für eine Bizone.
- 06. September: Der amerikanische Außenminister James F. Byrnes verkündet in seiner Stuttgarter Rede, dass er die Wirtschaft der Besatzungszonen im besetzten Deutschland vereinen will. Nur Großbritannien erklärt sich dazu bereit.
- 08. September: Referendum in Bulgarien zur Frage, ob Bulgarien die Monarchie abschaffen und Republik werden soll. De facto hatte die Monarchie bereits mit dem Putsch vom 9. September 1944 geendet.
- 12. September: Volksabstimmung auf den Färöern über die Loslösung des Landes vom Königreich Dänemark. Eine knappe Mehrheit der Bevölkerung ist dafür. Am 18. September wird dort die Unabhängigkeit ausgerufen, doch am 20. September von Dänemark annulliert.
- 12. September: Der US-Handelsminister Henry Agard Wallace warnt vor einer Politik, die zum Krieg mit der Sowjetunion führen könne. Er wird wenig später von Truman entlassen und durch Averell Harriman abgelöst.
- 13. September: Personen deutscher Nationalität werden in Polen durch ein Bierut-Dekret aus der polnischen Volksgemeinschaft ausgeschlossen.
- 15. September: In der französischen und der britischen Zone finden die ersten Kommunalwahlen nach dem Krieg statt.

In Bulgarien wird nach dem Referendum (siehe oben) eine Volksrepublik ausgerufen. Zar Simeon II. (* 1937) geht ins Exil.
- 28. September: König Georg II. kehrt nach Griechenland zurück.

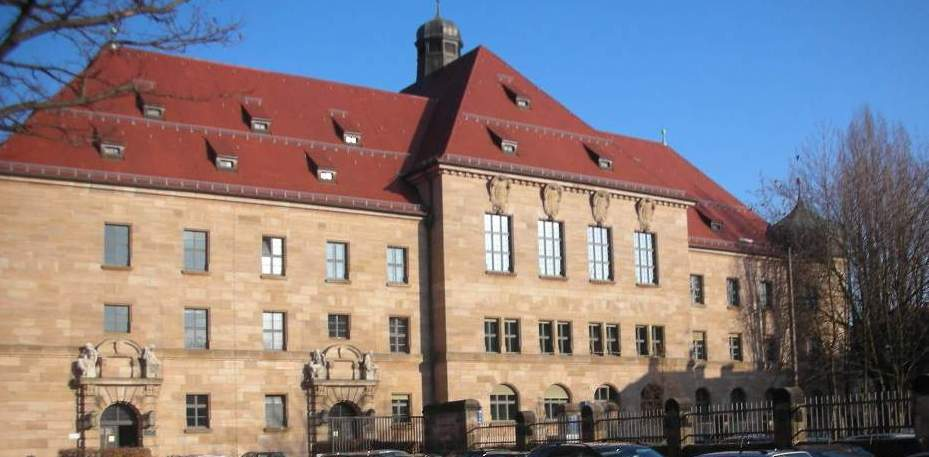
Ostbau Justizpalast Nürnberg

- 30. September und 1. Oktober: Verkündung der Urteile im Nürnberger Prozess gegen die Hauptkriegsverbrecher. Es ergehen zwölf Todesurteile, sieben Haftstrafen und drei Freisprüche. Hermann Göring begeht vor Vollstreckung seiner Todesstrafe Suizid.

#### Oktober
- 04. Oktober: US-Präsident Truman appelliert an den britischen Premier Clement Attlee, die jüdische Einwanderung nach Palästina wieder zuzulassen.
- 06. Oktober: Die USA und Island unterzeichnen das Keflavík Agreement (Abzug aller US-Truppen auf Island innerhalb von sechs Monaten)
- 08. Oktober: Die Kuomintang verlängert die Amtszeit von Chiang Kai-shek um drei Jahre.
- 12. Oktober: Die Kontrollratsdirektive Nr. 38 zielt auf die Verhaftung und Bestrafung von Kriegsverbrechern, Nationalsozialisten und Militaristen sowie die Internierung, Kontrolle und Überwachung von möglicherweise gefährlichen Deutschen.
- 13. Oktober: In Frankreich wird per Referendum (53,24 % dafür, 46,76 % dagegen) die Verfassung für die Vierte Republik angenommen.
- 13. Oktober: Thailand erklärt sich zur Rückgabe von Territorien bereit, die es 1940 von Französisch-Indochina annektiert hatte.
- 13. Oktober: Bürgerschaftswahl in Bremen,
- 16. Oktober: Vollstreckung der Todesurteile der Nürnberger Prozesse.
- 20. Oktober: Letzte freie Wahlen in der sowjetischen Besatzungszone.
- 22. Oktober: Aufgrund eines Stalin-Dekrets vom 13. Mai 1946 wurden Tausende deutsche Techniker und Ingenieure, die bis dahin für die sowjetischen Truppen in Rüstungsbetrieben für Flugzeuge und Raketen (V2) u. a. in Staßfurt und Bleicherode gearbeitet hatten, und deren Angehörige in einer Überraschungsaktion gezwungen, ab sofort in der Sowjetunion zu arbeiten. Nach zehn Tagen Bahnfahrt wurden sie in Kuibyschew (seit 1990 Samara) und später auf der Insel Gorodomlja mit ihren Familien und ihrem Besitz abgesetzt und setzen dort bis 1952 ihre Arbeiten in den demontierten Fabriken fort.
- 26. Oktober: In der britischen Besatzungszone wird aus den bisherigen Ländern Hannover, Oldenburg und Braunschweig das Land Niedersachsen gebildet. Erster Ministerpräsident wird Hinrich Wilhelm Kopf (SPD).
- 27. Oktober: Bei den Parlamentswahlen in Bulgarien siegt die kommunistisch dominierte Vaterländische Front. Sie erhält 364 Mandate, die Opposition 101.
- 28. Oktober: In der Gaststätte Straubinger Hof in München wird die Bayernpartei gegründet, erster Vorsitzender wird Ludwig Lallinger.
- 31. Oktober: Die zionistische Terrororganisation Irgun verübt einen Bombenanschlag auf die britische Botschaft in Rom.

#### November
- 03. November: Die neue japanische Verfassung, die am 3. Mai 1947 in Kraft tritt, wird verabschiedet

Flagge der UNESCO

- 04. November: Gründung der UNESCO durch die Gründungsstaaten: Australien, Brasilien, Republik China, Dänemark, Dominikanische Republik, Frankreich, Griechenland, Großbritannien, Indien, Kanada, Libanon, Mexiko, Neuseeland, Norwegen, Saudi-Arabien, Südafrika, Türkei und USA. Im gleichen Jahr werden auch Polen, Bolivien, Syrien, Haiti, Schweden, Island, Afghanistan, Peru, die Philippinen und Belgien Mitglied der UNESCO.
- 05. November: In den USA finden Kongress- und Gouverneurswahlen statt. Wahlsieger sind die Republikaner, die in beiden Kammern des Kongresses erstmals seit 1933 die Mehrheit erringen können.
- 08. November: In Haiphong in Nord-Vietnam kommt es zu heftigen Zusammenstößen zwischen Vietminh und französischen Kolonialtruppen. Das Bombardement von Haiphong durch ein französisches Kriegsschiff fordert danach mehrere tausend Tote.
- 16. November: Die SED legt einen ersten Verfassungsentwurf für die „demokratische deutsche Republik“ vor.
- 19. November: Bei den Parlamentswahlen in Rumänien erhält die KP nach offiziellen Angaben 79,86 Prozent der Stimmen. Beobachter sprechen von massiver Wählerbeeinflussung und Wahlfälschung.
- 21. November: Der Kommunist Georgi Dimitrow wird zum ersten Ministerpräsidenten von Bulgarien gewählt.
- 23. November: Arabische Extremisten erschießen den Arabischen Hochkommissar für Palästina, Fauzi Husseini.
- 24. November: In Württemberg-Baden finden die ersten Landtagswahlen statt: Die CDU erhält 39 Sitze vor der SPD mit 32, der DVP mit 19 und der KPD mit 10 Sitzen.
- 27. November: Der indische Politiker Jawaharlal Nehru appelliert an die Supermächte, einem Verbot von Atomtests zuzustimmen.
- 28. November: Georges Bidault tritt als französischer Regierungschef zurück.

#### Dezember
- 01. Dezember: Inkrafttreten der Hessischen Verfassung durch Volksentscheid. Zugleich finden Landtagswahlen statt: Die SPD wird mit 38 Mandaten stärkste Kraft vor der CDU (28) und der LDP (14). Die erste Nachkriegsverfassung Deutschlands war diejenige von Württemberg-Baden, zwei Tage früher in Kraft getreten.
- 02. Dezember: Gründung der Internationalen Walfangkommission (IWC).
- 02. Dezember: Volksabstimmung über die Bayerische Verfassung und Landtagswahl in Bayern. Die Verfassung wird angenommen und tritt am 9. Dezember in Kraft – bei der Landtagswahl erzielt die CSU eine absolute Mehrheit, bildet jedoch eine Koalition mit SPD und WAV. Die FDP wird einzige Oppositionspartei.
- 09. Dezember: Beginn des Nürnberger Ärzteprozesses; der Erste Amerikanische Militärgerichtshof verurteilt schließlich sieben der 23 Angeklagten zum Tode und weitere neun zu langen Freiheitsstrafen.
- 11. Dezember: Die erste Ausgabe der Programmzeitschrift Hörzu erscheint.
- 11. Dezember: Die UNO schließt das spanische Franco-Regime von der Mitarbeit in seinen Institutionen aus.
- 11. Dezember: Die Hilfsorganisation UNICEF (englisch: United Nations International Children’s Emergency Fund) wird gegründet, um Kinder des Zweiten Weltkriegs zu helfen.
- 12. Dezember: Schah Mohammad Reza Pahlavi marschiert in der iranischen Provinz Aserbaidschan ein. Die Mitglieder der kommunistischen Aserbaidschanischen Volksregierung werden verhaftet oder fliehen in die Sowjetunion.
- 13. Dezember: Thomas Mann wird wiedereingesetzt in die Ehrendoktorwürde, die ihm 1919 von der Universität Bonn verliehen wurde.
- 14. Dezember: Die Generalversammlung der Vereinten Nationen entscheidet sich in London für New York City als ständigen Sitz der Organisation.
- 14. Dezember: Der Vorschlag Südafrikas, das Mandatsgebiet Südwestafrika (Namibia) zu annektieren, wird von der UNO abgelehnt.
- 15. Dezember: Thailand wird 55. Mitglied der UNO.
- 18. Dezember: Deutsche Vertreter der Wirtschaftsverwaltung in der SBZ vereinbaren in Minden mit der Zentralverwaltung für Wirtschaft einen Warenaustausch für 1947 in Höhe von 210 Mio. RM. Deutschen Geschäftsleuten wird der Handel mit dem Ausland gestattet.
- 18. Dezember: In Frankreich wird Léon Blum Regierungschef des ersten Kabinetts der Vierten Republik; er steht einer sozialistischen Regierung vor.
- 19. Dezember: Die französischen Kolonialbehörden verhängen das Kriegsrecht über Vietnam, nachdem Vietminh-Milizen das Elektrizitätswerk von Hanoi in die Luft gesprengt haben. Französische Truppen stürzen die Regierung Ho Chi Minhs im vietnamesischen Hanoi. Die Việt Minh gehen nach einem Angriff auf die in der Stadt befindliche französische Garnison in den Untergrund und beginnen den als Indochinakrieg geführten Kampf gegen die Fremdherrschaft.
- 22. Dezember: Frankreich richtet zwischen dem Saarland und der französischen Besatzungszone in Deutschland eine Zollgrenze ein. Der US-Militärgouverneur Lucius D. Clay erhebt gegen die Maßnahme Einspruch, sie wird jedoch vom Rat der Außenminister in New York gebilligt.
- 31. Dezember: Joseph Kardinal Frings hält seine berühmte Silvesterpredigt in Köln-Riehl.
- 31. Dezember: Juan Perón wird Staatspräsident Argentiniens, seine Frau Eva Perón First Lady.
- Max Brauer (SPD) wird in einer Koalition mit der FDP Erster Bürgermeister von Hamburg.

### Wirtschaft

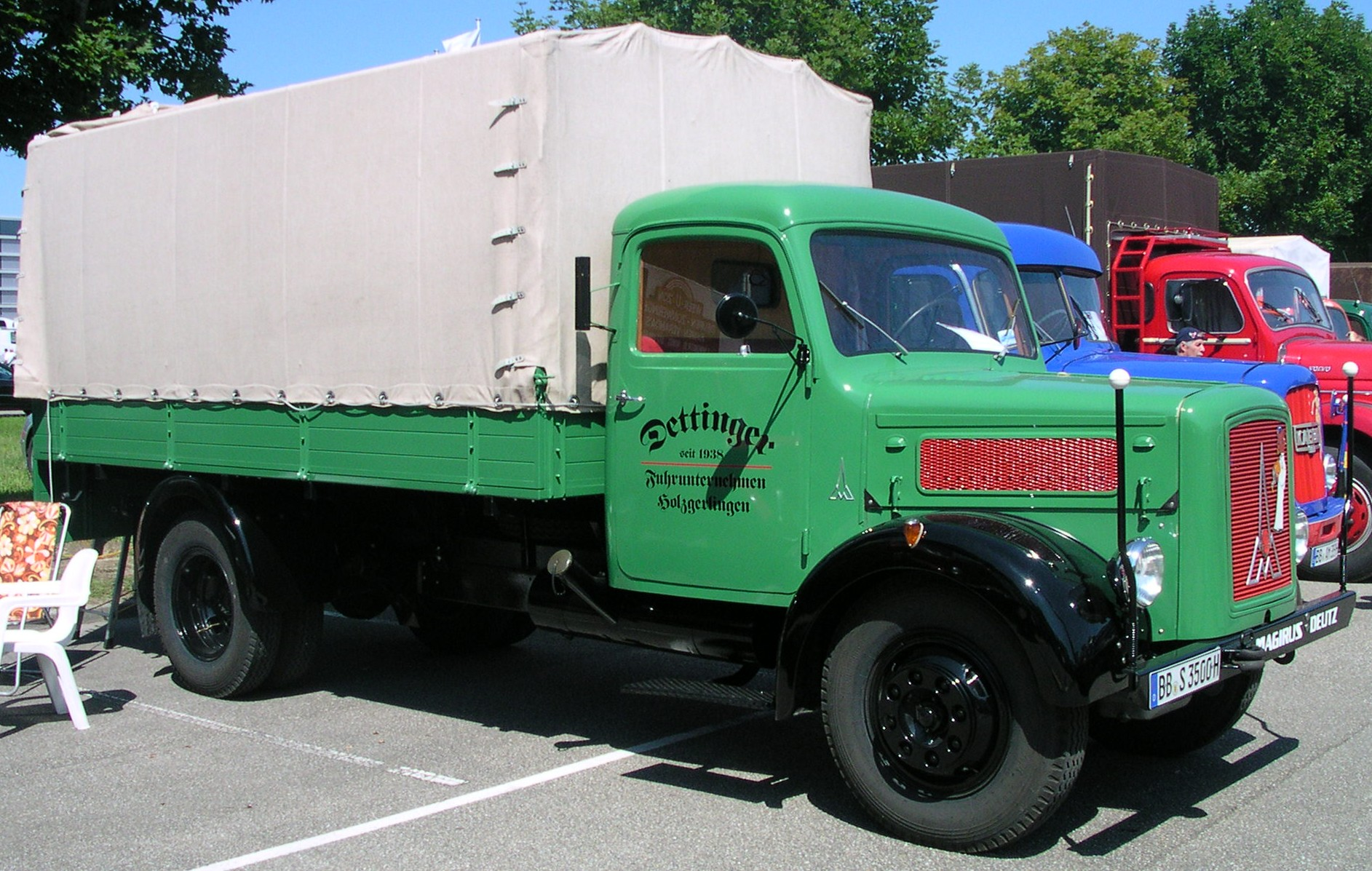
Pritschenwagen von Magirus

- 01. Januar: Die Magirus-Werke erhalten von den Besatzungsmächten die Erlaubnis zur Wiederaufnahme der LKW-Produktion.
- 01. Januar: Die Bank von Frankreich wird verstaatlicht, die bisherigen Aktionäre abgefunden.
- 08. Januar: Die Braunschweiger Zeitung erscheint erstmals als Lizenzzeitung in der britischen Besatzungszone.
- 21. Februar: Die erste Ausgabe der Wochenzeitung Die Zeit erscheint.
- 28. Februar: Die französische Sportzeitung L’Équipe erscheint mit der Erstausgabe.
- 01. März: Die Bank von England wird verstaatlicht, ihre Altaktionäre werden abgefunden.
- 02. April: Die Erstausgabe der deutschen Tageszeitung Die Welt erscheint in Hamburg.
- 08. April: In Frankreich entsteht das Energieversorgungsunternehmen Électricité de France aus der Verstaatlichung mehrerer Unternehmen.
- 01. Mai: In Westaustralien beginnt der Pilbara Strike. 800 Farmarbeiter, hauptsächlich Aborigines, wollen mit der Arbeitsniederlegung gerechtere Löhne, bessere Arbeitsbedingungen sowie Menschen- und Kulturrechte für die indigene Bevölkerung erreichen.
- 08. Mai: Die erste Leipziger Messe nach dem Ende des Zweiten Weltkriegs wird eröffnet.
- 01. August: Der neue Forint wird ungarische Landeswährung.
- 01. August: In Großbritannien wird die staatliche Fluggesellschaft British European Airways gegründet.
- 24. September: Zwei Piloten gründen in Hongkong die Fluggesellschaft Cathay Pacific.
- 29. November: In Mainz wird mit französischer Lizenz die Allgemeine Zeitung gegründet. Aus ihrer Redaktion wechselt ein Teil der Crew im Jahr 1949 zur Gründung der Frankfurter Allgemeinen Zeitung.
- 16. Dezember: Der Modeschöpfer Christian Dior richtet in Paris sein Atelier ein.
- Gründung des Süßwarenkonzerns Ferrero in Alba (Italien).
- Gründung der Axel Springer AG, Verlag in Hamburg.
- Das japanische Unternehmen Sony wird durch Morita Akio und Ibuka Masaru gegründet.
- Das australische Transportunternehmen TNT Express, ein Expressdienst, wird gegründet.

### Wissenschaft und Technik

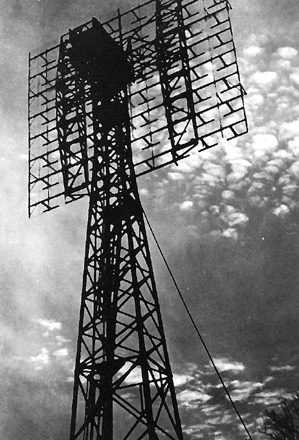
Die Antenne des Project Diana

- 10. Januar: Dem US-amerikanischen Elektroingenieur John Hibbett DeWitt glückt der Nachweis, dass die Ionosphäre für Funkwellen durchlässig ist. Dem US-Signalkorps gelingt es im Project Diana erstmals, im Rahmen einer Erde-Mond-Erde-Funkverbindung ein Radiosignal zum Mond zu senden und das 2,4 Sekunden später eintreffende Funkecho aufzufangen.
- 21. Juli: Das erste düsengetriebene Flugzeug startet und landet von einem Flugzeugträger. Die vor der Küste Virginias liegende Franklin D. Roosevelt dient der Erprobung des McDonnell-FH-Prototyps XFD-1, eines von der United States Navy in Auftrag gegebenen Jagdflugzeugs.
- 13. August: Die Päpstliche Katholische Universität von São Paulo wird gegründet.
- 11. September: In Bad Driburg wird die Max-Planck-Gesellschaft in der britischen Zone gegründet.
- Das Agharkar Research Institute in Pune wird gegründet.
- Percy Spencer entwickelt den Mikrowellenherd bei dem Unternehmen Raytheon.

### Kultur

#### Architektur und Bildende Kunst
- 21. Februar: Die Gründung der Arbeitsgemeinschaft für zeitgemäßes Bauen e. V. erfolgt in Kiel.
- Gründung der Kunsthochschule Berlin-Weißensee

#### Film
- 23. August: In den Kinos der Vereinigten Staaten läuft der Howard-Hawks-Film Tote schlafen fest mit Humphrey Bogart als Detektiv Philip Marlowe an. Die Verfilmung eines Romans von Raymond Chandler lässt einen Film noir entstehen.
- 20. September: Die 1. Internationalen Filmfestspiele von Cannes werden eröffnet. Sie dauern bis zum 5. Oktober. Präsident der ersten Jury der Filmfestspiele Cannes ist der französische Historiker Georges Huisman.
- 15. Oktober: Premiere des ersten deutschen Nachkriegsfilms, der DEFA-Produktion Die Mörder sind unter uns (Regie: Wolfgang Staudte, Hauptdarstellerin: Hildegard Knef) im Berliner Admiralspalast

#### Musik und Theater
- 1. Januar: Die Uraufführung des Theaterstücks Danach von Helmut Weiss findet in Berlin statt.
- 8. Mai: Die Oper The Medium von Gian Carlo Menotti hat am Brander Matthews Theater der Columbia University in New York City ihre Uraufführung.

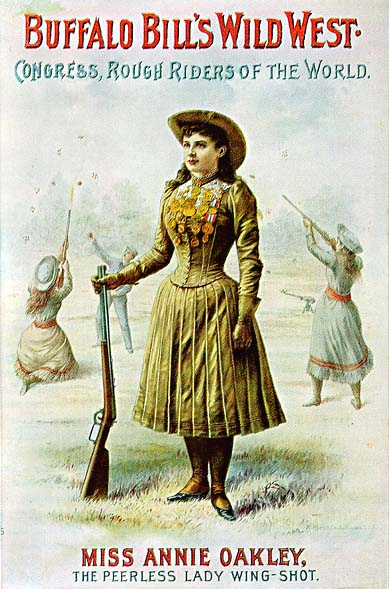
Annie Get Your Gun

- 16. Mai: Die Uraufführung des Musicals Annie Get Your Gun von Irving Berlin über das Leben der Kunstschützin Annie Oakley findet am New Yorker Imperial Theatre statt. Die bekannteste Nummer daraus ist das Lied There’s No Business Like Show Business.
- 12. Juli: Die Uraufführung der Oper Krieg und Frieden (Orig.: Woina i mir) von Sergei Sergejewitsch Prokofjew erfolgt in Sankt Petersburg.
- 14. Dezember: Carl Zuckmayers Drama Des Teufels General, eine Auseinandersetzung um Widerstand und Mitläufertum im Zweiten Weltkrieg, wird am Schauspielhaus Zürich uraufgeführt.
- Gründung der Bamberger Symphoniker

#### Sonstiges
- 5. Juli: Im Pariser Schwimmbad Piscine Molitor wird der von Micheline Bernardini getragene und von Modeschöpfer Louis Réard kreierte moderne Bikini präsentiert. Der Modevorschlag löst einen Skandal und ein weltweites Trageverbot beim Baden in der Öffentlichkeit aus.
- Der Verband deutscher Archivarinnen und Archivare wird gegründet.
- Gründung der Ernst Barlach Gesellschaft Hamburg
- Gründung der Otto-Falckenberg-Schule
- Gründung der Paul-Gerhardt-Schule

### Religion

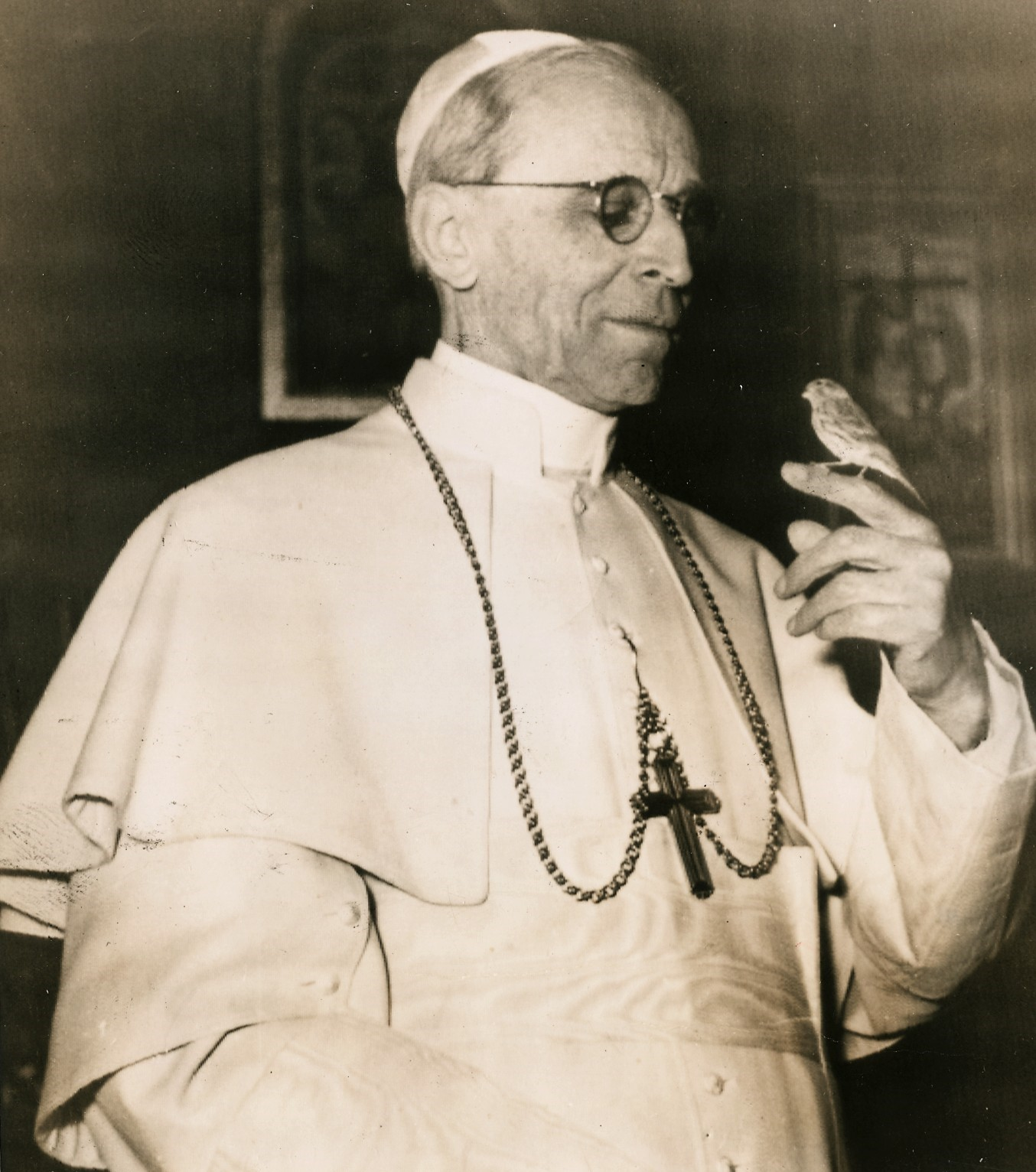
Pius XII.

- 16. Januar: Papst Pius XII. verleiht dem heiligen Antonius von Padua den Titel eines Kirchenlehrers.
- 18. Februar: Papst Pius XII. bestimmt 32 neue Kardinäle. Es sind dies die ersten Ernennungen seit 1937.
- 11. April: Erstmals gibt es katholische Bischöfe in China; die römisch-katholische Kirche gründet folgende Bistümer an diesem Tag: Bistum Chowtsun, Bistum Ichow, Bistum Shanghai, Bistum Tsaochow, Bistum Wuchow, Bistum Yangku und Bistum Yenchow
- 10. September: Auf einer Fahrt durch Kalkutta verspürte Mutter Teresa beim Anblick eines Kruzifixes die Berufung, den Armen zu helfen.

### Sport
- 24. März: Der Tod Alexander Aljechins führt im Schach zum Interregnum
- 22. Mai: Major F. T. Casman und Major W. E. Zins fliegen mit ihrem Hubschrauber Sikorsky R-5 A einen neuen Rekord.
- 06. Juni: Die National Basketball Association wird gegründet.
- 11. Juli: Die Internationale Handballföderation wird in Basel gegründet.
- 01. August: Der Fußballverein Sampdoria Genua entsteht aus der Fusion der beiden Vereine SG Sampierdarenese und SG Andrea Doria.
- 06. September: Einer siebenköpfigen sowjetischen Bergsteigergruppe gelingt im Hochgebirge des Pamir die Erstbesteigung des Pik Karl Marx.

### Katastrophen
- 20. Februar: In der Zeche Monopol Schacht Grimberg 3/4 in Bergkamen im nördlichen Ruhrgebiet kommen 405 Bergarbeiter bei einer Explosion ums Leben.
- 01. April: Die Stadt Hilo auf Hawaiʻi wird von einem Tsunami heimgesucht, den ein Erdbeben in der Nähe der Aleuten ausgelöst hat. 159 Menschen sterben, als eine 14 Meter hohe Flutwelle das Land überspült.
- 31. Mai: Erdbeben der Stärke 6,0 in der Türkei, rund 1.200 Tote
- 10. November: Erdbeben der Stärke 7,3 in Ancash, Peru, etwa 1.400 Tote
- 20. Dezember: Erdbeben der Stärke 8,1 in Tonankai, Japan, 1.330 Tote

Kleinere Unglücksfälle sind in den Unterartikeln von Katastrophe und in der Liste von Katastrophen aufgeführt.

## Geboren

### Januar
- 01. Januar: Doris Arden, deutsche Schauspielerin
- 01. Januar: Rick Hurst, US-amerikanischer Schauspieler († 2025)
- 01. Januar: Roberto Rivelino, brasilianischer Fußballspieler
- 01. Januar: Barbara Zakrzewska, polnische Komponistin († 2023)
- 02. Januar: Philippe Dagoreau, französischer Automobilrennfahrer († 2022)
- 02. Januar: Ilma Rakusa, Schweizer Literaturwissenschaftlerin, Schriftstellerin und literarische Übersetzerin
- 03. Januar: Antoine Audo, syrischer Bischof
- 03. Januar: Rudolf Böhmler, deutscher Jurist und Politiker
- 03. Januar: Motohiko Hino, japanischer Jazzschlagzeuger († 1999)
- 03. Januar: Robert John, US-amerikanischer Sänger († 2025)
- 03. Januar: John Paul Jones, englischer Rockmusiker und Musikproduzent
- 03. Januar: Tadeusz Kondrusiewicz, weißrussischer römisch-katholischer Erzbischof
- 03. Januar: Olivia Molina, deutsch-mexikanische Tango- und Schlager-Sängerin
- 04. Januar: Lisa Appignanesi, kanadisch-britische Autorin
- 04. Januar: Marek Borowski, polnischer Politiker
- 04. Januar: Arthur Conley, US-amerikanischer Soul-Sänger († 2003)
- 05. Januar: Diane Keaton, US-amerikanische Schauspielerin, Filmproduzentin und TV-Filmregisseurin Diane Keaton

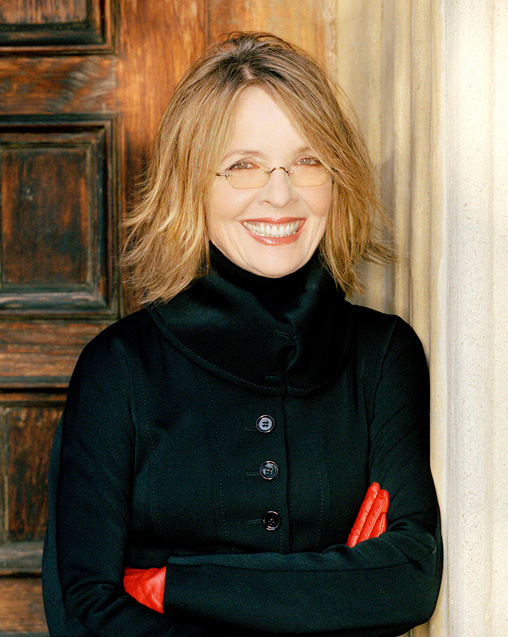
Diane Keaton

- 05. Januar: Giuseppe Materazzi, italienischer Fußballspieler und -trainer
- 05. Januar: Jewgeni Anatoljewitsch Popow, russischer Prosa-Schriftsteller
- 05. Januar: Prinz Tomohito von Mikasa, japanischer Thronfolger († 2012)
- 06. Januar: Syd Barrett, britischer Gitarrist, Sänger und Songschreiber († 2006)
- 06. Januar: Ahmed el-Tayeb, Rektor der Al-Azhar-Universität in Kairo
- 07. Januar: Jeffrey B. Berlin, US-amerikanischer Literaturwissenschaftler und Germanist († 2021)
- 07. Januar: Mike Wilds, britischer Automobilrennfahrer
- 08. Januar: Miguel Ángel Félix Gallardo, mexikanischer Polizeibeamter und Drogenhändler
- 08. Januar: Hadayatullah Hübsch, deutscher Schriftsteller und Imam († 2011)
- 08. Januar: Robby Krieger, US-amerikanischer Musiker (The Doors)
- 08. Januar: Norbert Mateusz Kuźnik, polnischer Komponist, Musiktheoretiker, Organist und Orgelbauer († 2006)
- 09. Januar: Mogens Lykketoft, dänischer sozialdemokratischer Politiker
- 10. Januar: Aynsley Dunbar, britischer Schlagzeuger
- 10. Januar: Robert Gadocha, polnischer Fußballspieler
- 10. Januar: Juha Siira, finnischer Regattasegler († 2021)
- 12. Januar: George Duke, US-amerikanischer Jazz-Pianist, Arrangeur und Produzent († 2013)
- 12. Januar: Dill Katz, britischer Jazzbassist († 2025)
- 12. Januar: Ryszard Szurkowski, polnischer Radrennfahrer († 2021)
- 13. Januar: Jean-Pierre Augert, französischer Skirennläufer († 1976)
- 13. Januar: Wolfgang Boos, deutscher Eishockeyspieler
- 13. Januar: Cornelius Bumpus, US-amerikanischer Rocksänger und -instrumentalist († 2004)
- 13. Januar: Boris Gardiner, jamaikanischer Sänger, Songwriter und Bassist
- 14. Januar: Josef Capoušek, tschechisch-deutscher Kanutrainer († 2025)
- 14. Januar: Howard Carpendale, deutscher Sänger und Komponist südafrikanischer Herkunft
- 14. Januar: Harold Shipman, britischer Mediziner († 2004)
- 15. Januar: Peter Bronkhorst, niederländischer Aktivist († 2007)
- 16. Januar: Kabir Bedi, indischer Schauspieler
- 16. Januar: Annegret Soltau, deutsche Collagekünstlerin der Body-Art
- 17. Januar: Lidija Nikolajewna Alfejewa, sowjetische Weitspringerin († 2022)
- 17. Januar: Frank Geerk, deutscher Schriftsteller († 2008)
- 17. Januar: François Walthéry, belgischer Comiczeichner
- 18. Januar: Joseph Deiss, Schweizer Politiker
- 18. Januar: Henrique Pereira Rosa, Präsident von Guinea-Bissau († 2013)
- 19. Januar: Julian Barnes, britischer Schriftsteller
- 19. Januar: Alexander Kostinskij, ukrainisch-jüdischer Dichter, Schriftsteller, Illustrator
- 19. Januar: Reinhard Lakomy, deutscher Komponist und Sänger († 2013)
- 19. Januar: Dolly Parton, US-amerikanische Country-Sängerin David Lynch, 2017

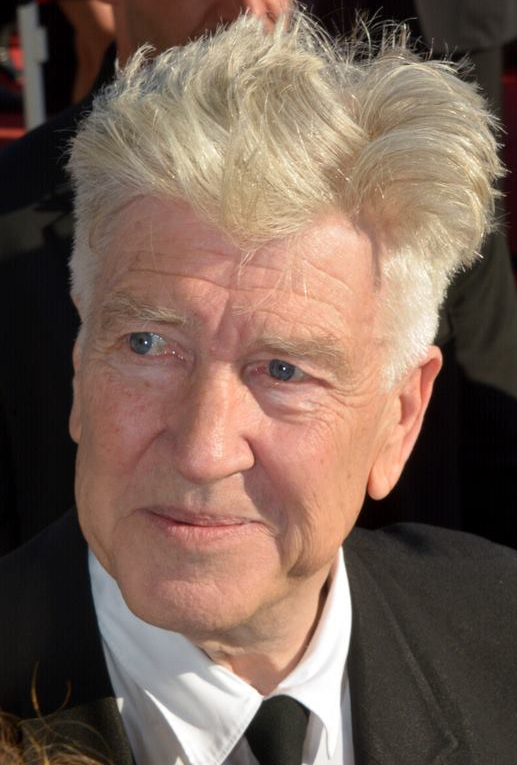
David Lynch, 2017

- 20. Januar: Petr Hannig, tschechischer Musikproduzent und Politiker († 2025)
- 20. Januar: David Lynch, US-amerikanischer Regisseur († 2025)
- 20. Januar: Ernst Probst, deutscher Wissenschaftsjournalist
- 20. Januar: Aurelio Samorì, italienischer Komponist
- 21. Januar: Nella Martinetti, Schweizer Sängerin, Komponistin und Texterin († 2011)
- 21. Januar: Johnny Oates, US-amerikanischer Baseballspieler († 2004)
- 22. Januar: Malcolm McLaren, britischer Künstler, Modeschöpfer, Designer, Musik-Manager und Musiker († 2010)
- 23. Januar: Arnoldo Alemán, von 1997 bis 2002 Staatspräsident von Nicaragua
- 23. Januar: Boris Beresowski, russischer Unternehmer († 2013)
- 23. Januar: Zvonko Bušić, kroatisch-amerikanischer Terrorist († 2013)
- 23. Januar: Rob Stolk, niederländischer Aktivist († 2001)
- 23. Januar: Don Whittington, US-amerikanischer Automobilrennfahrer
- 24. Januar: Eva Gelb, deutsche Schauspielerin († 2024)
- 25. Januar: Paul Cremona, maltesischer römisch-katholischer Erzbischof († 2025)
- 27. Januar: Jürg Löw, Schweizer Schauspieler und Sprecher
- 27. Januar: Lech Raczak, polnischer Schauspieler, Regisseur und Theaterwissenschaftler († 2020)
- 28. Januar: Thomas Mann, deutscher Europaabgeordneter
- 28. Januar: Gailene Stock, australische Balletttänzerin und Tanzpädagogin († 2014)
- 29. Januar: Marika Mindszenty, ungarisch-österreichische Schauspielerin Wolfgang Stumph

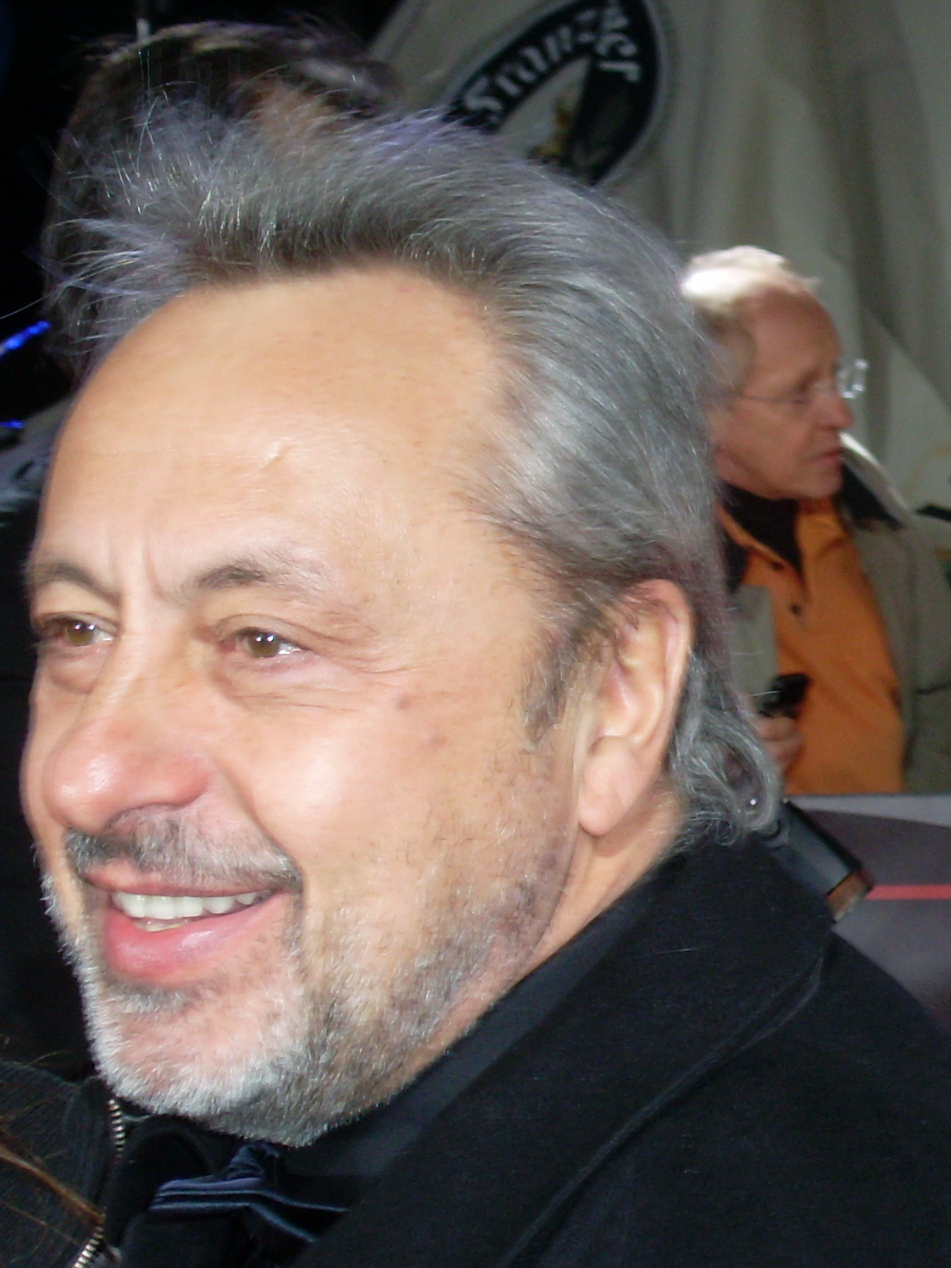
Wolfgang Stumph

- 29. Januar: Günter Ohnemus, deutscher Schriftsteller und Übersetzer
- 30. Januar: Paul Alexander, US-amerikanischer Anwalt und Polio-Überlebender († 2024)
- 30. Januar: Ottorino Assolari, italienischer Bischof
- 30. Januar: Christophe Pierre, französischer Kardinal und Diplomat des Heiligen Stuhls
- 31. Januar: Terry Alan Kath, US-amerikanischer Musiker († 1978)
- 31. Januar: Willi Seebauer, deutscher Fußballspieler
- 31. Januar: Wolfgang Stumph, deutscher Schauspieler und Kabarettist
- 31. Januar: Wilfried Terno, deutscher Richter am Bundesgerichtshof

### Februar
- 01. Februar: Elisabeth Sladen, britische Schauspielerin († 2011)
- 02. Februar: Isayas Afewerki, Staatspräsident und Regierungschef von Eritrea
- 02. Februar: Whistling Jack Smith, britischer Sänger
- 03. Februar: Bruno Kneubühler, Schweizer Motorradrennfahrer
- 03. Februar: Stan Webb, britischer Gitarrist
- 04. Februar: Sieglinde Ammann, Schweizer Weitspringerin, Diskuswerferin und Fünfkämpferin
- 04. Februar: Esteban Escudero Torres, spanischer römisch-katholischer Weihbischof († 2025)
- 04. Februar: Dana Wilson, US-amerikanischer Komponist und Musikpädagoge
- 05. Februar: Robert Atkins, britischer Politiker
- 05. Februar: Boris Bukowski, österreichischer Musiker
- 05. Februar: Mauro Pagani, italienischer Cantautore, Multiinstrumentalist und Komponist
- 05. Februar: Charlotte Rampling, britische Schauspielerin
- 06. Februar: Richard Hayward, US-amerikanischer Rock-Schlagzeuger († 2010)
- 06. Februar: Masatomo Taniguchi, japanischer Basketballspieler († 2021)
- 07. Februar: Arthur Ozolins, kanadischer Pianist
- 08. Februar: Gert Jonke, österreichischer Schriftsteller († 2009)
- 09. Februar: Joseph Prathan Sridanusil, thailändischer römisch-katholischer Priester
- 09. Februar: Stephen Thega, kenianischer Boxer († 2021)
- 10. Februar: Dick Anderson, US-amerikanischer American-Football-Spieler
- 10. Februar: Jürgen Aretz, deutscher Beamter
- 11. Februar: Pierre Curzi, kanadischer Schauspieler
- 11. Februar: Knut Vollebæk, norwegischer Diplomat und christdemokratischer Politiker
- 12. Februar: Harald Irmscher, deutscher Fußballspieler und -trainer
- 12. Februar: Ajda Pekkan, türkische Sängerin und Schauspielerin
- 12. Februar: Walter Westrupp, deutscher Musiker und Kreativling
- 13. Februar: Assunção Afonso dos Anjos, angolanischer Diplomat und Politiker († 2022)
- 13. Februar: Artur Jorge, portugiesischer Fußballtrainer und Fußballspieler († 2024)
- 14. Februar: Maria Christina Aumont, französische Schauspielerin († 2006)
- 14. Februar: Bernard Dowiyogo, nauruischer Politiker († 2003)
- 14. Februar: Timothy Fok, chinesischer Unternehmer und Sportfunktionär aus Hongkong
- 14. Februar: Gregory Hines, US-amerikanischer Stepptänzer und Schauspieler († 2003)
- 14. Februar: Tan Aik Huang, malaysischer Badmintonspieler
- 15. Februar: Kim Ry Andersen, dänischer Politiker und Musikmanager († 2024)
- 15. Februar: John Trudell, indianischer Freiheitskämpfer, Musiker und Schauspieler († 2015)
- 16. Februar: August Hanning, Präsident des BND
- 16. Februar: Gerd Knesel, deutscher Liedermacher († 1992)
- 17. Februar: Dodie Stevens, US-amerikanische Sängerin
- 19. Februar: Pierre van der Linden, niederländischer Jazz- und Rockschlagzeuger
- 19. Februar: Carolyn B. Maloney, US-amerikanische Politikerin
- 19. Februar: Luis Puenzo, argentinischer Film-Regisseur und Drehbuchautor
- 19. Februar: Karen Silkwood, Gewerkschaftsaktivistin und Chemie-Technikerin († 1974)
- 20. Februar: Brenda Blethyn, britische Schauspielerin
- 21. Februar: Raúl Argemí, argentinischer Journalist und Schriftsteller
- 21. Februar: Tyne Daly, US-amerikanische Schauspielerin
- 21. Februar: Alan Rickman, britischer Bühnen- und Film-Schauspieler († 2016) Alan Rickman

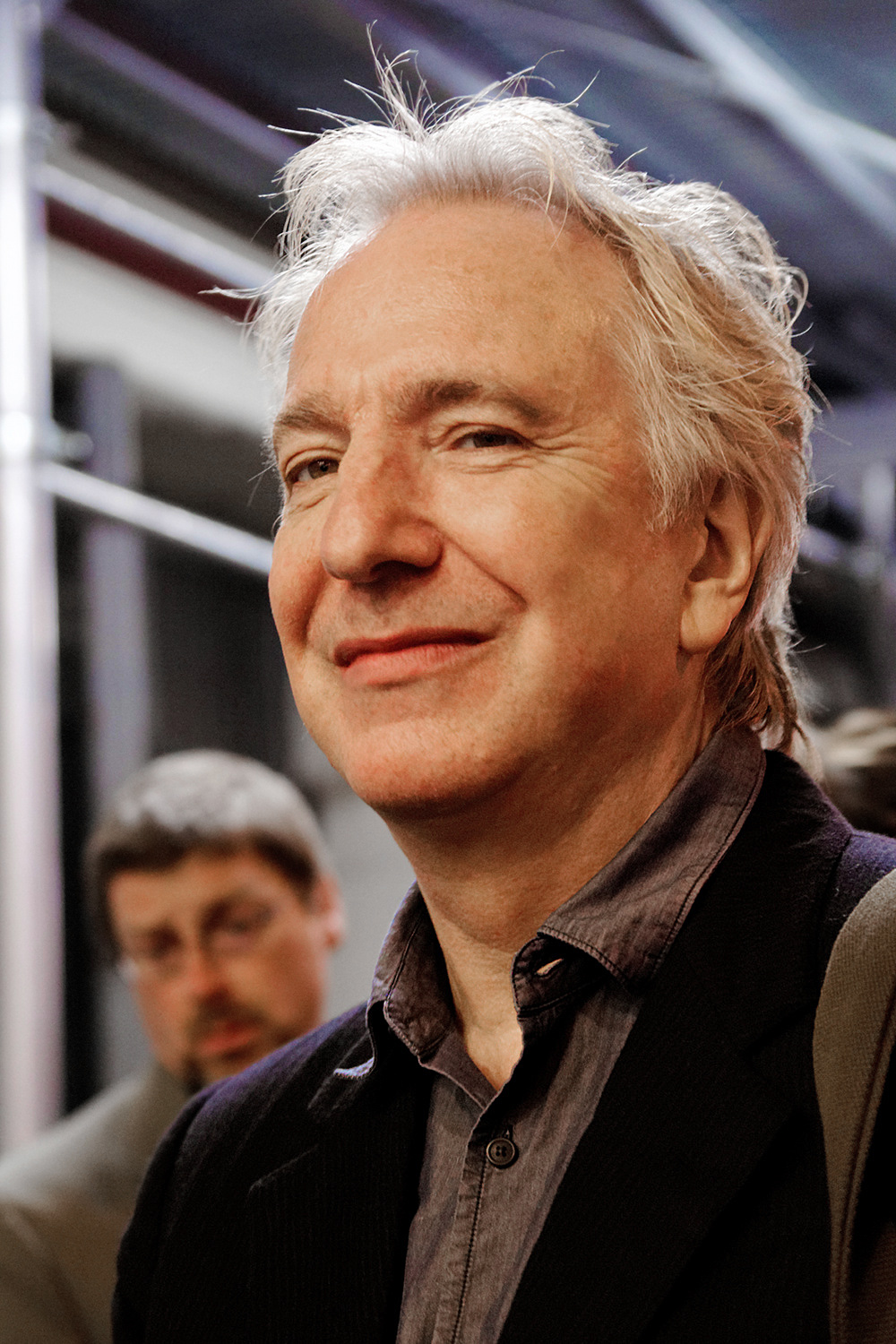
Alan Rickman

- 21. Februar: Ottmar Schreiner, deutscher Politiker († 2013)
- 22. Februar: Éric Marie Pierre Henri Aumonier, französischer Bischof
- 23. Februar: Anatoli Andrejewitsch Banischewski, aserbaidschanischer Fußballspieler († 1997)
- 23. Februar: Peter Casagrande, deutscher Maler
- 23. Februar: Bodo H. Hauser, deutscher Journalist und Moderator († 2004)
- 24. Februar: Sergio Gori, italienischer Fußballspieler († 2023)
- 24. Februar: Don Siegelman, US-amerikanischer Politiker
- 24. Februar: Markus Zürcher, Schweizer bildender Künstler, Vertreter der Konzeptkunst († 2013)
- 25. Februar: Roland Hemmo, deutscher Synchronsprecher und Schauspieler
- 25. Februar: Franz Xaver Kroetz, deutscher Schriftsteller und Regisseur
- 25. Februar: Jean Todt, französischer Automobilrennfahrer, Manager und Motorsportfunktionär
- 26. Februar: Jaecki Schwarz, deutscher Schauspieler
- 26. Februar: Ahmed Zewail, ägyptischer Chemiker, Nobelpreisträger (1999) († 2016) Ahmed Zewail

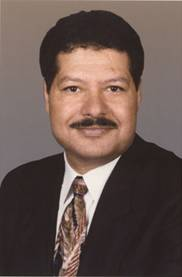
Ahmed Zewail

- 27. Februar: Mary-Claire King, US-amerikanische Genetikerin
- 27. Februar: Nippy Noya, indonesischer Percussionist
- 28. Februar: Robin Cook, britischer Politiker und Außenminister von 1997 bis 2001 († 2005)
- 28. Februar: Pierre Dørge, dänischer Jazzgitarrist, Bandleader und Komponist
- 28. Februar: Don Francisco, US-amerikanischer Sänger und Komponist
- 28. Februar: Ludwig Hirsch, österreichischer Sänger und Liedermacher († 2011)
- 28. Februar: Joaquín Pardo, kolumbianischer Fußballspieler († 2020)

### März
- 01. März: Tony Ashton, britischer Rockmusiker († 2001)
- 01. März: Elvin Bethea, US-amerikanischer American-Football-Spieler
- 01. März: Jim Crace, englischer Schriftsteller
- 01. März: Jost Gross, Schweizer Politiker († 2005)
- 01. März: Gert Hoffmann, deutscher Politiker, NPD, Oberbürgermeister von Braunschweig
- 01. März: Kim Gwong-hyong, nordkoreanischer Ringer
- 01. März: Jan Kodeš, tschechischer Tennisspieler
- 02. März: Paul-Henry Nargeolet, französischer Tiefseeforscher († 2023)
- 03. März: James Craig „Jim“ Adamson, US-amerikanischer Astronaut
- 03. März: Charles Asati, kenianischer Sprinter
- 03. März: Jorge Cayetano Zaín Asís, argentinischer Journalist und Schriftsteller
- 03. März: Manfred Flügge, deutscher Schriftsteller († 2025)
- 03. März: Dunja Rajter, deutsche Sängerin und Schauspielerin
- 04. März: Michael Anthony Ashcroft, britischer Geschäftsmann und Politiker
- 04. März: Sergio Fernández Barroso, kubanischer Komponist
- 04. März: Xaver Frick, liechtensteinischer Mittelstreckenläufer
- 04. März: Ralph Kirshbaum, US-amerikanischer Cellist und Musikpädagoge
- 05. März: Murray Head, britischer Schauspieler und Sänger
- 05. März: Koos van Zomeren, niederländischer Schriftsteller
- 06. März: Patrick Baudry, französischer Astronaut
- 06. März: David Gilmour, Gitarrist, Sänger, Komponist und Songwriter der Rockgruppe Pink Floyd David Gilmour

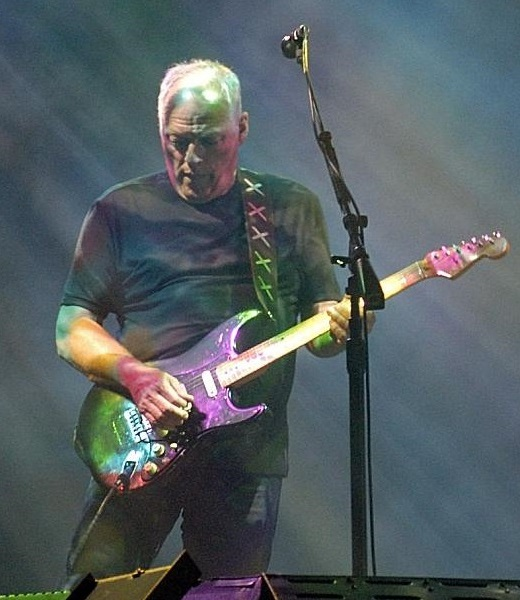
David Gilmour

- 07. März: Matthew Fisher, englischer Musiker
- 07. März: Bert Franzke, deutscher Schauspieler und Synchronsprecher
- 07. März: Zsuzsa Koncz, ungarische Chanson-, Pop- und Schlagersängerin
- 09. März: Bernd Hölzenbein, deutscher Fußballspieler († 2024) Bernd Hölzenbein

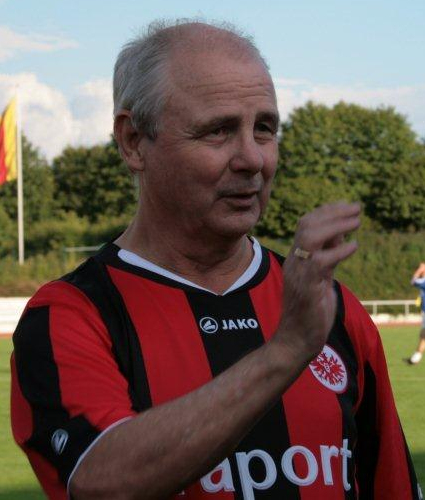
Bernd Hölzenbein

- 10. März: Hiroshi Fushida, japanischer Automobilrennfahrer
- 10. März: Gianni Giudici, italienischer Automobilrennfahrer
- 10. März: Robin Mitchell, fidschianischer Sportfunktionär
- 10. März: Axel Theimer, US-amerikanischer Komponist, Dirigent, Chorleiter, Musikpädagoge und Sänger
- 10. März: Jim Valvano, US-amerikanischer Basketballtrainer († 1993)
- 11. März: Angelo Rossetto, italienischer Ruderer († 2022)
- 12. März: Ricky King, deutscher Musiker Liza Minnelli, 2008

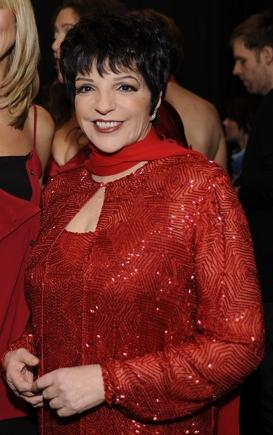
Liza Minnelli, 2008

- 12. März: Josef Kowalski, deutscher Brigadegeneral der Bundeswehr und Vizepräsident des Amtes für den Militärischen Abschirmdienst
- 12. März: Liza Minnelli, US-amerikanische Schauspielerin und Sängerin
- 13. März: James Acheson, britischer Kostümbildner
- 13. März: Yann Arthus-Bertrand, französischer Fotograf
- 13. März: Kwaku Ohene-Frempong, ghanaischer Leichtathlet und Mediziner († 2022)
- 14. März: Zygmunt Anczok, polnischer Fußballspieler
- 14. März: Álvaro Enrique Arzú Irigoyen, guatemaltekischer Politiker († 2018)
- 14. März: Gianni Bella, italienischer Sänger
- 14. März: Leonti Pawlowitsch Schewzow, General in der Sowjetunion und Russland
- 14. März: Wes Unseld, US-amerikanischer Basketballspieler († 2020)
- 15. März: Sarah Young US-amerikanische Schriftstellerin († 2023)
- 16. März: Heribert Müller, deutscher Historiker (Spätmittelalter)
- 16. März: Guesch Patti, französische Sängerin und Schauspielerin
- 16. März: Hubert Soudant, niederländischer Dirigent
- 17. März: Michael Finnissy, englischer Komponist, Pianist und Musikpädagoge
- 17. März: Edeltraud Hollay, baden-württembergische Politikerin der SPD
- 17. März: Eugen Jesser, Präsident und Direktor der Wiener Sängerknaben († 2008)
- 17. März: Lindsay Owen-Jones, britischer Manager und Automobilrennfahrer
- 17. März: Rolf-Dieter Postlep, deutscher Ökonom und Universitätspräsident
- 17. März: Joaquim de Jesus Vieira, portugiesischer Ringer († 2022)
- 18. März: Michel Leclère, französischer Automobilrennfahrer
- 19. März: Elliot Archilla, puerto-ricanischer Biathlet
- 19. März: Guillaume Bijl, belgischer Konzeptkünstler († 2025)
- 19. März: Benno Budar, sorbischer Schriftsteller, Übersetzer, Redakteur († 2023)
- 19. März: Jan Pavel, tschechischer Komponist, Dirigent und Musikpädagoge († 2010)
- 19. März: Joachim Sartorius, deutscher Jurist, Diplomat, Theaterintendant, Lyriker und Übersetzer
- 19. März: Bernd Zimmermann, deutscher Mathematikdidaktiker und Hochschullehrer († 2018)
- 20. März: Klaus Ackermann, deutscher Fußballspieler
- 21. März: Susan Baker, deutsche Tänzerin und Choreografin
- 21. März: Ray Dorset, britischer Rockmusiker
- 21. März: Zsolt Gárdonyi, ungarischer Komponist
- 21. März: Wolfgang Günter Lerch, deutscher Journalist, Orientalist und Autor
- 22. März: Rudy Rucker, US-amerikanischer Schriftsteller und Informatiker
- 22. März: Harry Vanda, australischer Musikproduzent
- 23. März: Pepe Lienhard, Schweizer Bandleader
- 23. März: Lee Towers, niederländischer Sänger
- 24. März: Robert Becker, US-amerikanischer Regisseur († 1993)
- 24. März: Su Kramer, deutsche Sängerin, Komponistin und Texterin
- 24. März: Colin Petersen, australischer Schauspieler und Musiker († 2024)
- 24. März: Jean-Daniel Raulet, französischer Automobilrennfahrer
- 24. März: Herbert Wernicke, Opernregisseur, Bühnen- und Kostümbildner († 2002)
- 25. März: Daniel Bensaïd, Persönlichkeit der französischen Studentenbewegung, Philosoph und Politiker. († 2010)
- 25. März: Mercè Capdevila, spanische Komponistin
- 25. März: Maurice Krafft, französischer Vulkanologe († 1991)
- 25. März: Johann Pirkner, österreichischer Fußballspieler († 2025)
- 26. März: Ljudmila Titowa, russische Eisschnellläuferin und Olympiasiegerin 1968
- 27. März: Michael Vaillancourt Aris, britischer Historiker und Tibetologe († 1999)
- 27. März: Andrew Steven Bown, britischer Musiker
- 27. März: Olaf Malolepski, deutscher Schlagersänger
- 28. März: Wubbo Ockels, niederländischer Physiker und Raumfahrer († 2014)
- 29. März: Wolfgang Drexler, deutscher Politiker und MdL
- 29. März: Blaine Nye, US-amerikanischer American-Football-Spieler und Unternehmer
- 30. März: Namat Abdullah, malaysischer Fußballspieler († 2020)
- 30. März: Reinhold Adelmann, deutscher Fußballspieler
- 30. März: Ray Lema, kongolesischer Schlagzeuger
- 30. März: Wolfgang Spindler, Richter und Präsident des Bundesfinanzhofs
- 31. März: Fiorello Provera, italienischer Politiker
- 31. März: Jörg Schild, Schweizer Politiker, Präsident der Swiss Olympic Association
- 31. März: Klaus Wolfermann, deutscher Leichtathlet († 2024)

### April
- 01. April: Jürgen Büssow, deutscher Politiker, Regierungspräsident des Regierungsbezirks Düsseldorf
- 01. April: Iván Faragó, ungarischer Schachgroßmeister († 2022)
- 01. April: Jean-François Garreaud, französischer Schauspieler († 2020)
- 01. April: Hermann Goltz, deutscher Theologe und Ostkirchenkundler († 2010)
- 01. April: Helmut Kukacka, österreichischer Politiker und Staatssekretär
- 01. April: Ronnie Lane, britischer Rockmusiker († 1997)
- 01. April: Arrigo Sacchi, italienischer Fußballspieler und -trainer
- 01. April: Manfred Stengl, österreichischer Rennrodler, Bobsportler und Motorradrennfahrer († 1992)
- 02. April: Lajos Koltai, ungarischer Kameramann und Filmregisseur
- 02. April: Brigitte Struzyk, deutsche Schriftstellerin
- 02. April: Sue Townsend, britische Schriftstellerin († 2014)
- 03. April: Heinrich Giskes, deutscher Schauspieler
- 03. April: Marisa Paredes, spanische Schauspielerin († 2024)
- 03. April: Hanna Suchocka, polnische Politikerin
- 04. April: Lars-Göran Arwidson, schwedischer Biathlet
- 05. April: Jane Asher, britische Schauspielerin und Autorin
- 05. April: Madeleine Wuilloud, Schweizer Skirennläuferin
- 06. April: Wolfgang Ischinger, Botschafter der Bundesrepublik in den USA, Diplomat Wolfgang Ischinger

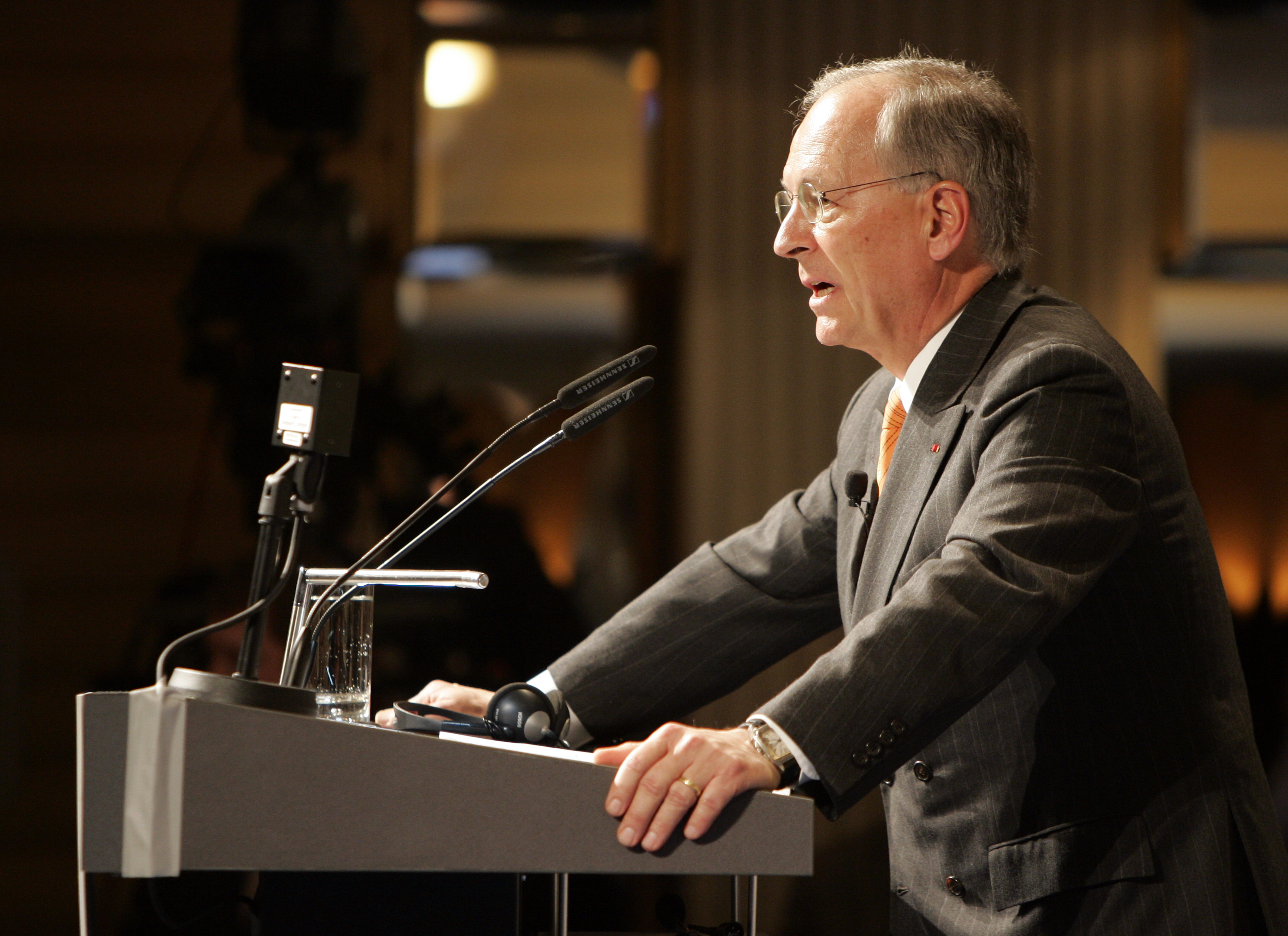
Wolfgang Ischinger

- 06. April: Danny Kortchmar, US-amerikanischer Rocksänger und -gitarrist
- 06. April: Giorgio Mariani, italienischer Fußballspieler († 2011)
- 07. April: Colette Besson, französische Leichtathletin und Olympiasiegerin († 2005)
- 07. April: Hiram Cruz, US-amerikanischer Automobilrennfahrer
- 07. April: Léon Krier, luxemburgischer Architekt und Stadtplaner († 2025)
- 07. April: Robert Metcalfe, US-amerikanischer Informatiker
- 07. April: Heðin Mortensen, Bürgermeister der färöischen Hauptstadt Tórshavn
- 08. April: Joe Kernan, US-amerikanischer Politiker († 2020)
- 08. April: Johannes Pflug, deutscher Politiker
- 10. April: Charles Arthur Arnoldi, US-amerikanischer Maler, Grafiker und Bildhauer
- 10. April: Anne Boyd, australische Komponistin und Musikpädagogin
- 10. April: Yves Daoust, kanadischer Komponist
- 11. April: Teresa Pérez Frangie, dominikanische Opernsängerin
- 12. April: Gérard Dantan-Merlin, französischer Automobilrennfahrer
- 12. April: Ria Endres, deutsche Schriftstellerin Ed O’Neill, 2010

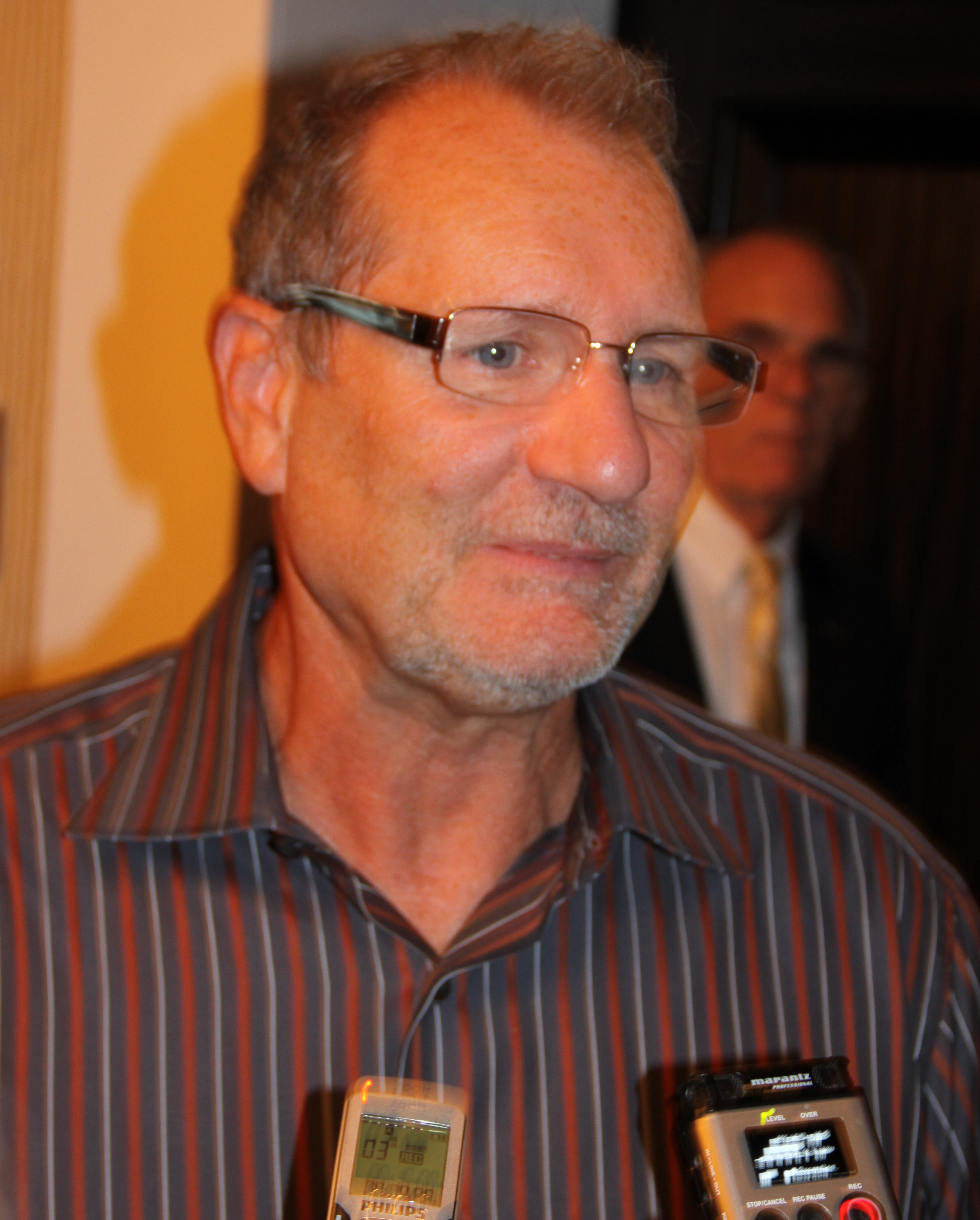
Ed O’Neill, 2010

- 12. April: Ed O’Neill, US-amerikanischer Schauspieler
- 13. April: Josef Ackerl, österreichischer Politiker
- 14. April: Abdilatif Abdalla, kenianischer Schriftsteller
- 14. April: Dietrich Hahn, deutscher Journalist und Publizist († 2024)
- 14. April: Knut Kristiansen, norwegischer Jazzpianist
- 15. April: Francis Antonysamy, indischer Bischof
- 15. April: Friedrich Chlubna, österreichischer Schachproblemkomponist († 2005)
- 15. April: Fernando Filoni, italienischer Kurienkardinal
- 15. April: Beate Morgenstern, deutsche Schriftstellerin
- 15. April: Winfried Nachtwei, deutscher Politiker
- 15. April: Willi Neuberger, deutscher Fußballspieler
- 16. April: Margot Adler, US-amerikanische Autorin, Journalistin, Dozentin, Wicca-Priesterin, Radiojournalistin und Korrespondentin für die National Public Radio († 2014)
- 16. April: Geert Reuten, niederländischer Politiker und Wirtschaftswissenschaftler († 2025)
- 16. April: Karl Friedrich Sinner, deutscher Forstmann und Naturschützer († 2017)
- 16. April: Pēteris Vasks, lettischer Komponist
- 17. April: Georges J. F. Köhler, deutscher Biologe und Nobelpreisträger († 1995)
- 17. April: Ingeborg Westphal, deutsche Schauspielerin († 2012)
- 18. April: Jean-François Balmer, französisch-schweizerischer Schauspieler
- 18. April: Pieter Bon, niederländischer Ruderer und Arzt
- 18. April: Milan Puzrla, tschechoslowakischer Radrennfahrer († 2021)
- 18. April: Skip Spence, US-amerikanischer Rockmusiker († 1999)
- 19. April: Duygu Asena, türkische Journalistin, Schriftstellerin und Frauenrechtlerin († 2006)
- 19. April: Tim Curry, englischer Schauspieler und Sänger
- 20. April: Andreas Ackermann, deutscher Politiker († 2024)
- 20. April: Georges Michel Bakar, ägyptischer Erzbischof
- 20. April: Sabine Bergmann-Pohl, deutsche Politikerin
- 20. April: Richard P. Brent, australischer Mathematiker und Informatiker
- 20. April: Irene Ellenberger, deutsche Politikerin
- 20. April: Fedor den Hertog, niederländischer Radrennfahrer und Olympiasieger († 2011)
- 20. April: Ricardo Maduro, Politiker aus Honduras
- 21. April: Claire Denis, französische Regisseurin
- 21. April: László Horváth, ungarischer Moderner Fünfkämpfer († 2025)
- 21. April: Patrick Rambaud, französischer Schriftsteller
- 21. April: Xaver Schwarzenberger, österreichischer Kameramann und Regisseur
- 22. April: John Waters, US-amerikanischer Filmregisseur
- 23. April: Clemente Domínguez y Gómez, Oberhaupt der Palmarianisch-katholischen Kirche († 2005)
- 24. April: Stafford James, US-amerikanischer Jazz-Bassist
- 25. April: Elfriede Czurda, österreichische Kunsthistorikerin und Schriftstellerin
- 25. April: Wladimir Schirinowski, russischer Politiker und Abgeordneter der Duma († 2022) Wladimir Schirinowski

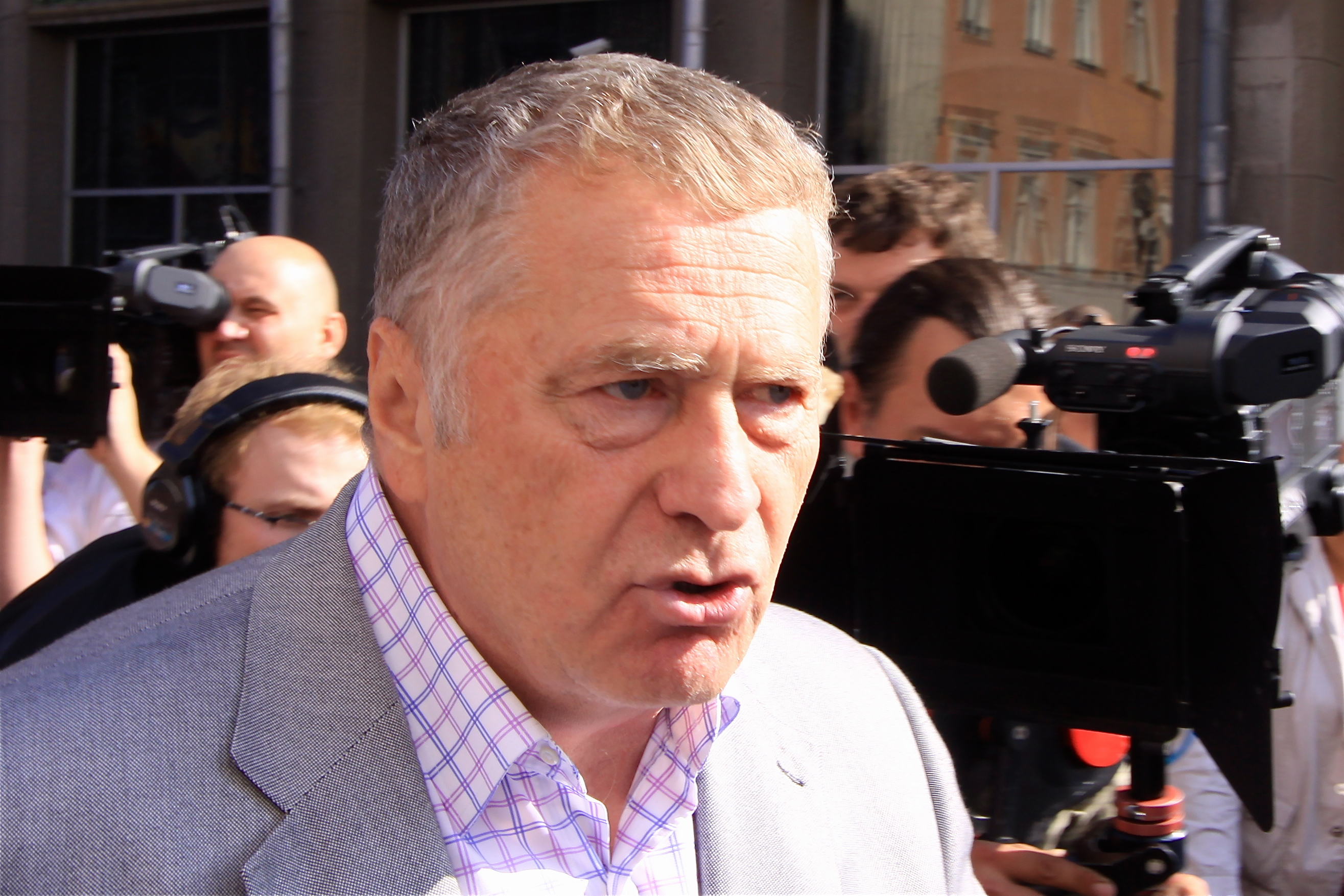
Wladimir Schirinowski

- 25. April: Andrzej Seweryn, polnischer Schauspieler
- 25. April: Talia Shire, US-amerikanische Schauspielerin
- 26. April: Vera F. Birkenbihl, deutsche Managementtrainerin und Sachbuchautorin († 2011)
- 26. April: Phil Robertson, US-amerikanischer Jäger, Unternehmer und Schauspieler († 2025)
- 26. April: Milton Schwantes, brasilianischer evangelischer Befreiungstheologe und Bibelwissenschaftler († 2012)
- 27. April: Gordon Haskell, britischer Musiker († 2020)
- 27. April: Klaus Peter Müller-Eiselt
- 27. April: Franz Roth, deutscher Fußballspieler
- 27. April: Hans-Ulrich Steinau, deutscher Chirurg († 2025)
- 27. April: Gerd Wiltfang, deutscher Springreiter († 1997)
- 29. April: Humphrey Carpenter, englischer Schriftsteller und Biograph († 2005)
- 29. April: Karl-Heinz Funke, deutscher Politiker
- 30. April: Carl XVI. Gustaf, schwedischer König Carl XVI. Gustaf, 2009

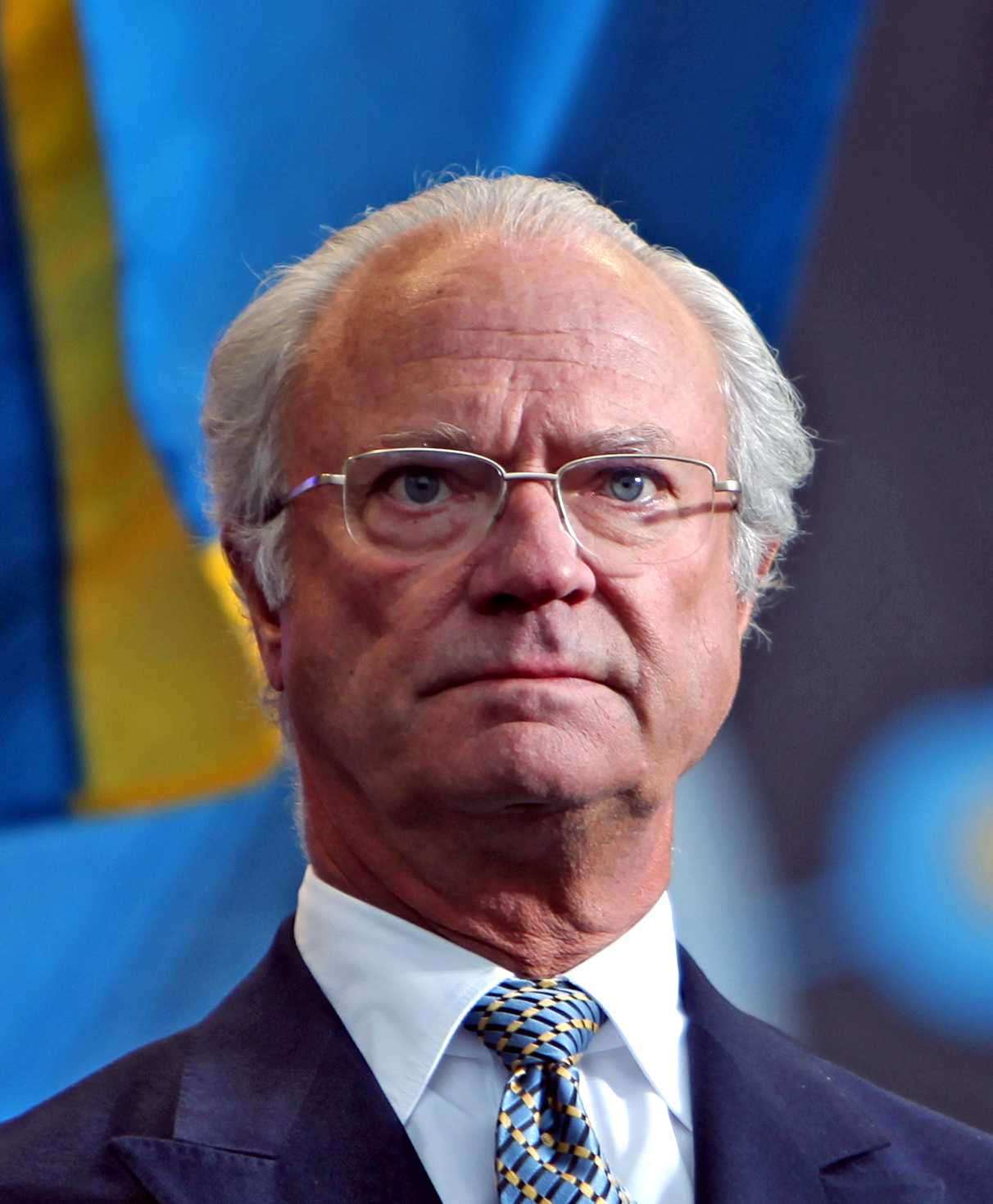
Carl XVI. Gustaf, 2009

- 30. April: Sven Nordqvist, schwedischer Zeichner und Kinderbuchautor
- 30. April: Bill Plympton, US-amerikanischer Trickfilmzeichner
- 00. April: Pauline Nyiramasuhuko, ehemalige Familien- und Frauenministerin Ruandas, wegen Völkermordes verurteilt

### Mai
- 01. Mai: René Aebi, Schweizer Schrittmacher
- 01. Mai: Peter Kostelka, österreichischer Politiker († 2025)
- 01. Mai: Joanna Lumley, britische Schauspielerin und Fotomodell
- 01. Mai: Rainer Slotta, deutscher Industriearchäologe
- 02. Mai: José Alcántara Almánzar, dominikanischer Erzähler, Essayist, Literaturkritiker, Soziologe und Hochschullehrer
- 02. Mai: José Luis Mollaghan, argentinischer römisch-katholischer Erzbischof († 2025)
- 02. Mai: Bruce Robinson, britischer Schauspieler, Drehbuchautor und Regisseur
- 02. Mai: Dany Snobeck, französischer Automobilrennfahrer
- 02. Mai: David Suchet, britischer Schauspieler
- 03. Mai: Jean Auclair, französischer Politiker
- 03. Mai: José Genoíno, brasilianischer Politiker
- 03. Mai: John Primer, US-amerikanischer Blues-Gitarrist, Sänger und Songschreiber
- 04. Mai: John Barnard, britischer Ingenieur und Entwickler von Rennwagen und Motorrädern
- 04. Mai: Franz Biedermann, Liechtensteiner Zehnkämpfer
- 04. Mai: John Watson, nordirischer Automobilrennfahrer John Watson

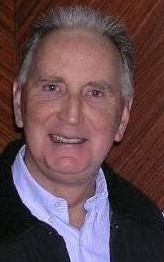
John Watson

- 05. Mai: André Marceau, französischer Bischof
- 06. Mai: Heinz Eggert, deutscher Politiker und MdL
- 06. Mai: Carolyn Garcia, Merry-Pranksters-Ikone
- 06. Mai: Svein Arne Hansen, norwegischer Sportfunktionär († 2020)
- 07. Mai: Bill Danoff, US-amerikanischer Songschreiber und Sänger
- 07. Mai: Thelma Houston, US-amerikanische R&B- und Disco-Sängerin
- 07. Mai: Bill Kreutzmann, US-amerikanischer Rockmusiker, Schlagzeuger
- 09. Mai: Emil Angehrn, Schweizer Philosoph
- 09. Mai: Erik Aurelius, schwedischer Bischof
- 09. Mai: Candice Bergen, US-amerikanische Schauspielerin
- 09. Mai: Drafi Deutscher, deutscher Sänger, Komponist und Musikproduzent († 2006)
- 10. Mai: Klaus Ager, österreichischer Komponist und Dirigent
- 10. Mai: Tony Clunn, englischer Major und Hobbyarchäologe († 2014)
- 10. Mai: Donovan, schottischer Rockpoet
- 10. Mai: Birutė Galdikas, kanadische Zoologin und Verhaltensforscherin
- 10. Mai: Dave Mason, britischer Musiker
- 10. Mai: Franz-Josef Paefgen, deutscher Manager
- 10. Mai: Ulrich Stranz, deutscher Komponist († 2004)
- 11. Mai: Robert Jarvik, Miterfinder des Kunstherzes († 2025)
- 11. Mai: László Polgár, ungarischer Pädagoge
- 11. Mai: Lenore Von Stein, US-amerikanische Komponistin
- 12. Mai: Gana Abba Kimet, tschadischer Leichtathlet
- 12. Mai: Willy Braillard, belgischer Unternehmer und Automobilrennfahrer
- 12. Mai: Daniel Libeskind, Architekt, Vertreter des Dekonstruktivismus Daniel Libeskind

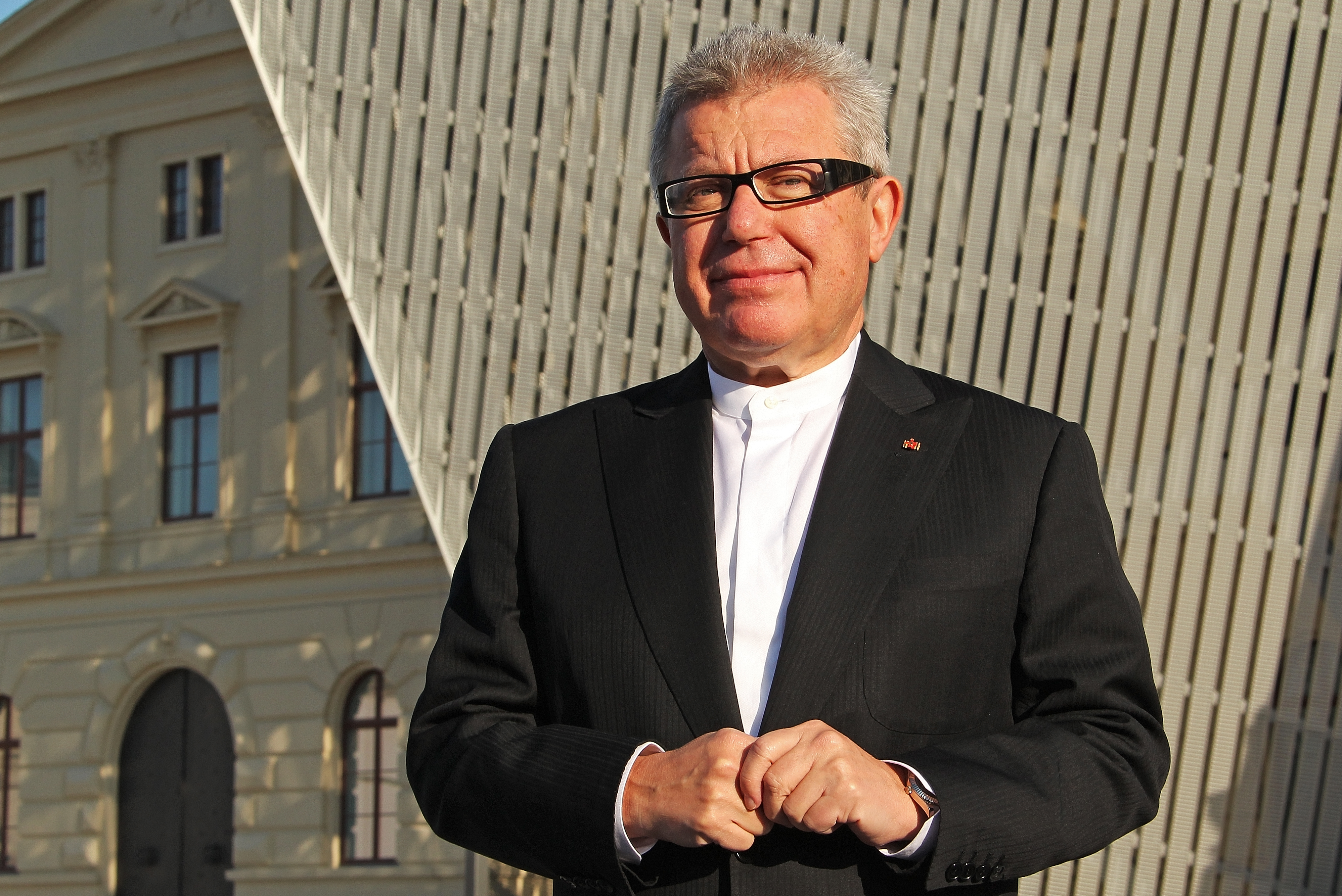
Daniel Libeskind

- 12. Mai: Józef Rychlik, polnischer Komponist und Musikpädagoge
- 12. Mai: Horst Schnellhardt, deutscher Europaabgeordneter
- 12. Mai: L. Neil Smith, US-amerikanischer Science-Fiction-Autor und politischer Aktivist († 2021)
- 13. Mai: Jean Rondeau, französischer Automobilrennfahrer und Konstrukteur († 1985)
- 15. Mai: Hellmuth Eichner, deutscher Maler und Bildhauer († 2012)
- 15. Mai: Klaus-Peter Siegloch, deutscher Journalist und ZDF-Moderator
- 16. Mai: Anna Margareta Birgitta Asp, schwedische Artdirectorin und Szenenbildnerin
- 16. Mai: Robert Fripp, englischer Gitarrist und Komponist des Progressive Rock
- 17. Mai: Joan Barfoot, kanadische Schriftstellerin und Journalistin
- 17. Mai: Uwe Bartels, deutscher Politiker
- 17. Mai: Udo Lindenberg, deutscher Rockmusiker Udo Lindenberg

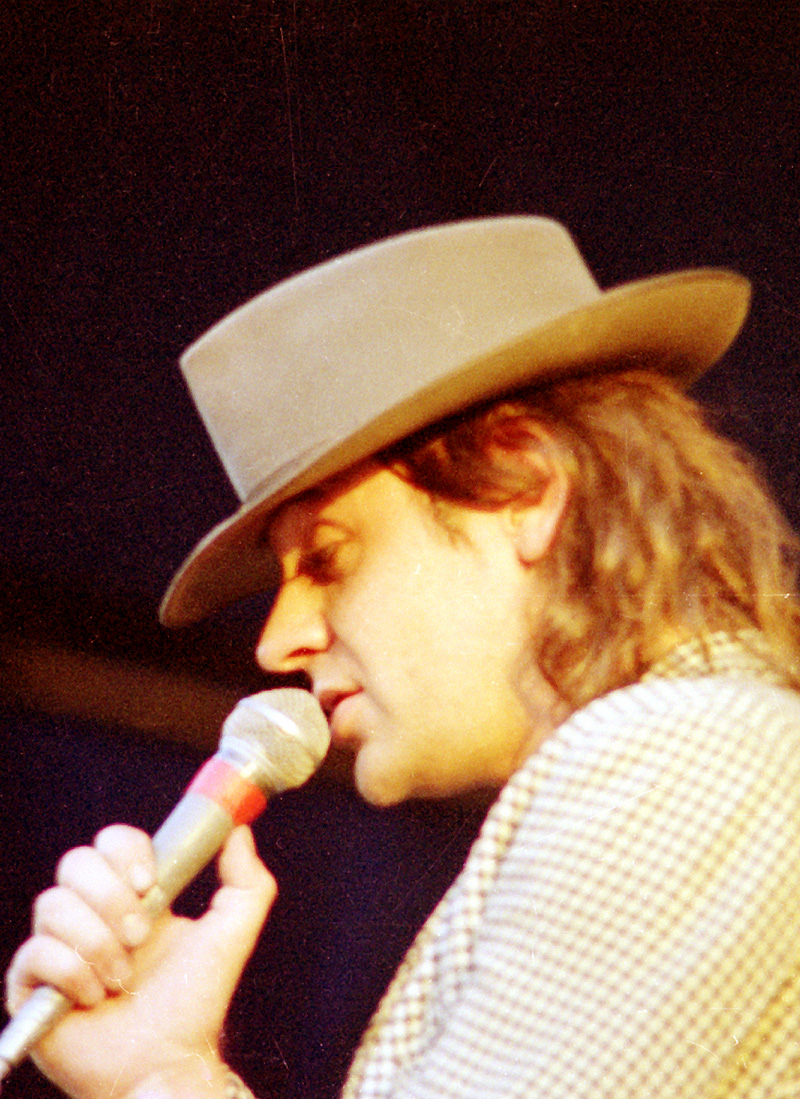
Udo Lindenberg

- 18. Mai: Gerd Langguth, deutscher Politikwissenschaftler und Politiker († 2013)
- 18. Mai: Günther Messner, Südtiroler Bergsteiger († 1970)
- 18. Mai: Raymond „Ray“ Richards, australischer Fußballspieler und -trainer
- 18. Mai: Kenji Takahashi, japanischer Automobilrennfahrer († 2005)
- 19. Mai: Kurt Joachim Lauk, deutscher Europaabgeordneter, Präsident des Wirtschaftsrates
- 19. Mai: André the Giant, Wrestler und Schauspieler († 1993)
- 19. Mai: Michele Placido, italienischer Schauspieler, Regisseur und Drehbuchautor
- 20. Mai: Cher, US-amerikanische Sängerin und Schauspielerin Cher, 2010

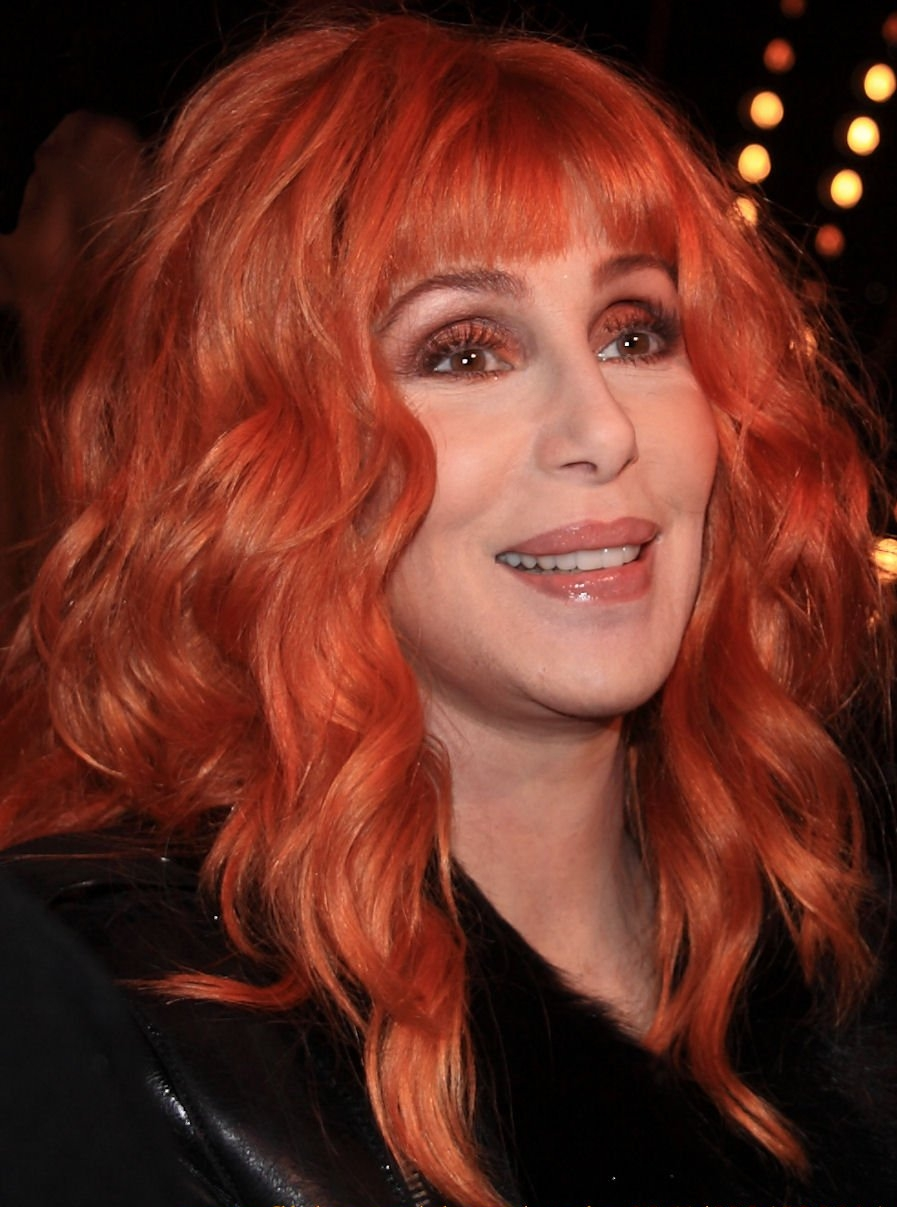
Cher, 2010

- 20. Mai: Dan Diner, deutscher Historiker und politischer Schriftsteller
- 20. Mai: Mario Guilloti, argentinischer Boxer († 2021)
- 20. Mai: Norbert Hauser, deutscher Politiker
- 20. Mai: Michel Longtin, kanadischer Komponist
- 20. Mai: Craig Patrick, US-amerikanischer Eishockeyspieler und -trainer
- 21. Mai: Erwin Kostedde, deutscher Fußballspieler
- 22. Mai: George Best, nordirischer Fußballspieler († 2005)
- 22. Mai: Francesco Kardinal Montenegro, Erzbischof von Agrigent
- 22. Mai: Brigitte Wimmer, deutsche Politikerin
- 23. Mai: Broder Drees, deutscher Gastronom und Unternehmer († 2025)
- 23. Mai: Don Moye, US-amerikanischer Jazz-Schlagzeuger, Sänger und Komponist
- 23. Mai: Ruth Underwood, US-amerikanische Perkussionistin
- 24. Mai: Tansu Çiller, türkische Politikerin
- 24. Mai: Dieter Durst, deutscher Radsportler und Schrittmacher
- 24. Mai: Thomas Nordahl, schwedischer Fußballspieler und -trainer
- 24. Mai: Irena Szewińska, polnische Leichtathletin († 2018)
- 25. Mai: Bill Adam, kanadischer Automobilrennfahrer
- 25. Mai: Antonis Antoniadis, griechischer Fußballspieler
- 25. Mai: Jean-Pierre Danguillaume, französischer Radrennfahrer
- 25. Mai: Siegfried Fietz, deutscher Liedermacher (Texter, Komponist und Produzent)
- 26. Mai: Leslie Crum Aiello, US-amerikanische Paläoanthropologin
- 26. Mai: Radua Ashur, ägyptische Schriftstellerin und Professorin für englische Literaturwissenschaft († 2014)
- 26. Mai: Ruprecht Polenz, deutscher Politiker Ruprecht Polenz, 2012

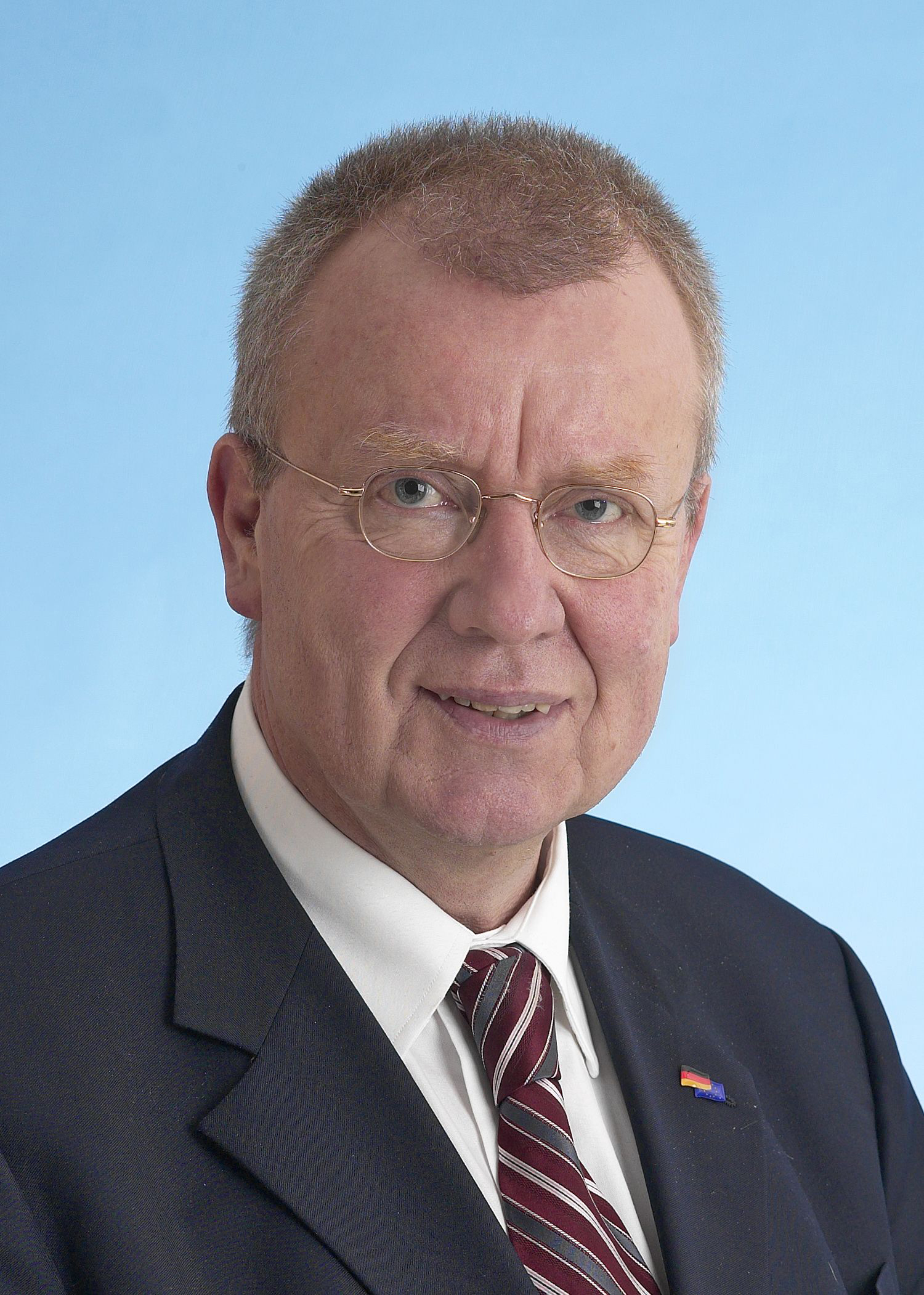
Ruprecht Polenz, 2012

- 26. Mai: Mick Ronson, britischer Gitarrist, Komponist, Multiinstrumentalist, Arrangeur und Produzent († 1993)
- 26. Mai: Ulrich Schubert, österreichischer Chemiker
- 27. Mai: Lewis Collins, britischer Schauspieler († 2013)
- 27. Mai: Eike Hovermann, deutscher Politiker
- 27. Mai: Niels-Henning Ørsted Pedersen, dänischer Jazzbassist und Instrumentalist († 2005)
- 27. Mai: John Williams, britischer Motorradrennfahrer († 1978)
- 28. Mai: Bruno Oberhammer, österreichischer Komponist, Organist und Musikpädagoge
- 29. Mai: Jean-Louis Capette, französischer Automobilrennfahrer († 2015)
- 29. Mai: Héctor Yazalde, argentinischer Fußballspieler († 1997)
- 30. Mai: Dragan Džajić, jugoslawischer Fußballspieler
- 30. Mai: Eddy Ouwens, niederländischer Musikproduzent und Songwriter
- 30. Mai: Paul Podolay, slowakisch-deutscher Politiker
- 30. Mai: Wolfgang Seeliger, deutscher Dirigent
- 31. Mai: Gabriele Goettle, deutsche Journalistin und Schriftstellerin
- 31. Mai: Agnes Schierhuber, österreichische Politikerin

### Juni
- 01. Juni: Vera Beths, niederländische Geigerin
- 01. Juni: Brian Cox, britischer Schauspieler
- 01. Juni: Werner Diehl, deutscher Unternehmer († 2025)
- 01. Juni: Werner Müller, deutscher Politiker und Manager († 2019)
- 02. Juni: Lasse Hallström, schwedischer Regisseur
- 02. Juni: Inga Nielsen, dänische Opernsängerin († 2008)
- 02. Juni: Peter Sutcliffe, englischer Serienmörder († 2020)
- 03. Juni: Michael Clarke, US-amerikanischer Schlagzeuger († 1993)
- 03. Juni: Mohamed El Asar, ägyptischer Politiker († 2020)
- 03. Juni: Yvette Fontaine, belgische Automobilrennfahrerin
- 03. Juni: Penelope Wilton, britische Schauspielerin
- 04. Juni: Magdalena Jetelová, tschechische Bildhauerin
- 04. Juni: Hans-Josef Klauck, deutscher Theologe († 2025)
- 05. Juni: Herbert Prügl, österreichischer Motorradrennfahrer († 2007)
- 05. Juni: Stefania Sandrelli, italienische Schauspielerin
- 06. Juni: Tony Levin, US-amerikanischer Musiker Tony Levin

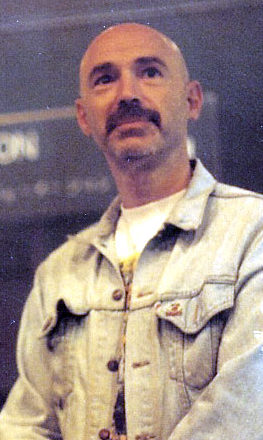
Tony Levin

- 06. Juni: Irena Protasewicz, polnische Pianistin und Musikpädagogin
- 06. Juni: Sherwood Stewart, US-amerikanischer Tennisspieler
- 07. Juni: Mauro Del Vecchio, italienischer Offizier und Politiker († 2025)
- 07. Juni: Manfred Ritschel, deutscher Fußballspieler
- 08. Juni: Anatoli Nikolajewitsch Amelin, russischer Tischtennisspieler
- 08. Juni: Pearlette Louisy, Generalgouverneurin von St Lucia
- 08. Juni: Eiji Morioka, japanischer Boxer († 2004)
- 08. Juni: Peter Renz, deutscher Schriftsteller
- 08. Juni: Harvey Sachs, US-amerikanisch-kanadischer Dirigent, Musikhistoriker und Musikschriftsteller
- 08. Juni: Alan Scarfe, britischer Schauspieler († 2024)
- 09. Juni: Didier Astruc, französischer Chemiker
- 09. Juni: Antonio Avati, italienischer Filmproduzent und Drehbuchautor
- 09. Juni: Deyda Hydara, gambischer Journalist († 2004)
- 10. Juni: Mensje van Keulen, niederländische Schriftstellerin
- 11. Juni: Svatopluk Čech, tschechischer Klarinettist, Saxophonist und Arrangeur
- 11. Juni: Paul Lynch, britisch-kanadischer Regisseur
- 11. Juni: Jan Petersen, norwegischer konservativer Politiker, Jurist und Diplomat
- 11. Juni: Richard Pietraß, deutscher Lyriker
- 12. Juni: Margot Queitsch, deutsche Politikerin und MdL
- 13. Juni: Julia Elizabeth Annas, US-amerikanische Philosophin und Philosophiehistorikerin
- 13. Juni: Ranulph Glanville, britischer Philosoph und Architekt († 2014)
- 13. Juni: Peter Spahn, deutscher Althistoriker
- 14. Juni: Zeno Hastenteufel, brasilianischer Geistlicher und römisch-katholischer Bischof († 2025)

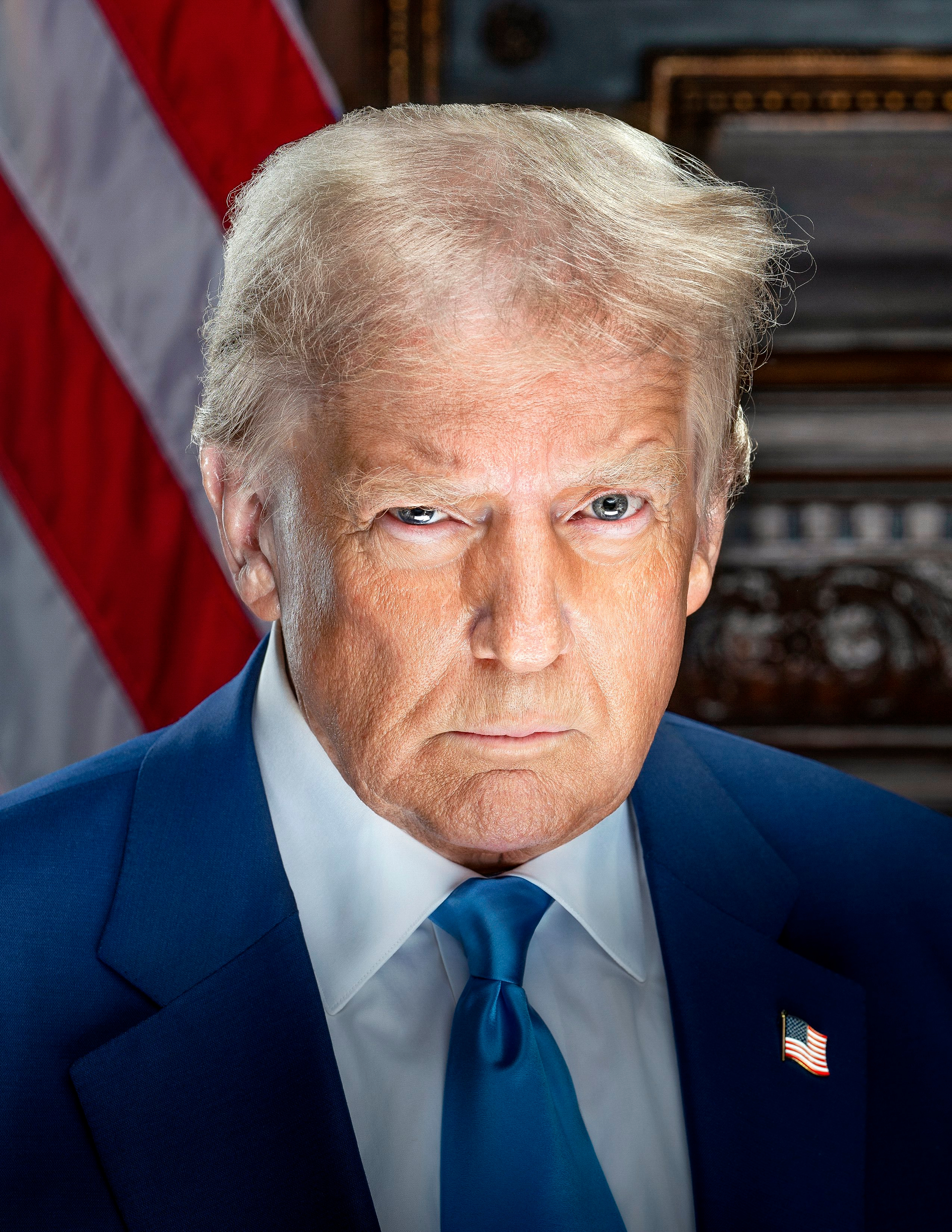
Offizielles Portrait im Weißen Haus von Donald Trump, 2025

- 14. Juni: Donald Trump, US-amerikanischer Unternehmer, 45. und amtierender 47. Präsident der Vereinigten Staaten
- 14. Juni: Ahmed Zahir, afghanischer Sänger († 1979)
- 15. Juni: Brigitte Fossey, französische Schauspielerin
- 15. Juni: Michael Lynch, britischer Historiker
- 15. Juni: Demis Roussos, griechischer Sänger († 2015)
- 16. Juni: Rick Adelman, US-amerikanischer Basketballtrainer
- 16. Juni: John Jacob Astor VIII, britischer Geschäftsmann, Politiker und Peer
- 16. Juni: Volker Blumentritt, deutscher Politiker
- 16. Juni: Milan Hurtala, tschechoslowakischer Ruderer († 2021)
- 16. Juni: Iain Matthews, britischer Folkgitarrist und -sänger
- 17. Juni: Eduardo Camaño, argentinischer Politiker, Präsident für 2 Tage
- 17. Juni: Gérard Grisey, französischer Komponist († 1998)
- 17. Juni: Peter Rosei, österreichischer Schriftsteller
- 18. Juni: Victor Abagna Mossa, kongolesischer Bischof
- 18. Juni: Hanny Alders, niederländische Bestsellerautorin († 2010)
- 18. Juni: Maria Bethânia, brasilianische Sängerin, Komponistin und Liedermacherin
- 18. Juni: Fabio Capello, italienischer Fußballspieler, Fußballtrainer
- 19. Juni: Arnjolt Beer, französischer Leichtathlet aus Neukaledonien
- 19. Juni: András Haán, ungarischer Basketballspieler, Segler und Herzchirurg († 2021)
- 19. Juni: Wolfgang Hartung, deutscher Historiker († 2025)
- 19. Juni: Werner Reinke, deutscher Hörfunkmoderator
- 20. Juni: Zeynep Ahunbay, türkische Architekturhistorikerin
- 20. Juni: Tony Aitken, britischer Schauspieler
- 20. Juni: Ahmed Benbitour, algerischer Politiker
- 20. Juni: Xanana Gusmão, Minister und ehemaliger Premierminister und Präsident von Osttimor Xanana Gusmão

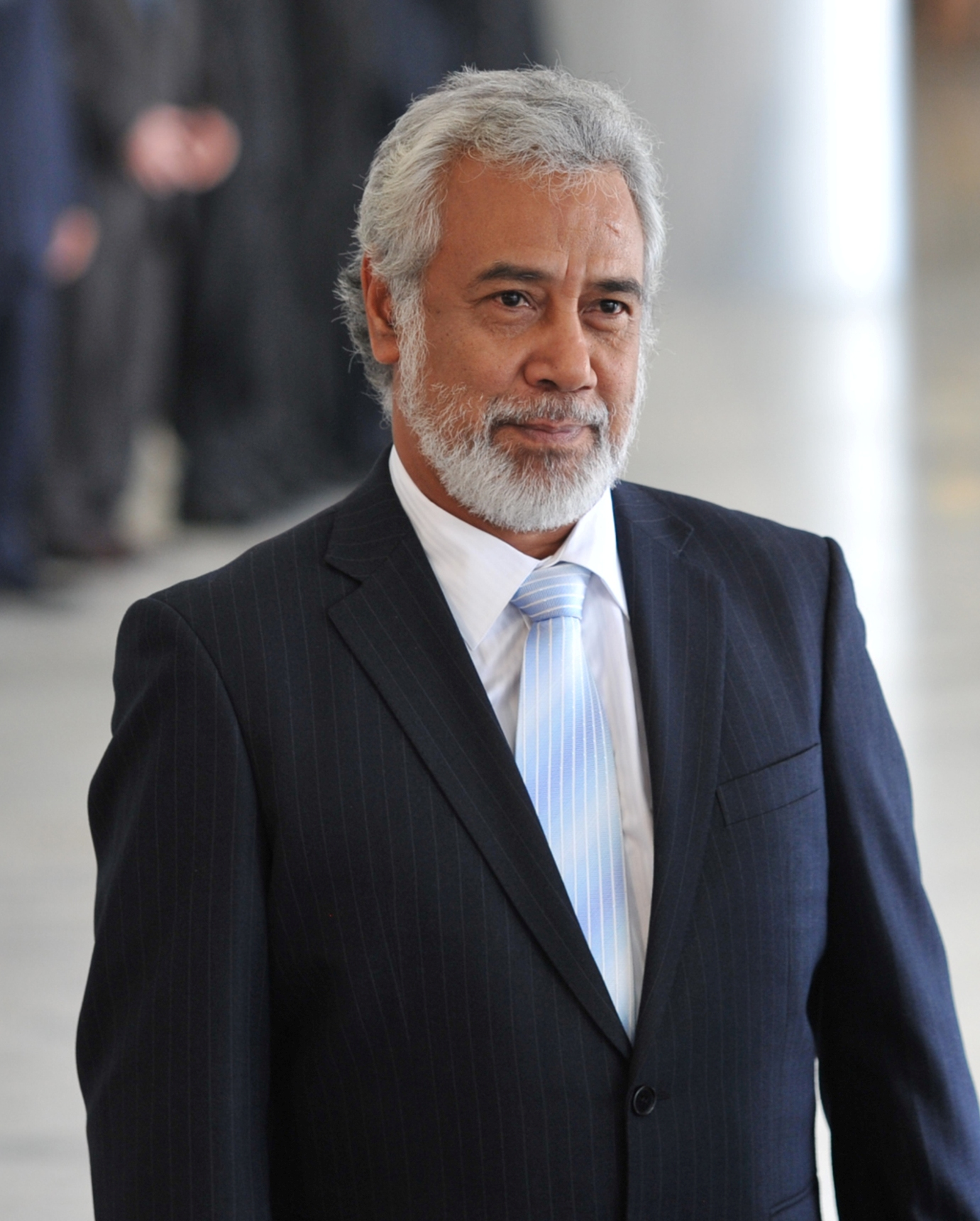
Xanana Gusmão

- 20. Juni: Joseph Absi, syrischer Geistlicher, Patriarch von Antiochien und Oberhaupt der Melkitischen Griechisch-katholischen Kirche
- 20. Juni: Zülfü Livaneli, türkischer Komponist, Sänger, Schriftsteller und Filmregisseur
- 20. Juni: Bob Vila, kubanisch-US-amerikanischer Gastgeber von Heimwerker-Fernsehsendungen
- 21. Juni: Rob Dyson, US-amerikanischer Automobilrennfahrer und Rennstallbesitzer
- 21. Juni: David Weiss, Schweizer Künstler († 2012)
- 21. Juni: Steve Merrill, US-amerikanischer Politiker († 2020)
- 22. Juni: Eliades Ochoa, kubanischer Gitarrist und Sänger
- 23. Juni: Dagmar Biener, deutsche Schauspielerin
- 23. Juni: Rafik Schami, syrisch-deutscher Schriftsteller
- 23. Juni: Franziska Wiethold, Vorstandsmitglied von ver.di
- 25. Juni: Roméo Dallaire, Kommandant der Blauhelmtruppen der Vereinten Nationen in Ruanda
- 25. Juni: Ulrik le Fevre, dänischer Fußballspieler († 2024)
- 25. Juni: Henk van Kessel, niederländischer Motorradrennfahrer
- 25. Juni: Ana Lang, Schweizer Schriftstellerin
- 25. Juni: Wolfgang Mutzeck, deutscher Erziehungswissenschaftler und Hochschullehrer († 2009)
- 26. Juni: Wolfgang Mössinger, deutscher Brigadegeneral
- 26. Juni: Gerhard Tötschinger, österreichischer Schauspieler und Schriftsteller († 2016)
- 26. Juni: Maria von Welser, deutsche Fernsehjournalistin
- 27. Juni: Harald Augter, deutscher Jurist und Verbandsfunktionär († 2015)
- 27. Juni: Mária T. Bíró (Mária Tóthné Bíró), ungarische Archäologin
- 27. Juni: Zsuzsanna Gahse, deutsche Schriftstellerin
- 27. Juni: Michail Januschkewitsch, sowjetischer bzw. russischer Schauspieler
- 28. Juni: Robert Lynn Asprin, US-amerikanischer Schriftsteller († 2008)
- 29. Juni: Peter Anders, deutscher Fußballspieler
- 29. Juni: Marie-France Broquet, französische Pornodarstellerin
- 29. Juni: Egon von Fürstenberg, Schweizer Modedesigner († 2004)
- 29. Juni: Gitte Hænning, dänische Sängerin Gitte Hænning, 2010

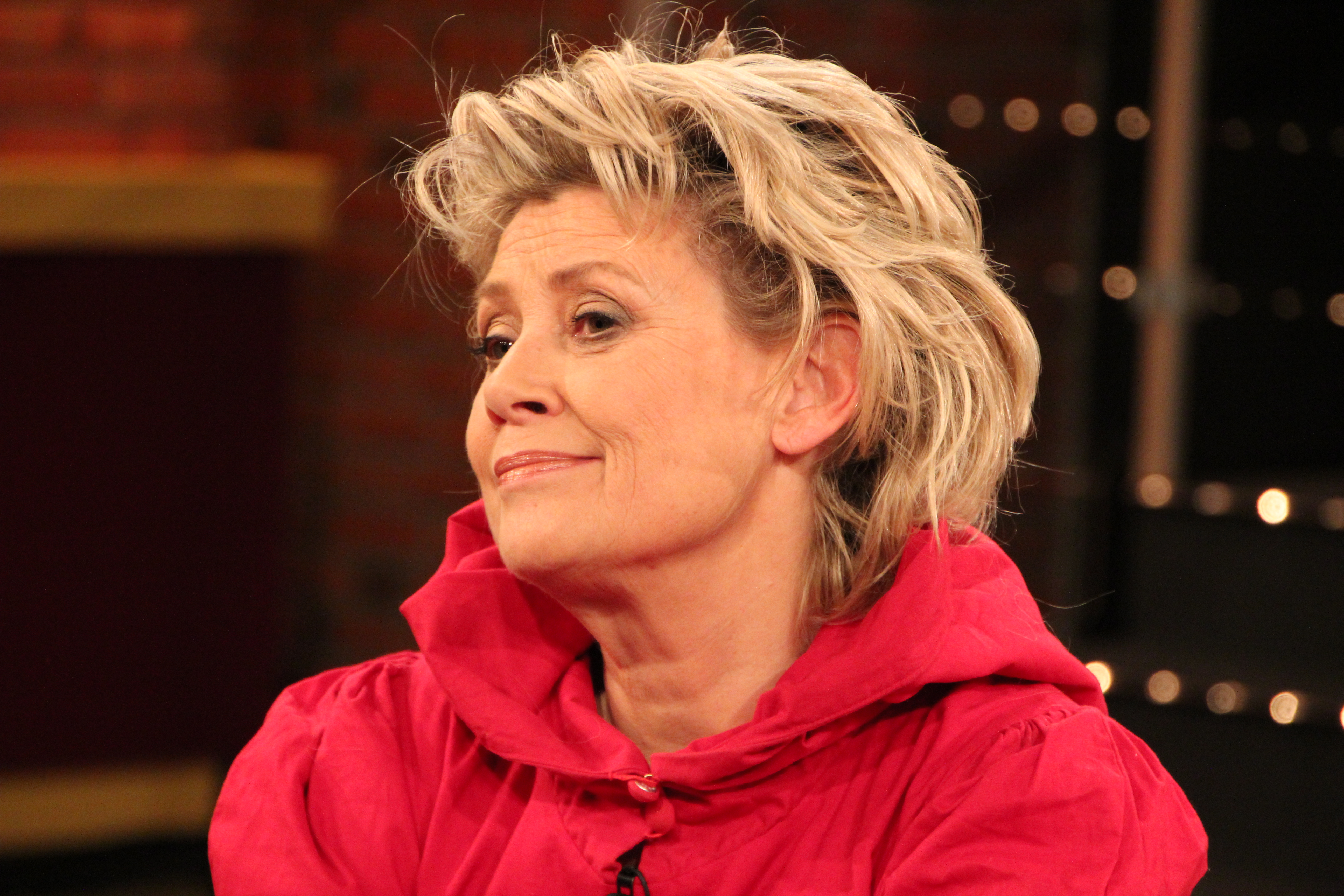
Gitte Hænning, 2010

- 29. Juni: Ernesto Pérez Balladares, Politiker und Staatspräsident von Panama
- 29. Juni: Joelle Wallach, US-amerikanische Komponistin und Musikpädagogin
- 30. Juni: Ginette Bellavance, italienische Komponistin, Sängerin und Schauspielerin
- 30. Juni: Helmut Dubiel, deutscher Soziologe und Hochschullehrer († 2015)
- 30. Juni: Giles Swayne, britischer Komponist

### Juli
- 01. Juli: Stefan Aust, Chefredakteur des Nachrichtenmagazins Der Spiegel Stefan Aust

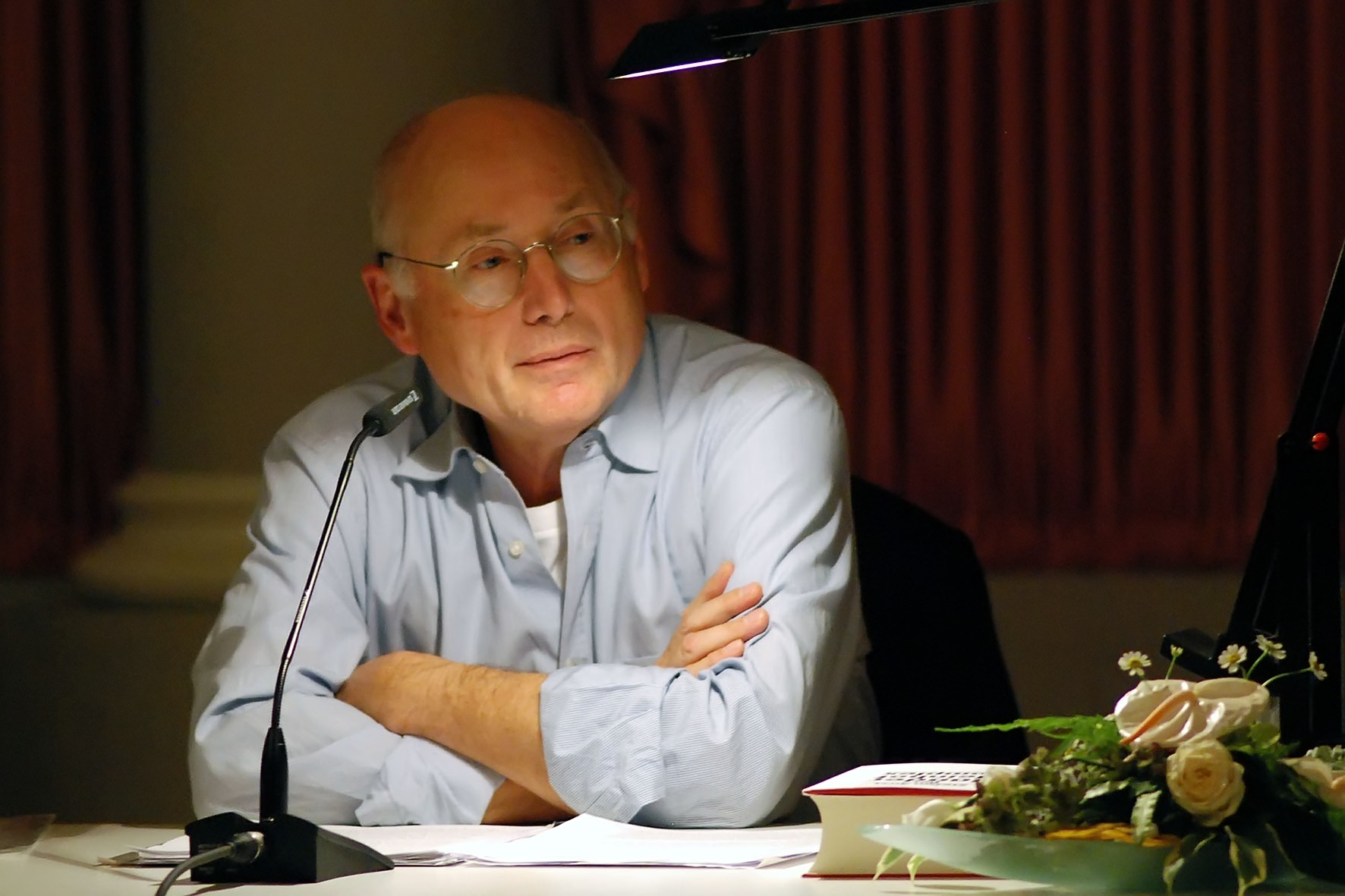
Stefan Aust

- 01. Juli: Hans-Michael Goldmann, deutscher Politiker († 2023)
- 01. Juli: Béla Korény, österreichischer Pianist, Komponist und Konzertveranstalter ungarischer Herkunft
- 01. Juli: Clark Matis, US-amerikanischer Skilangläufer
- 01. Juli: Mireya Moscoso, panamaische Präsidentin
- 01. Juli: Alceu Valença, Karnevalsmusiker in Olinda
- 02. Juli: Miklós Ajtai, ungarischer Informatiker
- 02. Juli: Richard Axel, US-amerikanischer Mediziner, Nobelpreisträger
- 02. Juli: Jean-Luc Darbellay, Schweizer Komponist, Dirigent, Klarinettist und Arzt
- 03. Juli: Johnny Lee, US-amerikanischer Country-Musiker
- 03. Juli: Leszek Miller, polnischer Politiker und Ministerpräsident
- 03. Juli: Bolo Yeung, chinesischer Filmschauspieler
- 04. Juli: Skeeter McKitterick, US-amerikanischer Automobilrennfahrer
- 04. Juli: Michael Milken, US-amerikanischer Finanzier und Investmentbanker
- 04. Juli: Hellmuth Müller, deutscher Jurist
- 04. Juli: Birgit Schnieber-Jastram, deutsche Politikerin
- 05. Juli: Giuseppe Furino, italienischer Fußballspieler
- 05. Juli: Gerard ’t Hooft, niederländischer Physiker
- 05. Juli: Gerd Lüdemann, Theologe († 2021)
- 06. Juli: George W. Bush, Gouverneur von Texas, 43. Präsident der USA George W. Bush

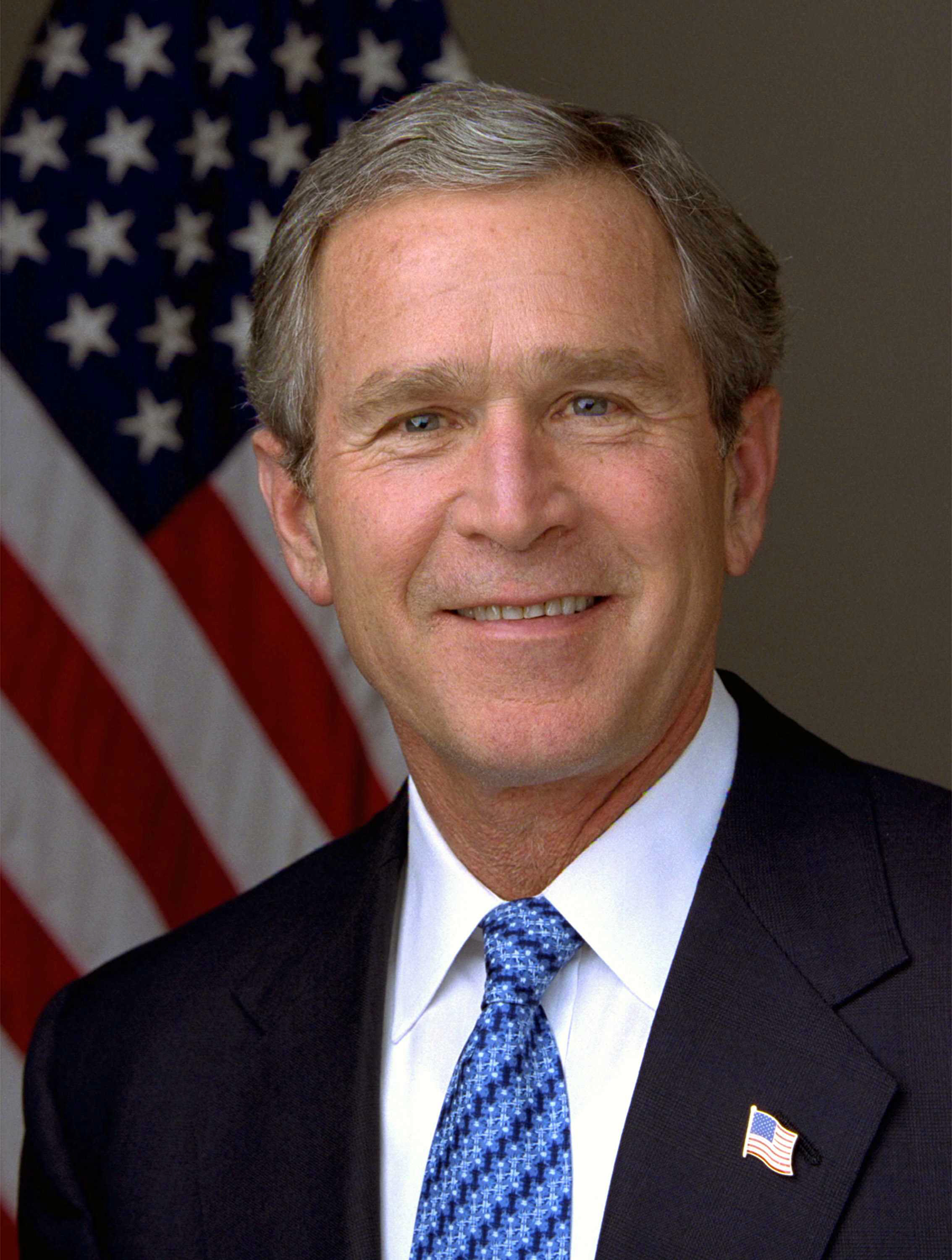
George W. Bush

- 06. Juli: Bernard Chenevière, Schweizer Automobilrennfahrer
- 06. Juli: Gina Hathorn, britische Skirennläuferin
- 06. Juli: Sylvester Stallone, US-amerikanischer Schauspieler Sylvester Stallone (2012)

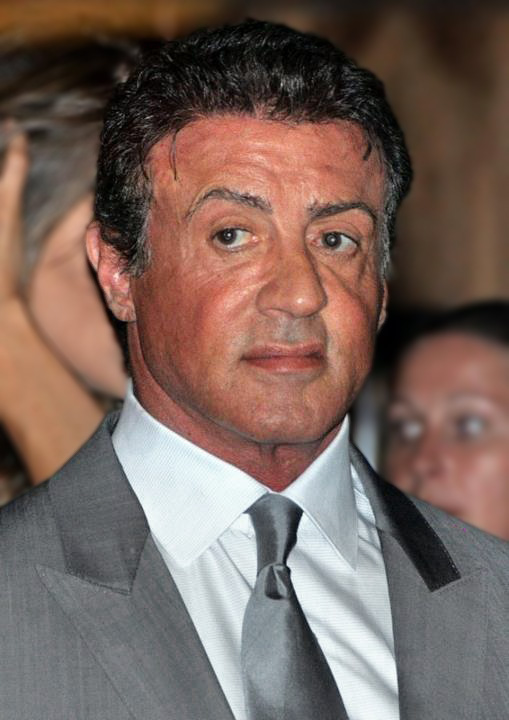
Sylvester Stallone (2012)

- 07. Juli: Inga Abel, deutsche Schauspielerin († 2000)
- 07. Juli: Girish Saran Agarwal, indisch-US-amerikanischer Physiker
- 07. Juli: Kuno Bärenbold, deutscher Schriftsteller († 2008)
- 09. Juli: Mitch Mitchell, britischer Schauspieler und Schlagzeuger († 2008)
- 09. Juli: Bon Scott, britisch-australischer Rockmusiker († 1980)
- 09. Juli: Dudley Wood, britischer Automobilrennfahrer
- 10. Juli: Jacques Heuclin, französischer Politiker und Automobilrennfahrer († 2007)
- 10. Juli: Jean-Pierre Jarier, französischer Automobilrennfahrer
- 10. Juli: Wolfgang Kersting, deutscher Philosoph († 2025)
- 10. Juli: Sue Lyon, US-amerikanische Schauspielerin († 2019)
- 10. Juli: Regina Thoss, deutsche Sängerin
- 11. Juli: Walter Altherr, deutscher Politiker
- 11. Juli: Roland Atz, italienischer Politiker
- 11. Juli: Roland Bassaler, französischer Automobilrennfahrer
- 11. Juli: Volker Harbs, deutscher Handballspieler
- 11. Juli: Kimiko Itō, japanische Jazzsängerin
- 11. Juli: Reino Laine, finnischer Jazzbassist
- 11. Juli: Michał Tarkowski, polnischer Schauspieler, Kabarettist, Drehbuchautor und Regisseur
- 12. Juli: Sian Barbara Allen, US-amerikanische Schauspielerin († 2025)
- 12. Juli: Jens Beutel, deutscher Politiker, Oberbürgermeister von Mainz († 2019)
- 12. Juli: Roberto Castelli, italienischer Politiker
- 12. Juli: Seán Keane, irischer Geigenspieler († 2023)
- 12. Juli: Ricardo-Horacio Neumann, argentinischer Fußballspieler († 2008)
- 13. Juli: Pierre-Yves Artaud, französischer Flötist, Komponist und Musikpädagoge
- 13. Juli: Gabriele Gysi, deutsche Schauspielerin und Regisseurin
- 13. Juli: Wolfgang Heubisch, bayerischer Politiker
- 13. Juli: Cheech Marin, US-amerikanischer Schauspieler
- 14. Juli: James Saunders, US-amerikanischer Balletttänzer und Choreograph († 1996)
- 15. Juli: Hassanal Bolkiah, Sultan von Brunei
- 15. Juli: Dieter Herzog, deutscher Fußballspieler
- 15. Juli: Achim Mentzel, deutscher Musiker und Fernsehmoderator († 2016)
- 15. Juli: Linda Ronstadt, US-amerikanische Sängerin und Songschreiberin
- 16. Juli: Monica Aspelund, schwedische Sängerin
- 16. Juli: Wladimir Alexandrowitsch Astapowski, sowjetischer Fußballtorwart († 2012)
- 16. Juli: Ron Yary, US-amerikanischer American-Football-Spieler
- 17. Juli: Alun Armstrong, britischer Film- und Theaterschauspieler
- 17. Juli: Karl Peter Bruch, deutscher Politiker
- 17. Juli: Eric Leman, belgischer Radrennfahrer
- 17. Juli: David Young, kanadischer Schriftsteller
- 18. Juli: Siegfried Broß, Richter des Bundesverfassungsgerichts
- 18. Juli: Michael Czerny, tschechisch-kanadischer Jesuit, Kurienkardinal
- 18. Juli: Svein Ludvigsen, norwegischer Politiker
- 18. Juli: Mark Noll, US-amerikanischer Kirchenhistoriker und Buchautor
- 18. Juli: Karel de Rooij, niederländischer Musiker und Kabarettist
- 19. Juli: Alan Gorrie, australischer Musiker und Sänger
- 19. Juli: Ulli Martin, deutscher Schlagersänger
- 19. Juli: Ilie Năstase, rumänischer Tennisspieler
- 20. Juli: Roswitha Aulenkamp, deutsche Komponistin, Klavierpädagogin und Pianistin
- 20. Juli: Pia Jarvad, dänische Sprachwissenschaftlerin
- 20. Juli: Heorhij Kirpa, Verkehrsminister der Ukraine († 2004)
- 21. Juli: Mark Aizikovitch, deutsch-ukrainischer Klezmersänger und Schauspieler († 2013)
- 21. Juli: Friedhelm Julius Beucher, deutscher Politiker
- 21. Juli: Domingo Cavallo, argentinischer Ökonom und Politiker
- 21. Juli: Kenneth Starr, US-amerikanischer Jurist und Sonderermittler († 2022)
- 21. Juli: Jüri Tarmak, sowjetischer Leichtathlet († 2022)
- 22. Juli: Jim Edgar, US-amerikanischer Politiker
- 22. Juli: Danny Glover, US-amerikanischer Schauspieler Danny Glover

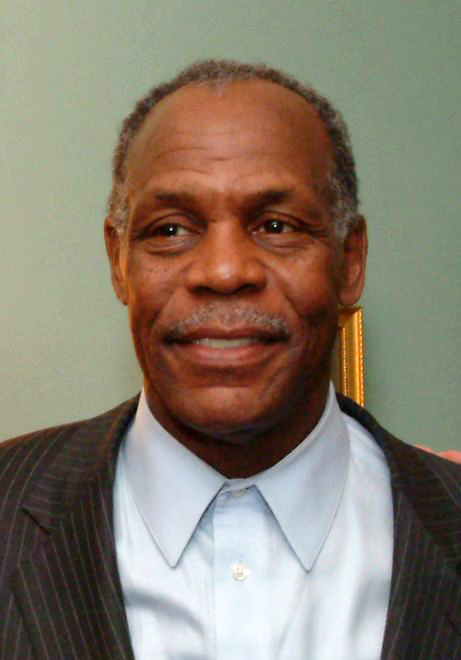
Danny Glover

- 22. Juli: Mireille Mathieu, französische Sängerin Mireille Mathieu (1971)

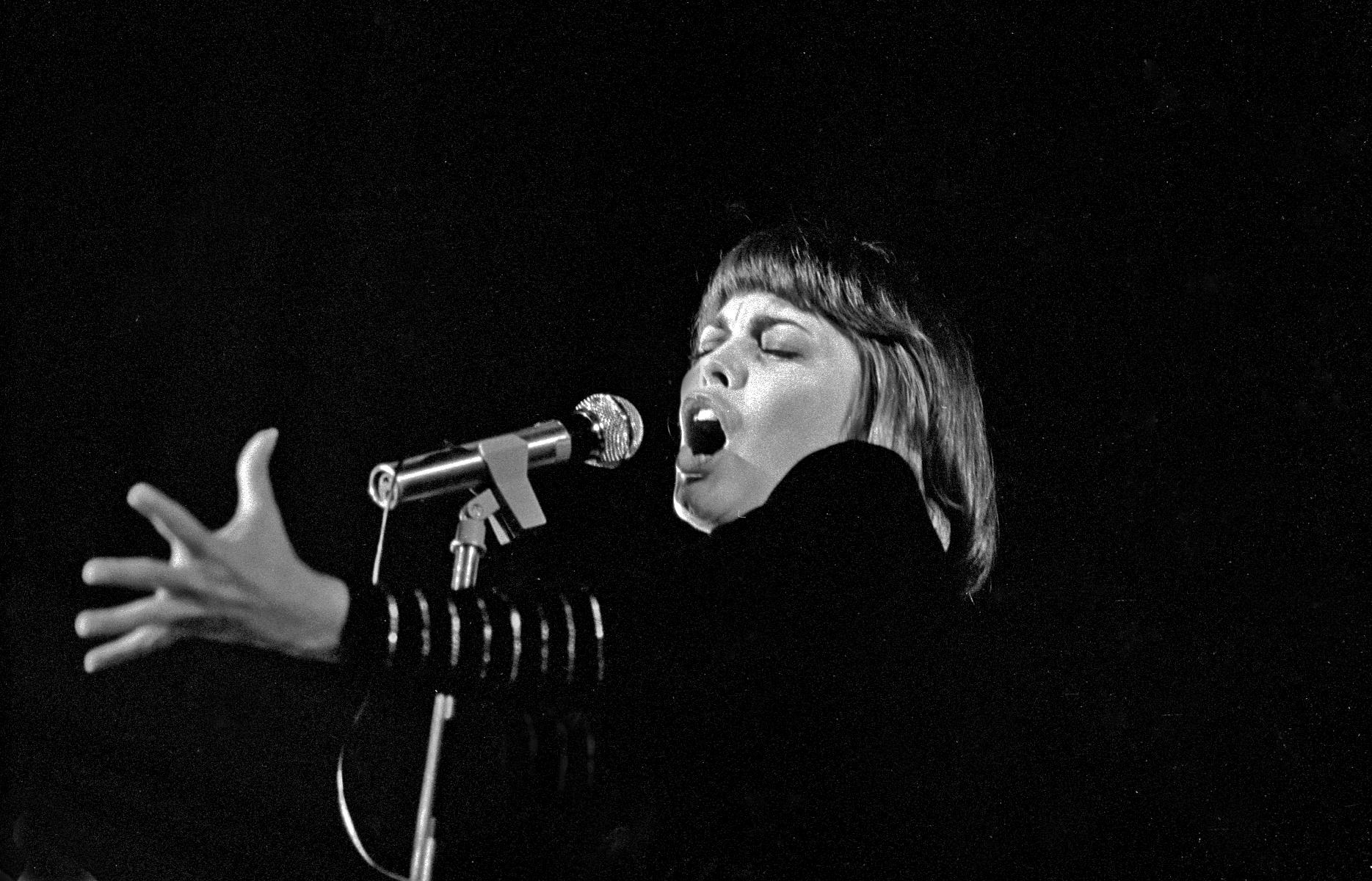
Mireille Mathieu (1971)

- 23. Juli: Johann Ettmayer, österreichischer Fußballspieler († 2023)
- 23. Juli: Andy Mackay, britischer Musiker
- 23. Juli: Kenper Miller, US-amerikanischer Automobilrennfahrer und Rennstallbesitzer
- 23. Juli: David Noon, US-amerikanischer Komponist und Musikpädagoge
- 24. Juli: William McKenzie, Baron McKenzie of Luton, britischer Politiker und Life Peer († 2021)
- 24. Juli: Andreas Kunz, deutscher Nordischer Kombinierer († 2022)
- 24. Juli: Satya Pal Malik, indischer Politiker († 2025)
- 25. Juli: Rita Marley, jamaikanische Reggaemusikerin kubanischer Herkunft
- 25. Juli: Hans Joachim Suchan, deutscher Verwaltungsbeamter und Politiker, Verwaltungsdirektor des ZDF
- 26. Juli: Erwin Huber, deutscher Politiker und MdL
- 26. Juli: Heiko Postma, deutscher Publizist, Schriftsteller und Übersetzer
- 26. Juli: Christian Rudzki, argentinischer Fußballspieler († 2024)
- 26. Juli: Wolfgang Schneiderhan, Generalinspekteur der Bundeswehr
- 27. Juli: Toqtar Äubäkirow, kasachischer Militärpilot und Raumfahrer
- 27. Juli: Donald Louis Evans, US-amerikanischer Politiker
- 27. Juli: Donny the Punk, US-amerikanischer Aktivist für Gefangenenrechte († 1996)
- 27. Juli: Milan Šamko, deutscher Pianist und Keyboarder († 2019)
- 27. Juli: Matthias Schultheiss, deutscher Comic-Zeichner und -Autor
- 27. Juli: Rade Šerbedžija, serbischer Schauspieler
- 28. Juli: Marty Hinze, US-amerikanischer Automobilrennfahrer und Drogenhändler
- 28. Juli: Alexander Michailowitsch Saprykin, sowjetischer Volleyballspieler († 2021)
- 29. Juli: Stig Blomqvist, schwedischer Rallyefahrer
- 29. Juli: David Geringas, in Deutschland lebender litauischer Dirigent und Cellist
- 30. Juli: Gerald Freihofner, österreichischer Journalist († 2019)
- 31. Juli: Christian Ethuin, französischer Automobilrennfahrer

### August
- 01. August: Madeleine Amgwerd, Schweizer Politikerin
- 01. August: David Calder, britischer Schauspieler
- 02. August: Inga Rumpf, deutsche Sängerin und Komponistin
- 03. August: Keith Lynn Ackerman, US-amerikanischer Bischof
- 03. August: Jack Straw, britischer Politiker der Labour-Party
- 03. August: Syreeta, US-amerikanische Soul-Sängerin und Songwriterin († 2004)
- 04. August: Uri Mayer, kanadischer Dirigent und Violist
- 04. August: Monika Völlmeke, deutsche Juristin († 2017)
- 05. August: Manuela Alphons, österreichische Schauspielerin
- 05. August: Marie de Hennezel, französische Psychologin, Psychotherapeutin und Sachbuchautorin
- 05. August: Shirley Ann Jackson, US-amerikanische Physikerin
- 05. August: Rick van der Linden, niederländischer Komponist und Keyboarder († 2006)
- 06. August: Élisabeth Guigou, französische Politikerin Élisabeth Guigou

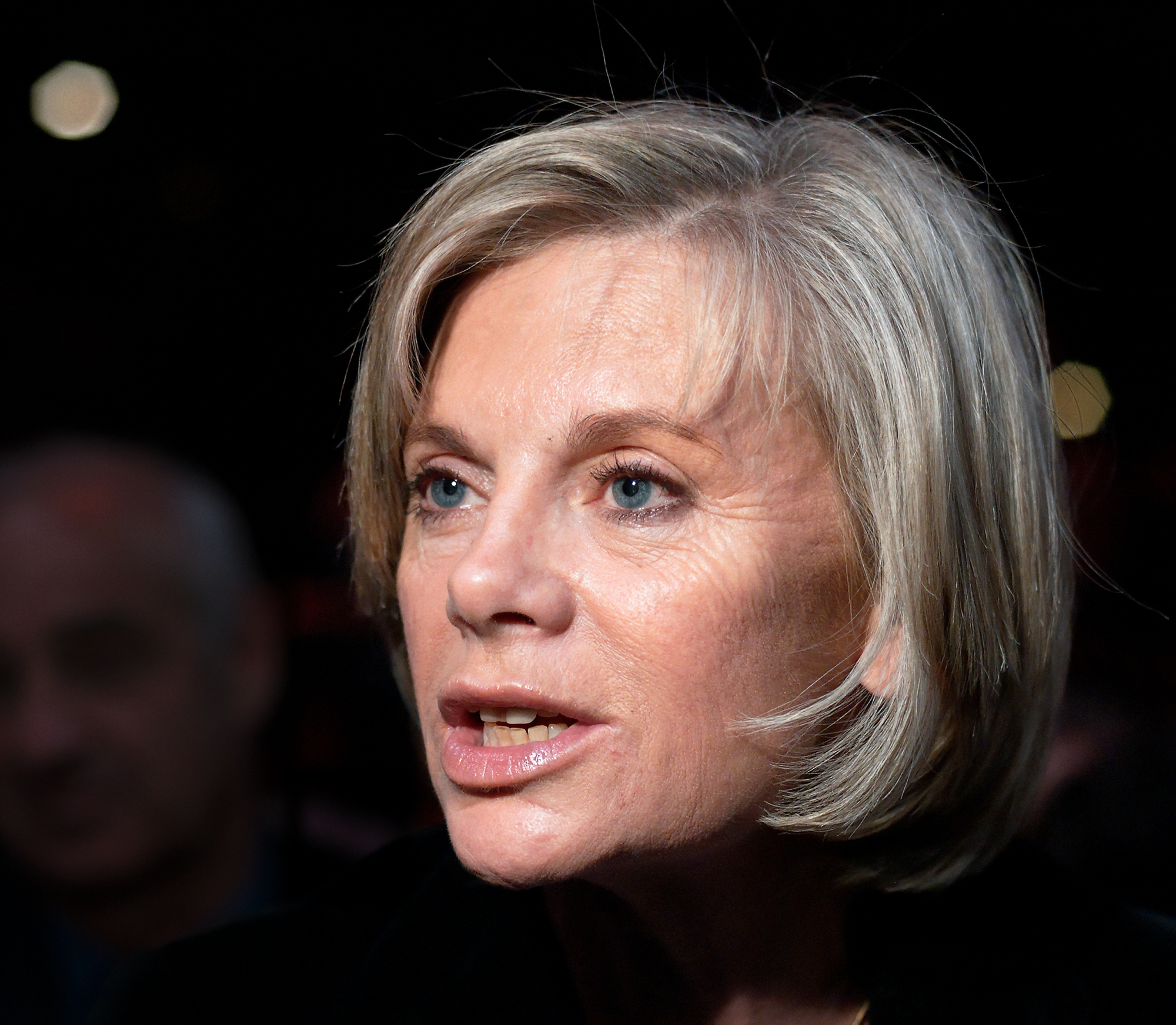
Élisabeth Guigou

- 06. August: Allan Holdsworth, englischer Jazzgitarrist († 2017)
- 06. August: Peter Simonischek, österreichischer Schauspieler († 2023)
- 08. August: Michel Lateste, französischer Automobilrennfahrer
- 08. August: Ed Schafer, US-amerikanischer Politiker
- 08. August: Dragutin Šurbek, kroatischer Tischtennisspieler († 2018)
- 09. August: Carlos José Ñáñez, Erzbischof von Córdoba
- 10. August: Sergio Mariotti, italienischer Schachgroßmeister
- 10. August: Gerhard Müller, deutscher Jurist († 2018)
- 10. August: Hans Joachim Teichler, deutscher Sportwissenschaftler
- 11. August: Óscar Berger Perdomo, guatemaltekischer Politiker und Präsident Guatemalas
- 11. August: Marilyn vos Savant, US-amerikanische Zeitungskolumnistin
- 11. August: Norbert Thom, deutscher Wirtschaftswissenschaftler († 2019)
- 11. August: Gerhard Wächter, deutscher Politiker und MdB († 2022)
- 12. August: Maria Elisabetta Alberti Casellati, italienische Politikerin, Senatspräsidentin
- 12. August: Gerd Anthoff, deutscher Fernseh-, Theater- und Volksschauspieler
- 13. August: Stefan Melak, polnischer Bürgerrechtler und Journalist († 2010)
- 14. August: Fritz Aichinger, österreichischer Politiker
- 14. August: Larry Graham, Jr., US-amerikanischer Sänger, Musiker, Songwriter und Musikproduzent
- 14. August: Bjørn Howard Kruse, norwegischer Komponist und Jazzmusiker
- 14. August: Herbert Kubicek, Professor für Angewandte Informatik
- 14. August: Kurt Peterle, österreichischer Politiker († 2025)
- 16. August: Masud Barzani, kurdischer Politiker
- 16. August: Kaqusha Jashari, kosovarische Politikerin († 2025)
- 16. August: Friedhelm Loh, deutscher Unternehmer
- 16. August: Alexander Stephan, deutsch-amerikanischer Germanist († 2009)
- 16. August: Lesley Ann Warren, US-amerikanische Schauspielerin
- 17. August: Bernd Noske, deutscher Schlagzeuger und Sänger († 2014)
- 17. August: Helmut Pechlaner, Direktor des Tiergarten Schönbrunn in Wien
- 17. August: Angel Romero, spanischer Gitarrist und Dirigent
- 17. August: Sammy Vomáčka, tschechischer Gitarrist
- 18. August: Franz-Joseph Peine, deutscher Rechtswissenschaftler († 2021)
- 19. August: Bill Clinton, 42. Präsident der USA von 1993 bis 2001 Bill Clinton, 1993

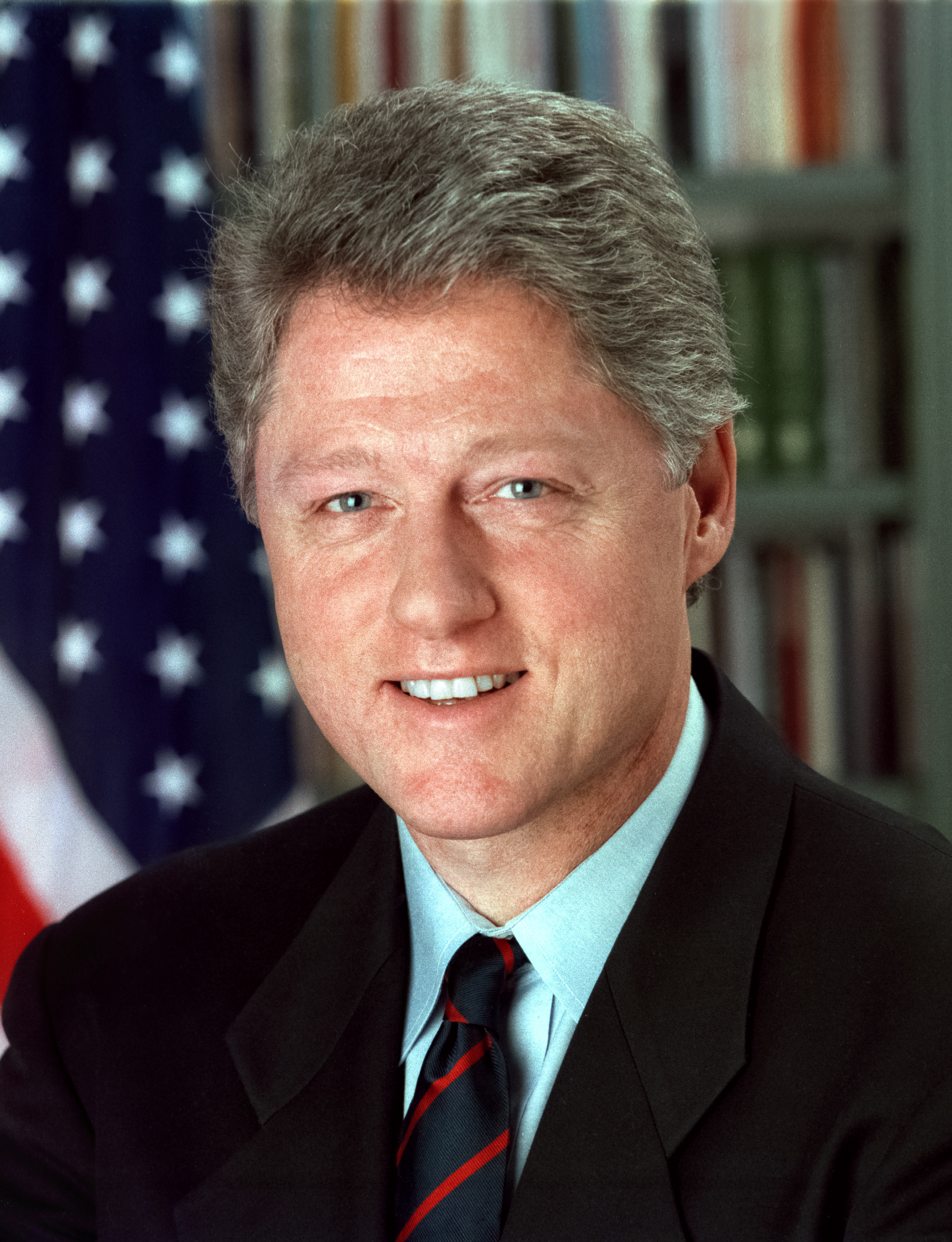
Bill Clinton, 1993

- 19. August: Willi Lemke, deutscher Fußball-Funktionär und Politiker († 2024) Willi Lemke

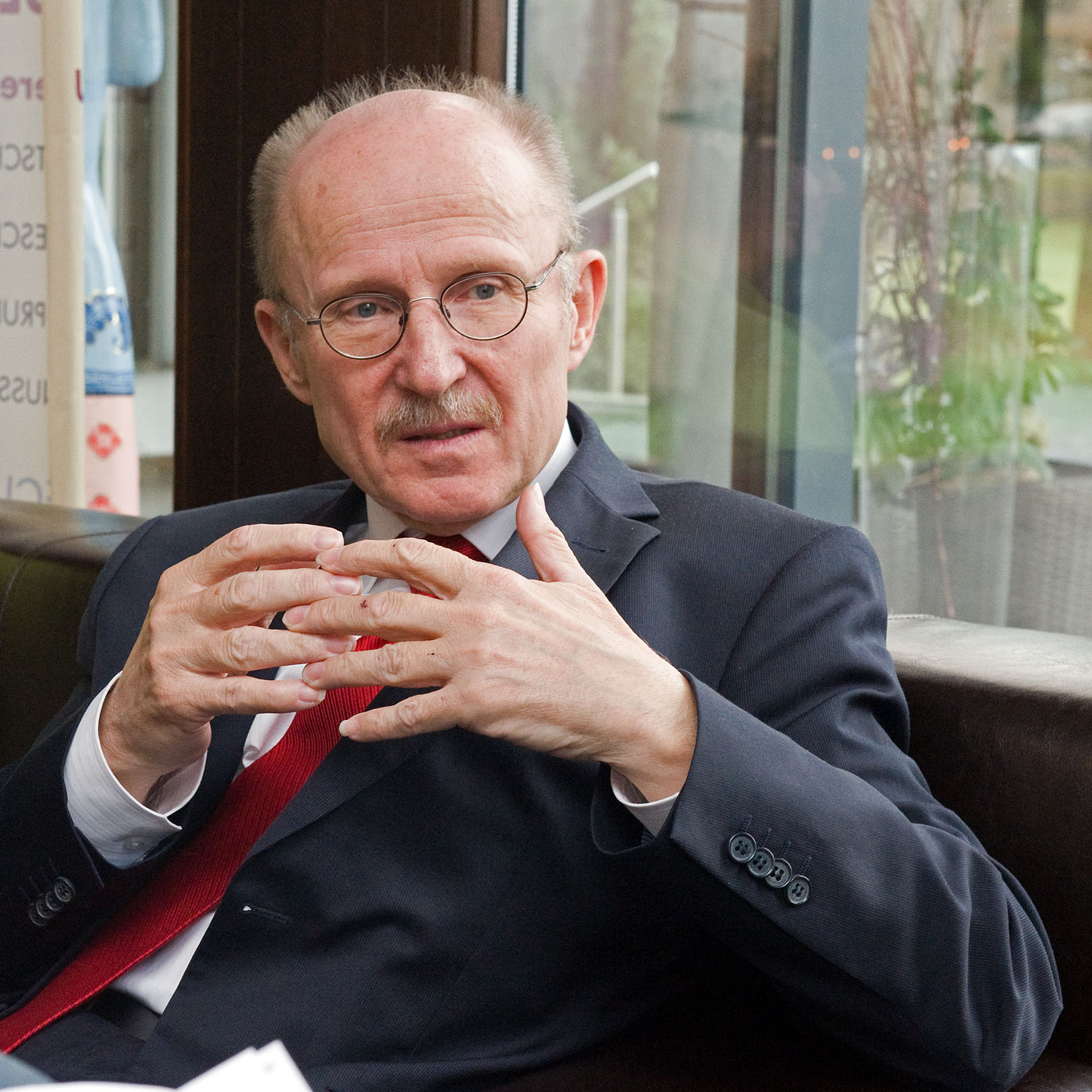
Willi Lemke

- 19. August: Beat Raaflaub, Schweizer Dirigent
- 20. August: Peter Ambrozy, österreichischer Politiker
- 20. August: Henryk M. Broder, deutschsprachiger Journalist und Schriftsteller
- 20. August: Axel Dirx, deutscher Politiker (SPD) und Gewerkschafter (IG Metall) († 2017)
- 20. August: Laurent Fabius, französischer Politiker
- 20. August: Jürgen Hambrecht, deutscher Industriemanager
- 20. August: Ralf Hütter, deutscher Musiker, Kraftwerk
- 20. August: Hans Meiser, deutscher Fernsehmoderator († 2023) Hans Meiser, 2007

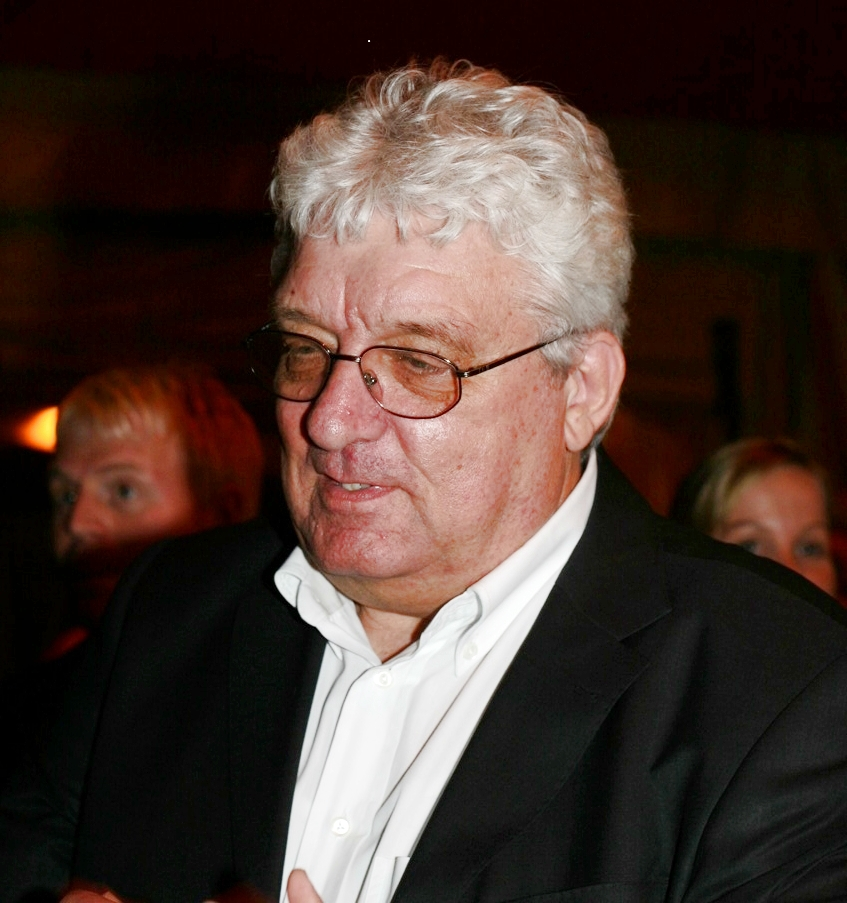
Hans Meiser, 2007

- 20. August: Gudrun Schaich-Walch, deutsche Politikerin
- 21. August: Suzie, niederländisch-schwedische Sängerin und Artistin († 2008)
- 22. August: K. C. Cole, US-amerikanische Wissenschaftsjournalistin und Schriftstellerin
- 22. August: Raimund Krone, deutscher Schauspieler und Synchronsprecher († 2021)
- 23. August: Robert Irwin, britischer Historiker und Autor († 2024)
- 23. August: Keith Moon, britischer Musiker († 1978)
- 24. August: Victor David Akers, englischer Fußballtrainer
- 24. August: Manfred Zapf, deutscher Fußballspieler
- 25. August: Arthur Heyne, deutscher Ruderer
- 25. August: Franz Obermeier, deutscher Politiker
- 25. August: Charlie Sanders, US-amerikanischer American-Football-Spieler († 2015)
- 26. August: Albert Dufréne, französischer Automobilrennfahrer und Unternehmer
- 26. August: Valerie Simpson, US-amerikanischer Songwriterin und Produzentin
- 26. August: Mark Snow, US-amerikanischer Filmmusik-Komponist († 2025)
- 26. August: Alison Steadman, britische Schauspielerin
- 27. August: Mamoun Fansa, syrischer Prähistoriker und Museumsdirektor, der in Deutschland lebt und arbeitet
- 27. August: Flossie Wong-Staal, Virologin und Molekularbiologin († 2020)
- 28. August: Barbara Bach, US-amerikanische Schauspielerin
- 28. August: Anders Gärderud, schwedischer Leichtathlet und Olympiasieger
- 28. August: Elena Mauti Nunziata, italienische Opernsängerin († 2024)
- 29. August: Bob Beamon, US-amerikanischer Leichtathlet
- 29. August: Louis Dicaire, kanadischer Weihbischof († 2020)
- 29. August: Rotraut Rieger, deutsche Schauspielerin
- 30. August: Anne-Marie von Dänemark, Königin von Griechenland
- 30. August: Francis Davis, US-amerikanischer Autor und Journalist († 2025)
- 30. August: Jacques Tardi, französischer Comiczeichner

### September
- 01. September: Barry Gibb, britischer Sänger, Komponist, Produzent
- 01. September: Bernd Kiesheyer, deutscher Brigadegeneral
- 01. September: Roh Moo-hyun, südkoreanischer Präsident († 2009)
- 01. September: Erich Schärer, Schweizer Bobfahrer
- 02. September: Billy Preston, US-amerikanischer Soulmusiker († 2006)
- 02. September: Angelika Volquartz, Lehrerin und Politikerin, Oberbürgermeisterin von Kiel
- 03. September: William Brian Ashton, englischer Rugby-Union-Spieler und Trainer
- 03. September: Ágnes Hamvas, ungarische Bogenschützin
- 03. September: René Pijnen, niederländischer Radrennfahrer
- 05. September: Lily Brett, australisch-amerikanische Schriftstellerin
- 05. September: Freddie Mercury, britischer Rocksänger († 1991) Freddie Mercury

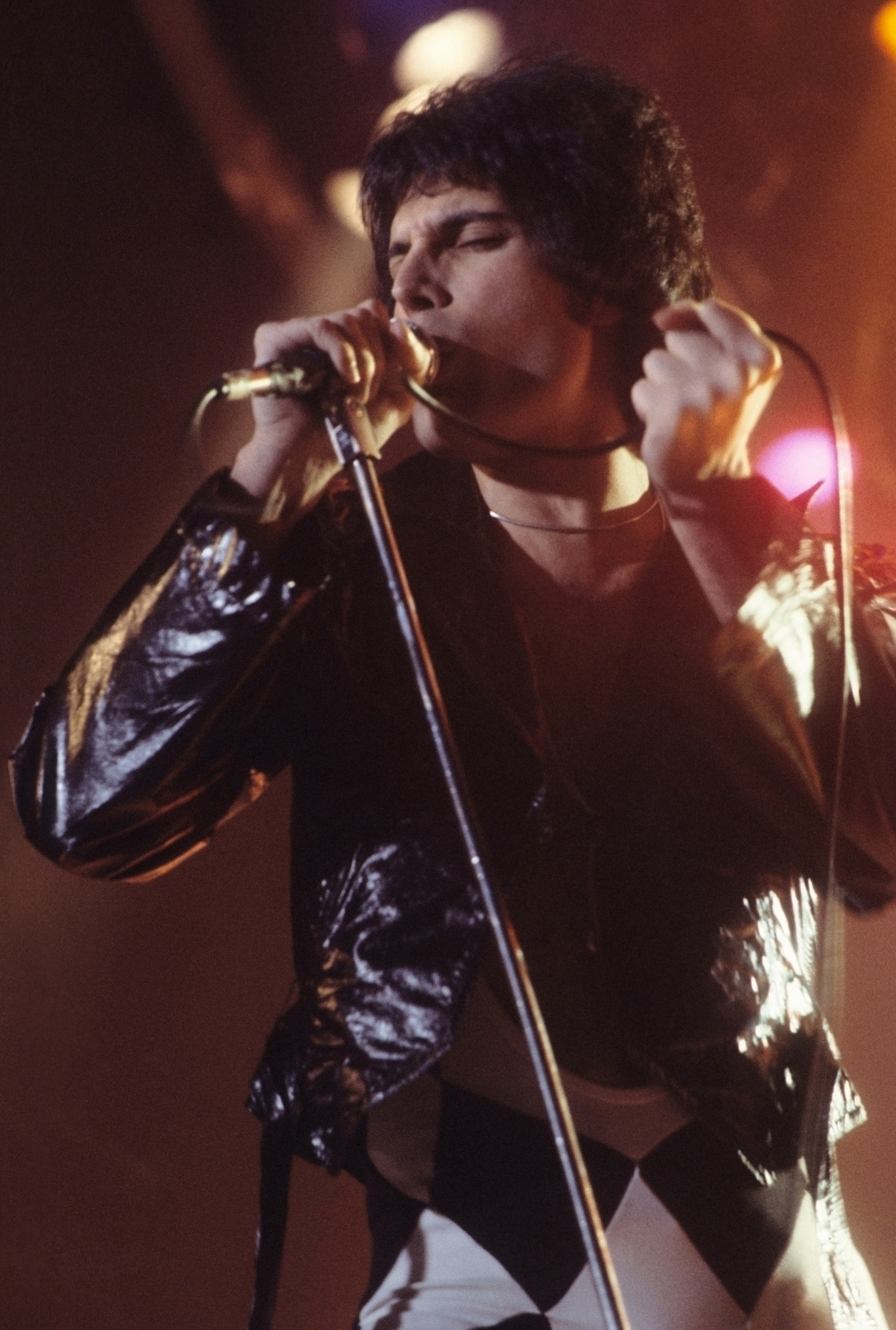
Freddie Mercury

- 07. September: Massimo Fecchi, italienischer Comiczeichner
- 07. September: Ulrich Storost, deutscher Jurist
- 07. September: Francisco Varela, chilenischer Biologe and Philosoph († 2001)
- 08. September: Dirk Ahner, deutscher Ökonom
- 08. September: Gisela Floto, deutsche Künstlerin
- 08. September: L. C. Greenwood, US-amerikanischer American-Football-Spieler († 2013)
- 08. September: Jochen Kelter, deutscher Schriftsteller
- 08. September: Aziz Sancar, türkisch-amerikanischer Biochemiker und Genetiker
- 09. September: Axel Scheibchen, deutscher Hörspielautor und -regisseur
- 10. September: Michèle Alliot-Marie, französische Politikerin
- 10. September: Wieland Backes, deutscher Fernsehmoderator
- 10. September: Jim Hines, US-amerikanischer Sprinter und Olympiasieger († 2023)
- 11. September: Sandy Skoglund, US-amerikanische Fotografin und Installationskünstlerin
- 12. September: Siegfried C. Augustin, österreichischer Ingenieur († 2011)
- 12. September: Rainer Maria Gassen, deutscher Lyriker und Übersetzer († 2025)
- 12. September: Minnie Bruce Pratt, US-amerikanische Schriftstellerin und Hochschullehrerin († 2023)
- 12. September: Jörg Schweinsteiger, deutscher Brigadegeneral
- 13. September: Frank Marshall, US-amerikanischer Filmproduzent, Regisseur und Schauspieler
- 14. September: Kristian Pech, deutscher Schriftsteller
- 15. September: Tommy Lee Jones, US-amerikanischer Schauspieler Tommy Lee Jones

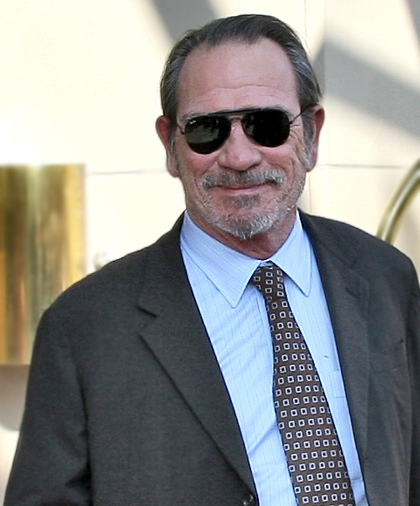
Tommy Lee Jones

- 15. September: Cornelia Schmaus, deutsche Schauspielerin
- 15. September: Oliver Stone, US-amerikanischer Regisseur Oliver Stone

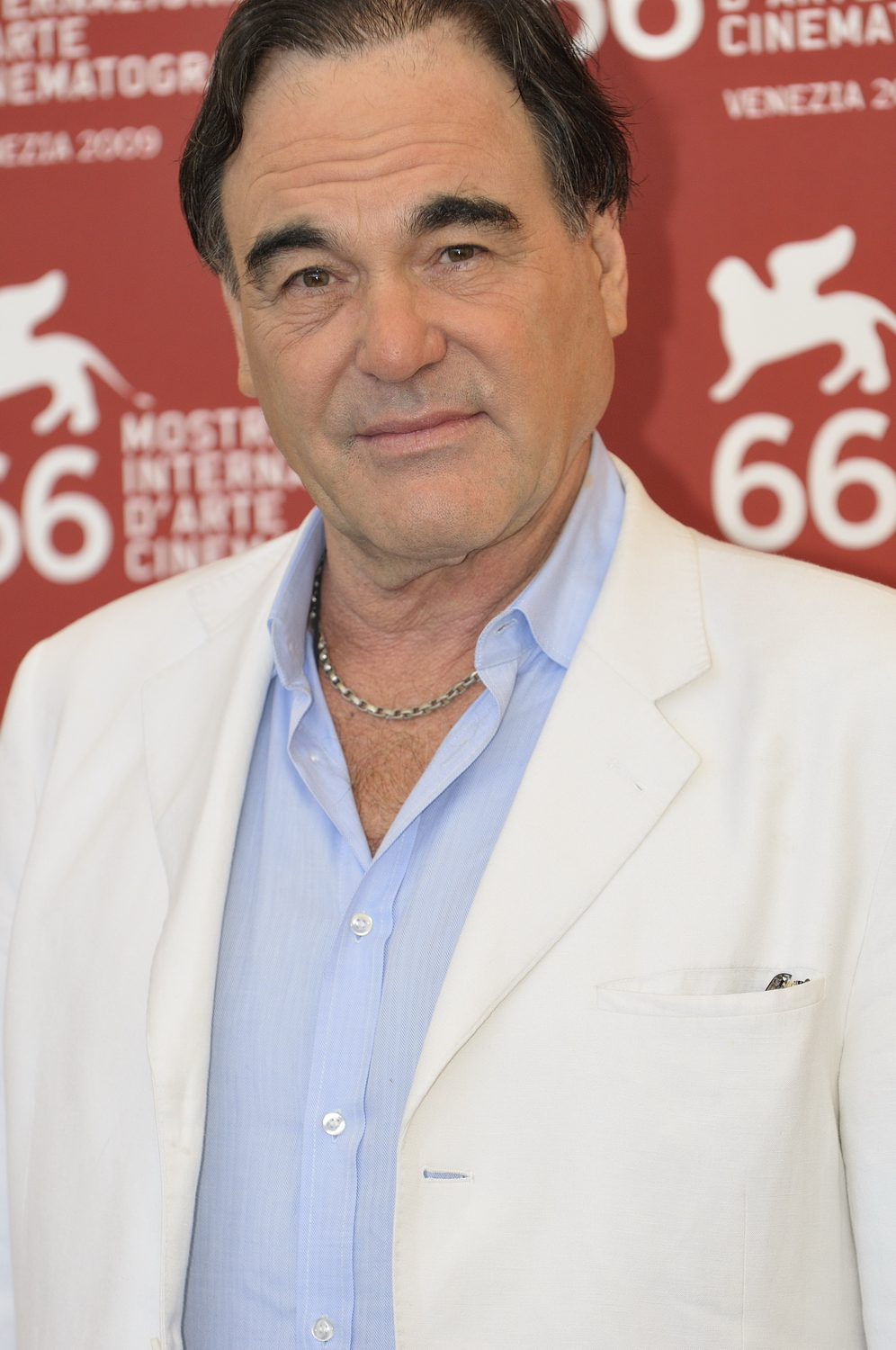
Oliver Stone

- 17. September: Shirley M. Tilghman, kanadische Molekularbiologin
- 17. September: Barbara Weiler, deutsche Europaabgeordnete
- 18. September: Arthur Aeschlimann, Schweizer Jurist
- 18. September: Dušan Čaplovič, slowakischer Archäologe und Politiker († 2025)
- 18. September: Nicholas Clay, englischer Schauspieler († 2000)
- 18. September: Hans Kollhoff, deutscher Architekt
- 18. September: Hans Podiuk, deutscher Politiker
- 18. September: Mark Steedman, britischer Linguist und Psychologe
- 19. September: Louie Austen, österreichischer Musiker
- 19. September: John Robert Coghlan, englischer Schlagzeuger
- 20. September: Julian Kornhauser, polnischer Dichter und Literaturkritiker
- 20. September: Norbert Leben, deutscher Land- und Forstwirt, Verbandsfunktionär sowie Kommunalpolitiker
- 21. September: Moritz Leuenberger, Schweizer Politiker
- 21. September: Dolores Schmidinger, österreichische Schauspielerin und Kabarettistin
- 22. September: Guido Adler, deutscher Mediziner
- 22. September: Hans-Joachim Beeskow, deutscher evangelischer Theologe, Kirchen- und Kunsthistoriker († 2021)
- 22. September: Dieter Wiefelspütz, deutscher Politiker und SPD-Mitglied
- 23. September: Enrico Catuzzi, italienischer Fußballspieler und -trainer († 2006)
- 23. September: Franz Fischler, EU-Kommissar, Politiker, Minister
- 23. September: Gisela Frick, deutsche Politikerin († 2025)
- 23. September: Brigitte Seebacher, deutsche Historikerin, Journalistin und Publizistin
- 23. September: John Woo, chinesischer Regisseur und Filmproduzent
- 24. September: David Anspaugh, US-amerikanischer Regisseur
- 24. September: Natalja Utewlewna Arinbassarowa, russische Schauspielerin und Ballerina
- 24. September: Joe Greene, US-amerikanischer American-Football-Spieler
- 24. September: Marc Neikrug, US-amerikanischer Komponist und Pianist
- 24. September: Uschi Obermaier, deutsches Model
- 24. September: César Pedroso, kubanischer Pianist († 2022)
- 24. September: María Teresa Ruiz, chilenische Astronomin
- 26. September: Andrea Dworkin, US-amerikanische Feministin und Soziologin († 2005)
- 26. September: Detlef Schubert, deutscher Staatssekretär
- 27. September: Nikos Anastasiadis, zyprischer Politiker
- 28. September: Jean-Claude Ferrarin, französischer Automobilrennfahrer
- 28. September: Kenneth Knudsen, dänischer Jazzmusiker
- 28. September: Manfred Weinreich, deutscher Ruderer
- 29. September: Søren Asmussen, dänischer Mathematiker und Hochschullehrer
- 29. September: Patricia Hodge, britische Schauspielerin
- 30. September: Margit Grüger, deutsche Malerin und Grafikerin
- 30. September: Jochen Mass, deutscher Automobilrennfahrer († 2025)
- 30. September: Dan O’Bannon, US-amerikanischer Drehbuchautor und Regisseur († 2009)

### Oktober
- 01. Oktober: David John Arnold, britischer Historiker
- 01. Oktober: Dave Holland, britischer Jazzbassist und Komponist Dave Holland

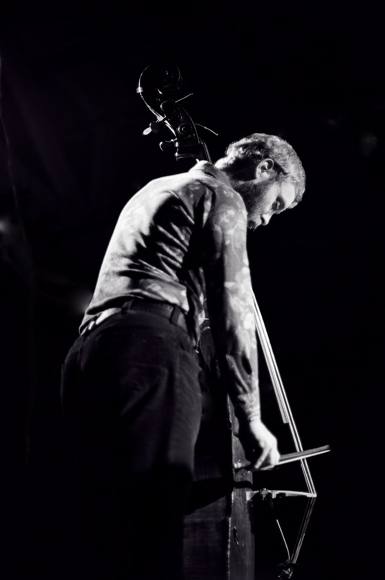
Dave Holland

- 01. Oktober: Michael Sladek, deutscher Arzt und Umweltaktivist († 2024)
- 02. Oktober: Jean-Jacques Aillagon, französischer Politiker
- 02. Oktober: Glorianda Cipolla, italienische Skirennläuferin
- 02. Oktober: Ron Griffiths, britischer Rocksänger und -gitarrist
- 02. Oktober: Marie-Georges Pascal, französische Schauspielerin († 1985)
- 03. Oktober: Pat Arnold, US-amerikanische Soul-Sängerin
- 03. Oktober: Tristan Keuris, niederländischer Komponist und Musiker († 1996)
- 03. Oktober: Sheila Silver, US-amerikanische Komponistin und Musikpädagogin
- 03. Oktober: Sigmar Solbach, deutscher Schauspieler und Synchronsprecher
- 04. Oktober: Susan Sarandon, US-amerikanische Schauspielerin Susan Sarandon

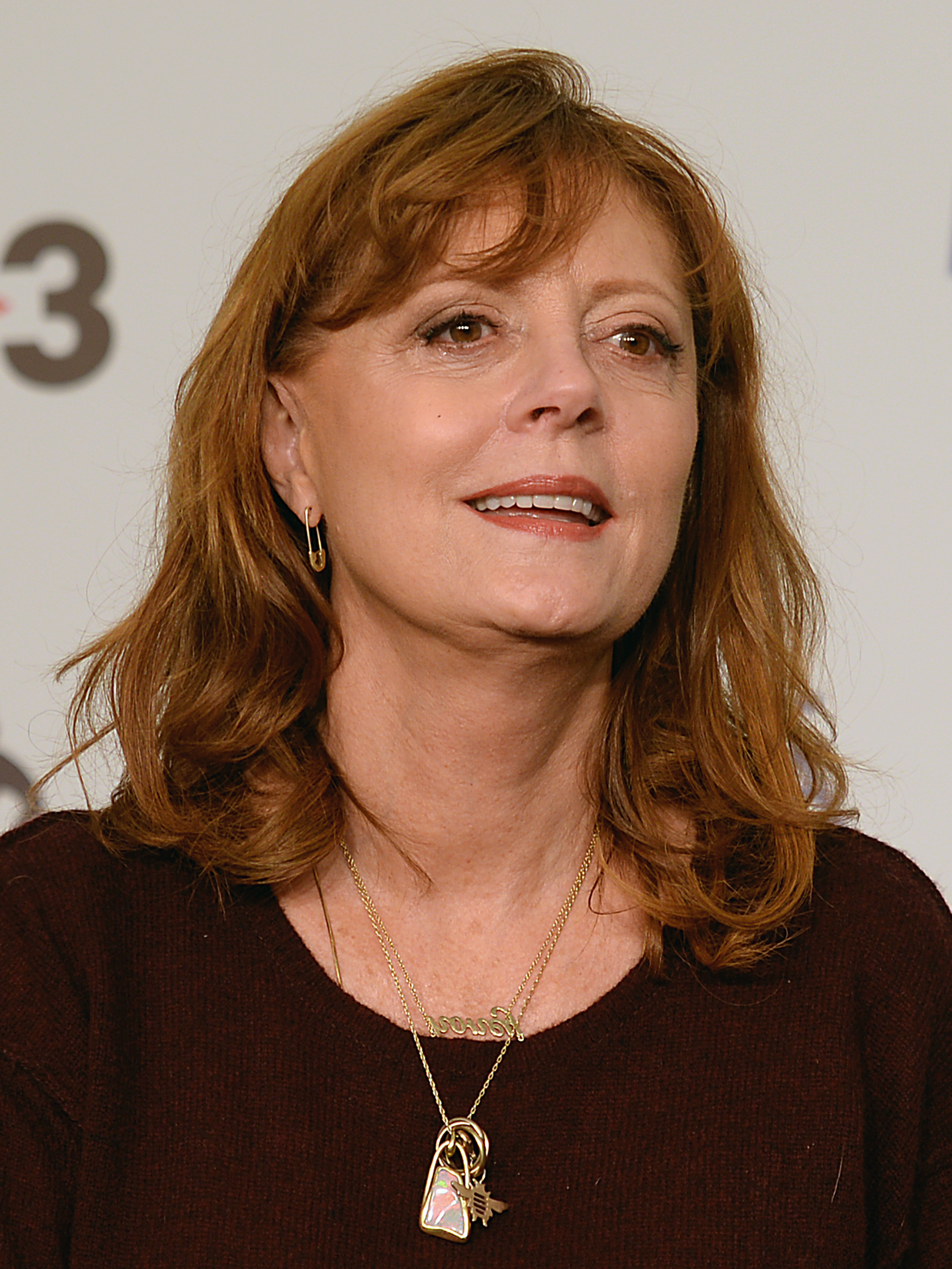
Susan Sarandon

- 04. Oktober: Francesco Speroni, italienischer Politiker
- 05. Oktober: Victor Monroe Armstrong, britischer Stuntman
- 05. Oktober: Kjell Johansson, schwedischer Tischtennisspieler († 2011)
- 05. Oktober: Edward Włodarczyk, polnischer Historiker († 2021)
- 06. Oktober: Otmar Bernhard, deutscher Politiker
- 06. Oktober: Alexandre de Carvalho Kaneko, brasilianischer Fußballspieler und Unternehmer († 2017)
- 06. Oktober: Millie Small, jamaikanische Pop- und Ska-Sängerin († 2020)
- 07. Oktober: Valeria Bufanu, rumänische Leichtathletin und Olympionikin
- 07. Oktober: Georg Danzer, österreichischer Liedermacher und Sänger († 2007) Georg Danzer, 2003

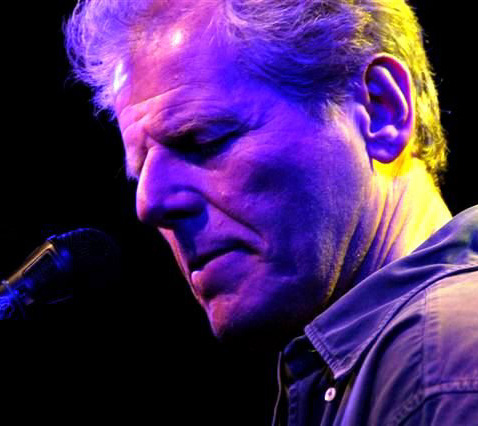
Georg Danzer, 2003

- 07. Oktober: Nadir adh-Dhahabi, Premierminister des Königreichs Jordanien
- 08. Oktober: Hanan Aschrawi, palästinensische Politikerin
- 08. Oktober: Jean-Jacques Beineix, französischer Filmregisseur († 2022)
- 08. Oktober: Wolfgang Ender, liechtensteinischer Skirennläufer
- 08. Oktober: Alexander Gorschkow, russischer Eiskunstläufer († 2022)
- 08. Oktober: Dennis Kucinich, US-amerikanischer Politiker
- 08. Oktober: Lennox Miller, jamaikanischer Leichtathlet († 2004)
- 08. Oktober: John T. Walton, US-amerikanischer Unternehmer († 2005)
- 09. Oktober: Walt Koken, US-amerikanischer Banjo- und Fiddlespieler und Sänger
- 09. Oktober: Gert Loschütz, deutscher Schriftsteller
- 10. Oktober: Charles Dance, britischer Schauspieler
- 10. Oktober: John Prine, US-amerikanischer Country-Sänger und Songwriter († 2020)
- 11. Oktober: Rabah Belamri, algerischer Schriftsteller († 1995)
- 11. Oktober: Daryl Hall, US-amerikanischer Pop-Sänger
- 11. Oktober: Sawao Katō, japanischer Kunstturner Sawao Katō

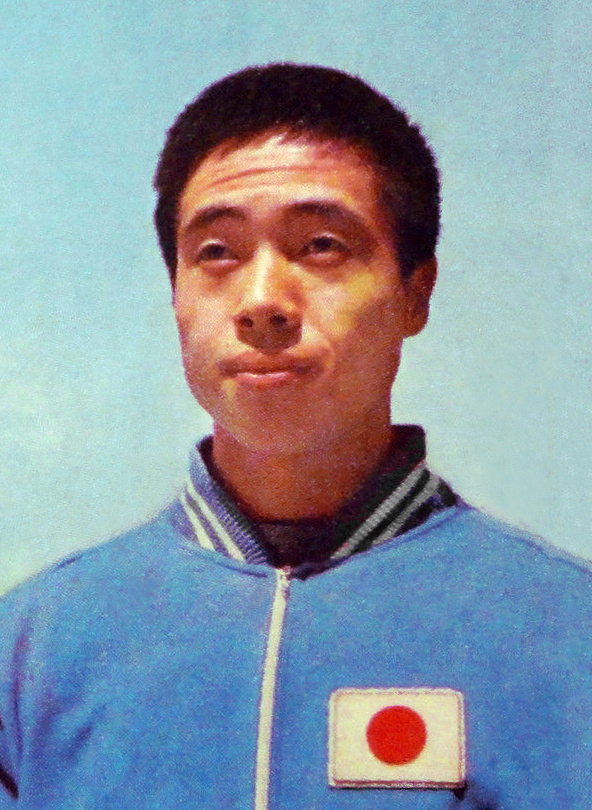
Sawao Katō

- 11. Oktober: Jiří Kochta, tschechischer Eishockeyspieler und -trainer († 2025)
- 11. Oktober: George McCorkle, US-amerikanischer Musiker und Songwriter († 2007)
- 11. Oktober: E. Y. Meyer, Schweizer Schriftsteller
- 11. Oktober: Juan Andrés Ramírez, uruguayischer Politiker († 2025)
- 12. Oktober: Christian Debias, französischer Automobilrennfahrer († 2021)
- 13. Oktober: Karl-Heinz Betz, deutscher Biologe und Journalist
- 13. Oktober: Ulrich Wutzke, deutscher Geologe, Verleger und Herausgeber
- 14. Oktober: François Bozizé, Präsident der Zentralafrikanischen Republik François Bozizé

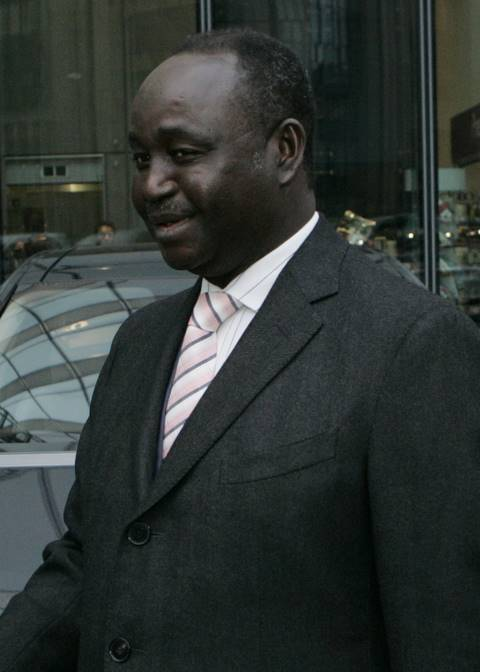
François Bozizé

- 14. Oktober: Justin Hayward, britischer Sänger, Gitarrist und Songwriter
- 14. Oktober: Dan McCafferty, schottischer Sänger († 2022)
- 15. Oktober: Victor Banerjee, indischer Schauspieler
- 15. Oktober: Palle Danielsson, schwedischer Jazz-Bassist († 2024)
- 15. Oktober: Tessa de Loo, niederländische Schriftstellerin
- 15. Oktober: Herbert Napp, deutscher Rechtsanwalt und Bürgermeister von Neuss am Rhein
- 16. Oktober: Roger Dubos, französischer Automobilrennfahrer († 1973)
- 16. Oktober: Carlos Ott, kanadischer Architekt
- 16. Oktober: Wolfgang Rübsam, deutsch-US-amerikanischer Organist und Musikpädagoge
- 17. Oktober: Enzo Coloni, italienischer Automobilrennfahrer und Rennstallbesitzer
- 17. Oktober: Adam Michnik, polnischer Essayist und politischer Publizist
- 17. Oktober: Bob Seagren, US-amerikanischer Leichtathlet
- 17. Oktober: Wolfgang Welsch, deutscher Philosoph
- 18. Oktober: Dafydd Elis-Thomas, walisischer Politiker († 2025)
- 18. Oktober: Michel Graillier, französischer Jazzpianist († 2003)
- 18. Oktober: Howard Shore, kanadischer Komponist und Dirigent
- 19. Oktober: Brigitte Baumeister, deutsche Politikerin, MdB
- 19. Oktober: Jürgen Croy, deutscher Torhüter
- 19. Oktober: Philip Pullman, britischer Schriftsteller
- 20. Oktober: Lucien Van Impe, belgischer Radrennfahrer
- 20. Oktober: Elfriede Jelinek, österreichische Schriftstellerin Elfriede Jelinek, 2004

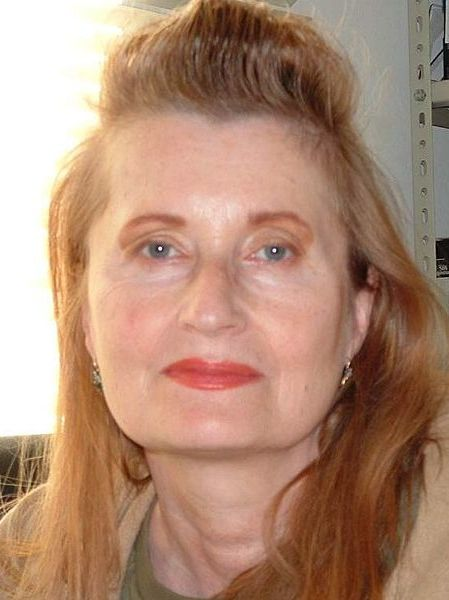
Elfriede Jelinek, 2004

- 21. Oktober: Marek Drewnowski, polnischer Pianist
- 21. Oktober: Werner Wenning, deutscher Manager
- 23. Oktober: Agnes Buen Garnås, norwegische Folksängerin († 2024)
- 23. Oktober: Mel Martínez, US-amerikanischer Politiker, Senator für Florida
- 24. Oktober: Everett Dunklee, US-amerikanischer Skilangläufer
- 24. Oktober: Tina Richter, deutsche Handballspielerin
- 24. Oktober: Thorkild Thyrring, dänischer Automobilrennfahrer
- 25. Oktober: Elías Figueroa, chilenischer Fußballspieler
- 25. Oktober: Stephan Remmler, deutscher Sänger, Komponist und Musikproduzent
- 26. Oktober: Maureen Anderman, US-amerikanische Schauspielerin
- 26. Oktober: Pat Sajak, US-amerikanischer Moderator
- 27. Oktober: Ivan Reitman, kanadischer Regisseur und Filmproduzent († 2022)
- 27. Oktober: Martin-Christian Schmidt, deutscher Cembalobauer und Musikinstrumenten-Restaurator († 2000)
- 27. Oktober: Carrie Snodgress, US-amerikanische Schauspielerin († 2004)
- 27. Oktober: Wolfgang Streeck, deutscher Soziologe
- 28. Oktober: Wim Jansen, niederländischer Fußballspieler († 2022)
- 29. Oktober: Bob Bingham, US-amerikanischer Schauspieler und Sänger († 2025)
- 29. Oktober: Peter Green, britischer Bluesrock-Gitarrist und Mitbegründer der Gruppe Fleetwood Mac († 2020)
- 30. Oktober: William Thurston, US-amerikanischer Mathematiker († 2012)
- 30. Oktober: Chris Slade, britischer Schlagzeuger

### November
- 01. November: Sucharit Bhakdi, deutscher Mediziner
- 01. November: Ric Grech, britischer Rockmusiker († 1990)
- 01. November: Ingeborg Junge-Reyer, deutsche Politikerin
- 01. November: Dennis Muren, US-amerikanischer Special-Effects-Veteran des amerikanischen Kinos
- 02. November: Giuseppe Sinopoli, italienischer Dirigent, Komponist, Mediziner und Archäologe († 2001)
- 03. November: Helmut Frommhold, deutscher Rockmusiker, Komponist
- 03. November: Reinhard Karl, deutscher Alpinist, Fotograf und Schriftsteller († 1982)
- 03. November: Tom Savini, US-amerikanischer Filmschauspieler, Regisseur Tom Savini

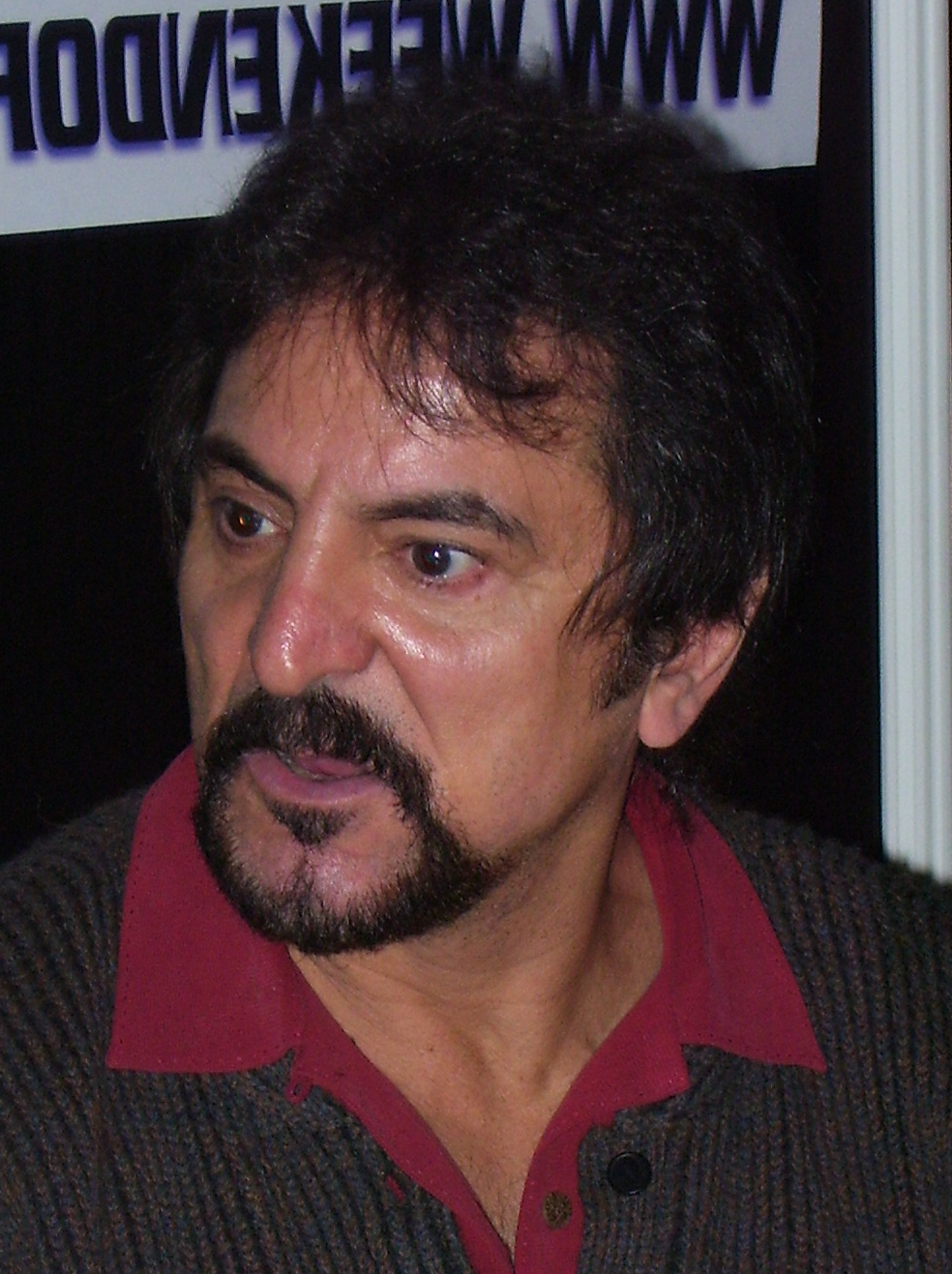
Tom Savini

- 04. November: Csaba Ali, ungarischer Schwimmer († 2020)
- 04. November: David Garibaldi, US-amerikanischer Schlagzeuger
- 04. November: Penny McLean, österreichische Sängerin und Autorin
- 04. November: Luciana Serra, italienische Opernsängerin
- 05. November: Gram Parsons, Musiker (Country-Rock) († 1973)
- 06. November: Jürgen Bartsch, deutscher Serienmörder († 1976)
- 06. November: Sally Field, US-amerikanische Schauspielerin Sally Field

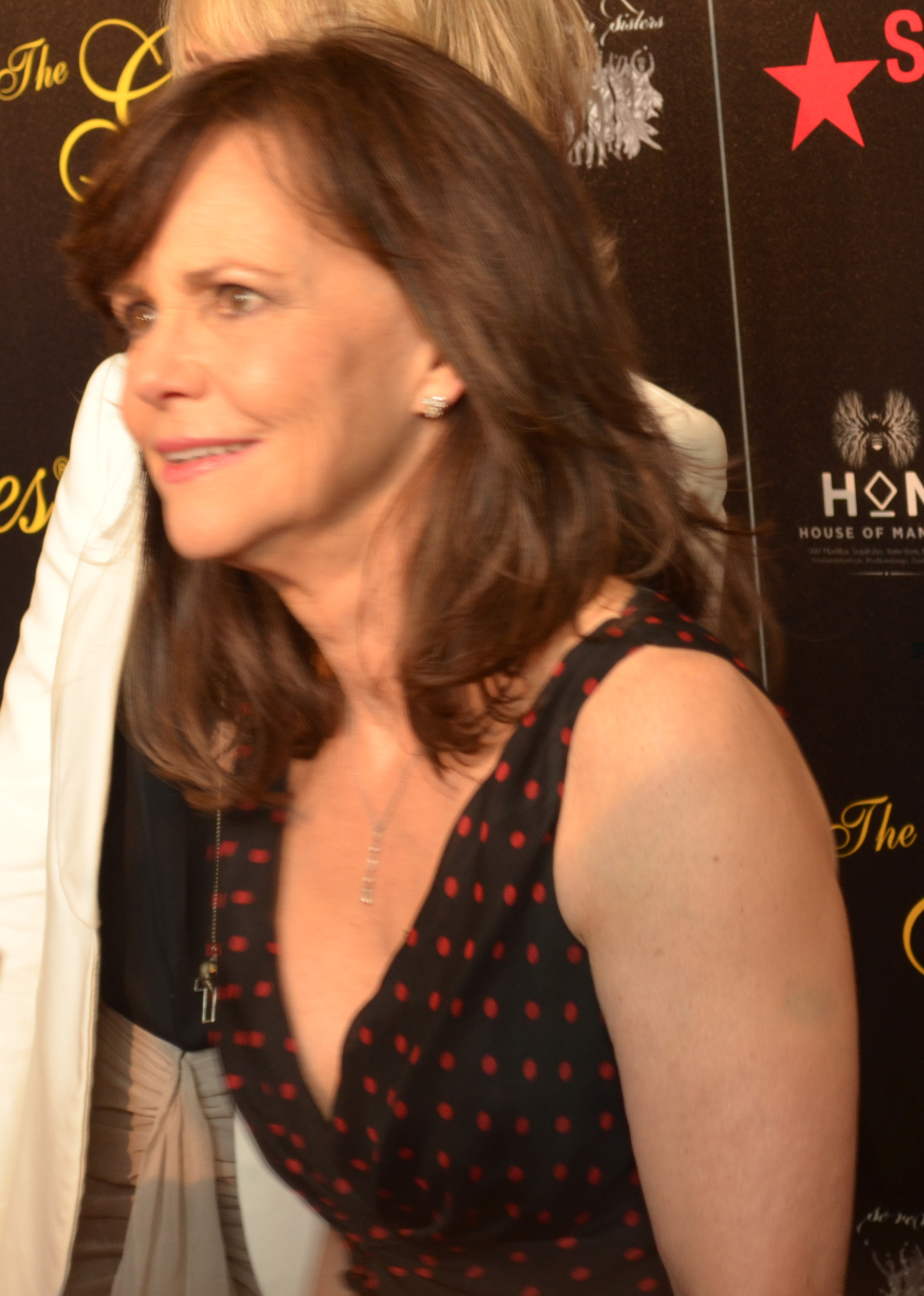
Sally Field

- 06. November: Christa Heilmann, deutsche Sprechwissenschaftlerin und Hochschullehrerin
- 06. November: Maximilian Lehmer, deutscher Politiker und MdB
- 06. November: George Young, australischer Rockmusiker und Musikproduzent († 2017)
- 06. November: Dieter Zembski, deutscher Fußballer
- 06. November: Hannelore Zober, deutsche Handballspielerin
- 07. November: Wolfgang Arenhövel, deutscher Jurist
- 07. November: Gilius van Bergeijk, niederländischer Komponist und Musikpädagoge
- 07. November: Hans-Günter Bruckmann, deutscher Politiker († 2023)
- 08. November: Sharon Brown, kanadische Schriftstellerin
- 08. November: Peter Maiwald, deutscher Schriftsteller († 2008)
- 08. November: Roy Wood, britischer Songschreiber und Gitarrist
- 09. November: Josef Broukal, österreichischer Journalist und Politiker
- 09. November: Benny Mardones, US-amerikanischer Singer-Songwriter († 2020)
- 10. November: Sissy de Mas, deutsche Fernsehmoderatorin
- 10. November: Hannes Swoboda, österreichischer Politiker
- 11. November: Al Holbert, US-amerikanischer Automobilrennfahrer († 1988)
- 11. November: Cristina Perincioli, Schweizer Regisseurin und Autorin
- 11. November: Andreas Reimann, deutscher Schriftsteller und Grafiker
- 12. November: James F. Amos, US-amerikanischer Militär
- 12. November: Leopold Gmeinwieser, deutscher Schauspieler
- 12. November: Krister Henriksson, schwedischer Schauspieler
- 12. November: Keith Claudius Mitchell, Premierminister von Grenada
- 13. November: Stanisław Barańczak, polnischer Dichter, Übersetzer und Literaturwissenschaftler († 2014)
- 13. November: Katrin Eigenfeld, deutsche Politikerin
- 13. November: Ray Wylie Hubbard, US-amerikanischer Country-Musiker
- 14. November: Jay Ungar, US-amerikanischer Fiddlespieler und Komponist
- 15. November: Larry Cole, US-amerikanischer American-Football-Spieler
- 15. November: Romain Feitler, Luxemburger Automobilrennfahrer
- 15. November: Rino Vernizzi, italienischer Fagottist († 2022)
- 16. November: Halil Haxhosaj, albanischer Schriftsteller
- 16. November: Wolfgang Kleff, deutscher Fußballspieler
- 16. November: Ole Olsen, dänischer Bahnsportler
- 17. November: Martin Barre, Lead-Gitarrist von Jethro Tull
- 17. November: Terry Branstad, US-amerikanischer Politiker Martin Barre

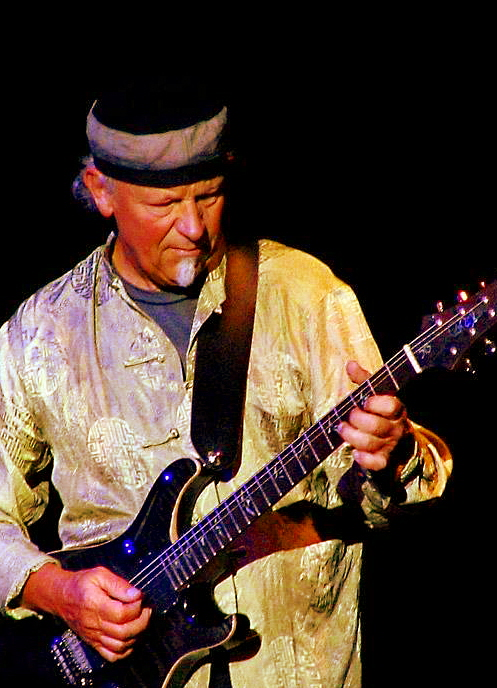
Martin Barre

- 18. November: Alan Dean Foster, US-amerikanischer SF- und Fantasy-Autor
- 18. November: Walter Greite, deutscher Jurist
- 19. November: Claus Asendorf, deutscher Jurist und Richter am Bundesgerichtshof
- 20. November: Duane Allman, Slide-Gitarren-Legende, Rock- und Blues-Gitarrist († 1971)
- 20. November: Alice Aycock, US-amerikanische Bildhauerin
- 20. November: Algimantas Butnorius, litauischer Schachgroßmeister († 2017)
- 20. November: James Donald Murray, US-amerikanischer Rennrodler
- 21. November: Helmut Bergfelder, deutscher Fußballspieler
- 22. November: Gabriele von Arnim, deutsche Journalistin und Schriftstellerin
- 22. November: Aston Barrett, jamaikanischer Reggae-Bassist (The Wailers) († 2024)
- 22. November: Friedhelm Mönter, deutscher Journalist und Radio-Moderator († 2009)
- 23. November: Jürgen Bevers, deutscher Journalist und Hörspielautor († 2019)
- 23. November: Ludwig Bründl, deutscher Fußballspieler
- 24. November: Josef Augusta, tschechischer Eishockeytrainer und -spieler († 2017)
- 24. November: Ted Bundy, US-amerikanischer Serienmörder († 1989)
- 24. November: Oscar Milani, deutsch-argentinischer Cembalist
- 24. November: Raphaël Bedros XXI. Minassian, armenisch-katholischer Geistlicher, Patriarch von Kilikien
- 24. November: Kurt Segner, deutscher Politiker und MdB
- 24. November: Tom Stincic, US-amerikanischer American-Football-Spieler († 2021)
- 25. November: Atiku Abubakar, nigerianischer Vizepräsident
- 25. November: Werner Andres, deutscher Maschinenbauingenieur und Hochschullehrer († 2012)
- 25. November: Michael Feast, britischer Schauspieler
- 25. November: Maximilian Herberger, Universitätsprofessor der Rechtswissenschaft
- 26. November: Pfuri Baldenweg, australisch-schweizerischer Musiker und Mundharmonika-Spieler
- 26. November: Ray Kennedy, US-amerikanischer Sänger († 2014)
- 26. November: Art Shell, US-amerikanischer American-Football-Spieler und -Trainer
- 27. November: Gerhard Abstreiter, deutscher Halbleiterphysiker
- 27. November: Sabine Bard, deutsche Politikerin, MdB († 2016)
- 27. November: Ludwig Fels, deutscher Schriftsteller († 2021)
- 28. November: Joe Dante, US-amerikanischer Filmregisseur
- 29. November: Eamonn Campbell, irischer Folk-Musiker († 2017)
- 29. November: Franz Merkhoffer, deutscher Fußballspieler
- 29. November: Karin Rehbock-Zureich, deutsche Politikerin
- 29. November: Silvio Rodríguez, kubanischer Liedermacher
- 30. November: Marina Abramović, serbische Performance-Künstlerin

### Dezember
- 01. Dezember: Rudolf Buchbinder, österreichischer Konzertpianist
- 01. Dezember: Tunç Hamarat, österreichischer Schachspieler türkischer Abstammung
- 01. Dezember: Gilbert O’Sullivan, irischer Songschreiber und Sänger
- 02. Dezember: Mark Hanson, US-amerikanischer lutherischer Bischof
- 02. Dezember: David Macaulay, US-amerikanischer Architekt, Kunstgeschichtler und Grafiker
- 02. Dezember: John Sheldon, britischer Automobilrennfahrer
- 02. Dezember: Hans-Jürgen Veil, deutscher Ringer
- 02. Dezember: Gianni Versace, italienischer Modeschöpfer († 1997)
- 02. Dezember: Franz Wurz, österreichischer Automobilrennfahrer
- 03. Dezember: Joop Zoetemelk, niederländischer Radrennfahrer
- 04. Dezember: Pierre Even, Luxemburger Komponist
- 04. Dezember: Geert Mak, niederländischer Journalist und Historiker Geert Mak

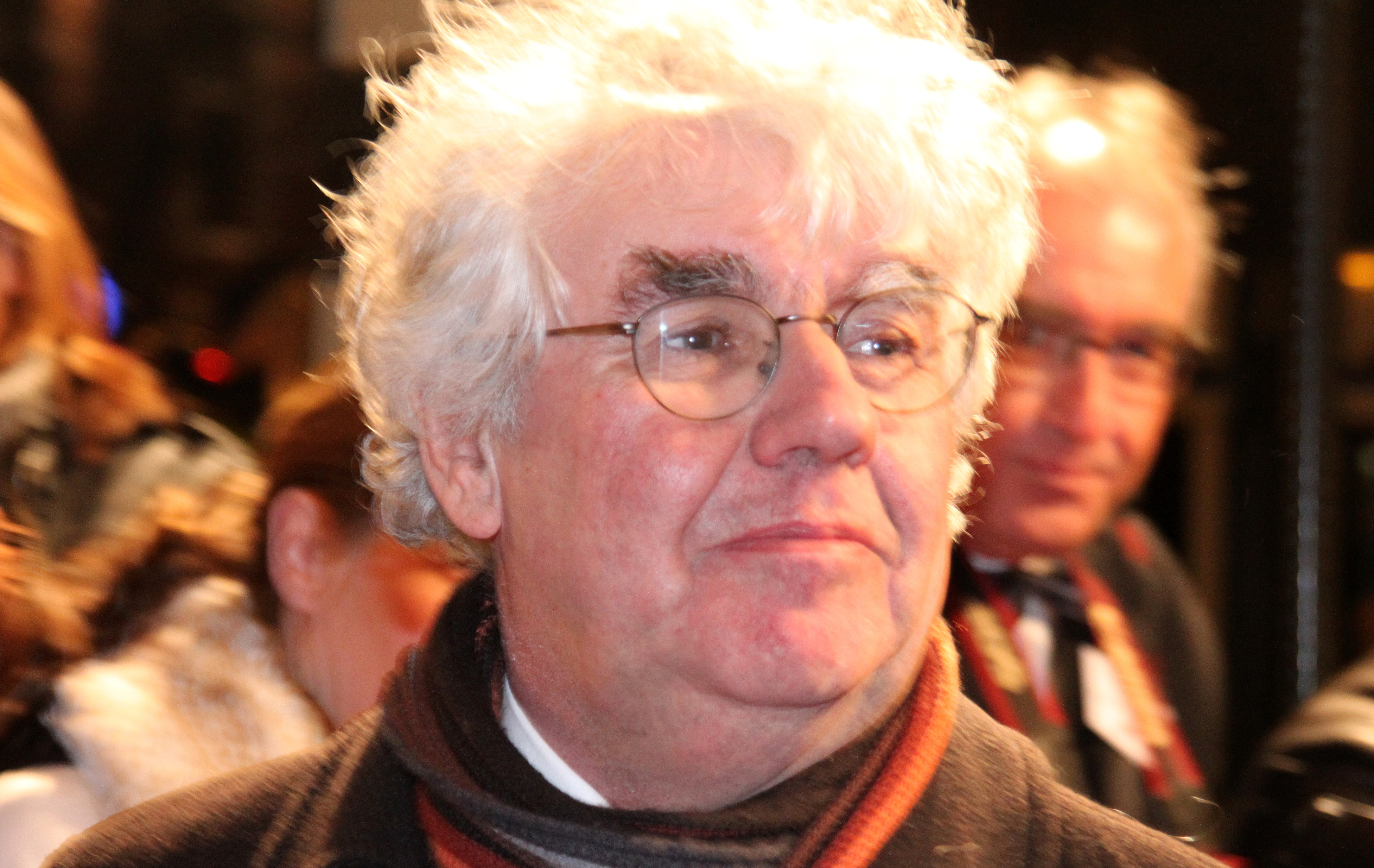
Geert Mak

- 05. Dezember: José Carreras, spanischer Tenor
- 05. Dezember: Andy Kim, kanadischer Sänger
- 05. Dezember: Hans Liechti, Schweizer Kameramann und Regisseur
- 05. Dezember: Sarel van der Merwe, südafrikanischer Automobilrennfahrer
- 05. Dezember: Tadeusz Sławek, polnischer Lyriker, Essayist, Übersetzer, Literaturkritiker und -wissenschaftler
- 06. Dezember: Christian Steyer, deutscher Schauspieler, Sprecher, Musiker und Filmkomponist
- 07. Dezember: Ahmed Faras, marokkanischer Fußballspieler († 2025)
- 07. Dezember: Ernst Uhrlau, deutscher Geheimdienstkoordinator der Bundesregierung
- 08. Dezember: Jacques Bourboulon, französischer Fotograf
- 08. Dezember: Noël Forgeard, französischer Manager
- 08. Dezember: John B. Taylor, US-amerikanischer Ökonom
- 09. Dezember: Ahmadshah bin Abdullah, 9. zeremonielles Staatsoberhaupt des malaysischen Bundesstaats Sabah († 2025)
- 09. Dezember: Erich Beer, deutscher Fußballspieler
- 09. Dezember: Mervyn Davies, walisischer Rugbyspieler († 2012)
- 09. Dezember: Erich G. Fritz, deutscher Politiker und MdB
- 09. Dezember: Sonia Gandhi, indische Politikerin Sonia Gandhi, 2007

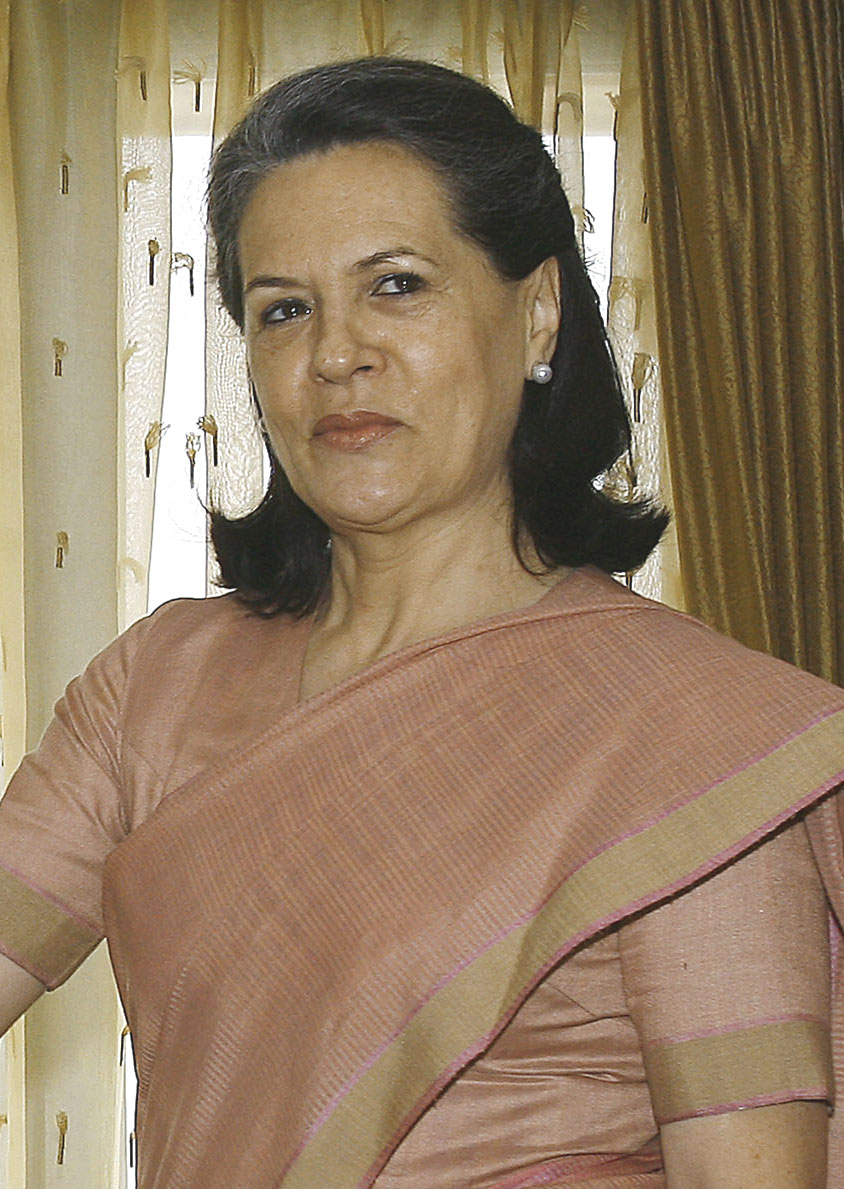
Sonia Gandhi, 2007

- 10. Dezember: Eberhard Aurich, 1. Sekretär des Zentralrates der FDJ in der DDR
- 10. Dezember: Werner Brinkmann, Alleinvorstand der Stiftung Warentest (1995–2011)
- 10. Dezember: Flores Chaviano, kubanischer Komponist, Gitarrist und Dirigent
- 10. Dezember: Catherine Hiegel, französische Schauspielerin
- 10. Dezember: Veronika von Quast, deutsche Schauspielerin
- 11. Dezember: Werner E. Ablaß, deutscher Politiker
- 11. Dezember: Thorwald Dethlefsen, deutscher Esoteriker und Buchautor († 2010)
- 11. Dezember: Sybille Durian, deutsche Kinder- und Jugendbuchautorin
- 11. Dezember: Karl-Dieter Grüske, deutscher Volkswirt und Hochschullehrer
- 11. Dezember: Susanne Kastner, deutsche Politikerin
- 11. Dezember: Wladimir Sweschnikow, sowjetischer bzw. russischer Schauspieler
- 11. Dezember: Wolfgang Thamm, deutscher Kampfmittelräumer († 2013)
- 12. Dezember: Bruce Ditmas, US-amerikanischer Jazzschlagzeuger
- 12. Dezember: Emerson Fittipaldi, brasilianischer Automobilrennfahrer
- 12. Dezember: Yasuo Kuwahara, japanischer Mandolinist und Komponist († 2003)
- 12. Dezember: Renzo Zorzi, italienischer Automobilrennfahrer († 2015)
- 13. Dezember: Pierino Prati, italienischer Fußballspieler und -trainer († 2020)
- 14. Dezember: Antony Beevor, britischer Historiker
- 14. Dezember: Jane Birkin, britische Schauspielerin und Sängerin († 2023)
- 14. Dezember: Leon Botstein, US-amerikanischer Dirigent und Musikwissenschaftler
- 14. Dezember: Adalberto Cevasco, argentinischer Musiker († 2025)
- 14. Dezember: Patty Duke, US-amerikanische Schauspielerin († 2016)
- 14. Dezember: Julia Edenhofer, deutsche Buchautorin und Hörfunkmoderatorin († 2018)
- 14. Dezember: Ruth Fuchs, deutsche Sportlerin und Politikerin († 2023)
- 14. Dezember: Sanjay Gandhi, indischer Politiker, Sohn von Indira Gandhi († 1980)
- 14. Dezember: Peter Lorimer, schottischer Fußballspieler († 2021)
- 14. Dezember: Stan Smith, US-amerikanischer Tennisspieler
- 14. Dezember: Michael Vespoli, US-amerikanischer Ruderer
- 15. Dezember: Carmine Appice, US-amerikanischer Rockmusiker, Schlagzeuger
- 15. Dezember: Comunardo Niccolai, italienischer Fußballspieler und -trainer († 2024)
- 15. Dezember: Žarko Puhovski, Professor für Politische Philosophie in Zagreb
- 15. Dezember: Christel Wehage, deutsche Republikflüchtige († 1970)
- 16. Dezember: Benny Andersson, schwedischer Sänger und Musiker, ABBA Benny Andersson

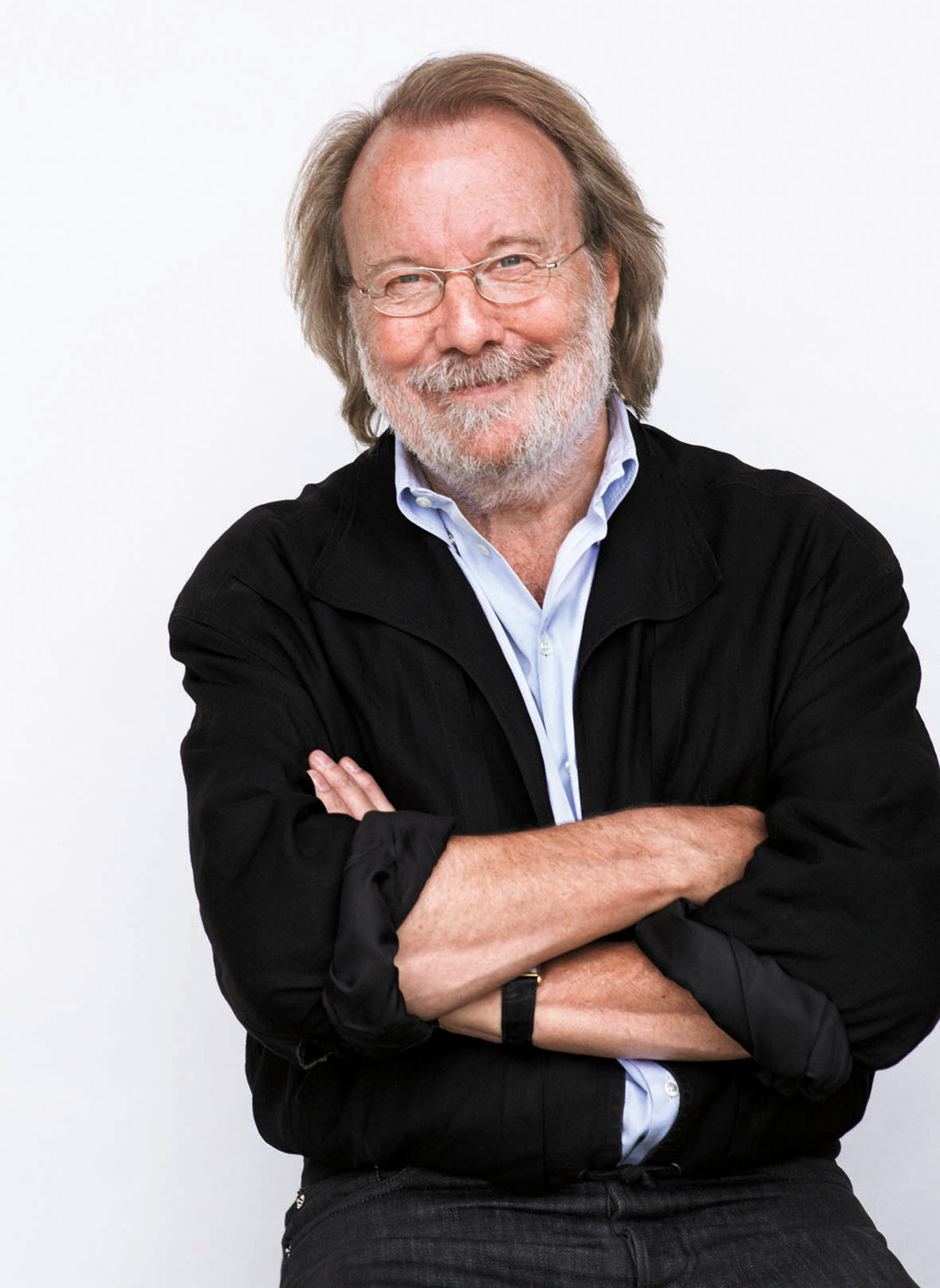
Benny Andersson

- 16. Dezember: Ernst Hack, österreichischer Ringer († 1986)
- 16. Dezember: Axel Heinzmann, deutscher politischer Aktivist († 2018)
- 16. Dezember: Trevor Pinnock, englischer Dirigent und Cembalist
- 16. Dezember: Roland Sandberg, schwedischer Fußballspieler
- 17. Dezember: Martin Smith, englischer Schlagzeuger († 1997)
- 18. Dezember: Steve Biko, Begründer der Black-Consciousness-Bewegung († 1977)
- 18. Dezember: Rosie Fortna, US-amerikanische Skirennläuferin
- 18. Dezember: Rudolf Karl Krause, deutscher Politiker († 2024)
- 18. Dezember: Christian Peschke, deutscher Bildhauer und Maler († 2017)
- 18. Dezember: Steven Spielberg, US-amerikanischer Regisseur, Produzent und Drehbuchautor Steven Spielberg

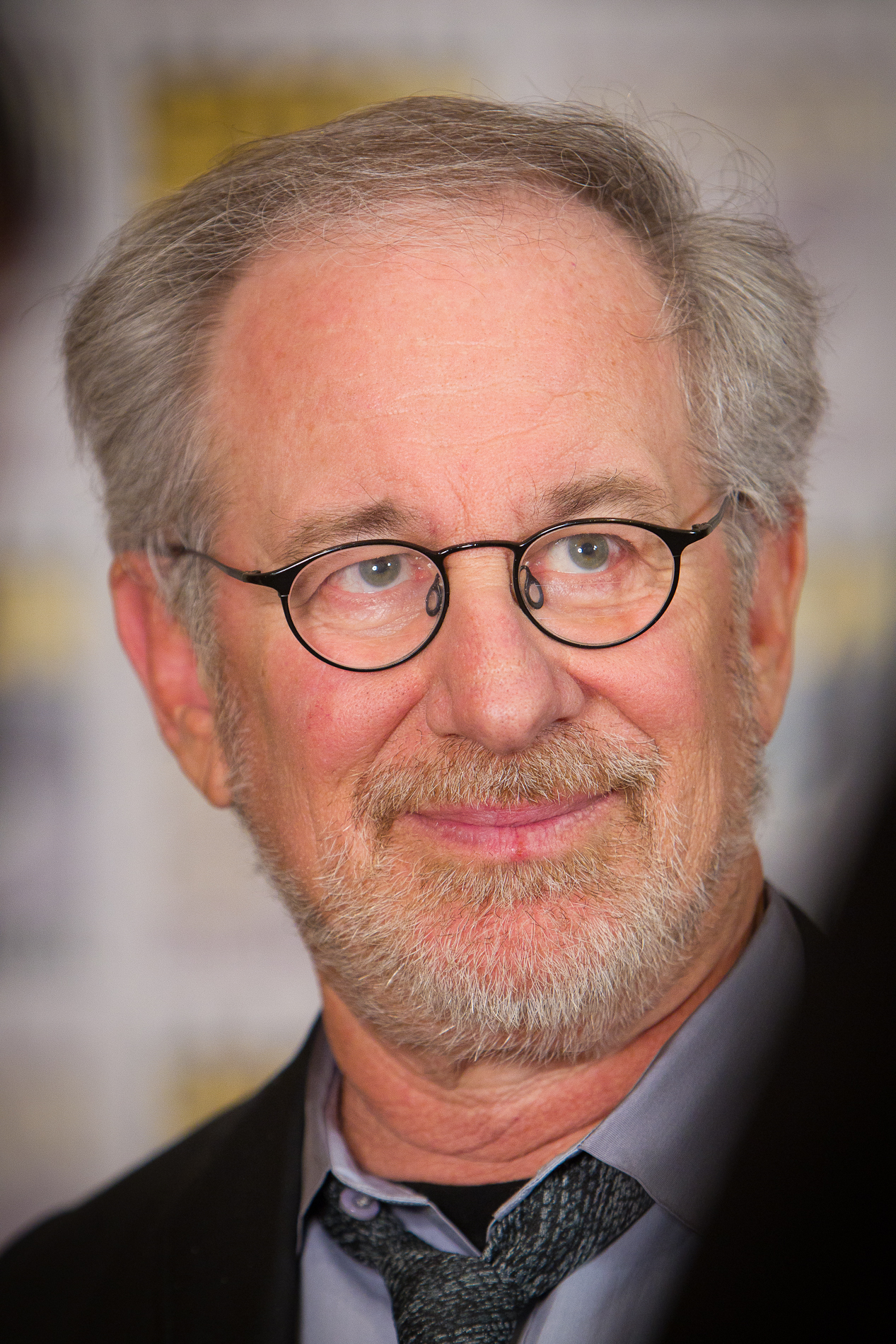
Steven Spielberg

- 19. Dezember: Laurent Ferrier, Schweizer Unternehmer und Automobilrennfahrer
- 19. Dezember: Jean-Christophe Mitterrand, französischer Präsidentensohn und Berater
- 19. Dezember: Werner Pfirter, Schweizer Motorradrennfahrer († 1973)
- 19. Dezember: Robert Urich, US-amerikanischer Schauspieler († 2002)
- 20. Dezember: Georges Darms, Schweizer Indogermanist und Romanist
- 20. Dezember: Uri Geller, israelischer Bühnenmagier
- 20. Dezember: Dick Wolf, US-amerikanischer Produzent
- 21. Dezember: Donald A. Carson, US-amerikanischer Theologieprofessor, Neutestamentler und Autor
- 21. Dezember: Roderich Feldes, deutscher Schriftsteller († 1996)
- 21. Dezember: Carl Wilson, US-amerikanischer Musiker (The Beach Boys) († 1998)
- 22. Dezember: Karin Oehme, deutsche Schauspielerin
- 23. Dezember: Luther Grosvenor, britischer Rockmusiker
- 23. Dezember: Edita Gruberová, slowakische Sopranistin († 2021)
- 24. Dezember: Jan Akkerman, niederländischer Musiker, Rock- und Jazz-Gitarrist
- 24. Dezember: Vittorio Giardino, italienischer Comiczeichner und -autor
- 24. Dezember: Erwin Pröll, österreichischer Politiker und Landeshauptmann von Niederösterreich
- 24. Dezember: Andrew Yao, chinesisch-amerikanischer Informatiker
- 25. Dezember: Jimmy Buffett, US-amerikanischer Sänger und Songschreiber († 2023)
- 25. Dezember: Tina Rainford, deutsche Sängerin († 2024)
- 25. Dezember: Reinhard Rauball, deutscher Jurist und Sportfunktionär
- 26. Dezember: Bruno Gehrig, Schweizer Manager
- 26. Dezember: Joseph Sifakis, griechisch-französischer Informatiker
- 26. Dezember: Uli Stein, deutscher Cartoonist († 2020)
- 27. Dezember: Schiffkowitz, österreichischer Musiker
- 27. Dezember: Hans Weder, Schweizer Theologe mit Fachgebiet Neues Testament
- 28. Dezember: Pierre Falardeau, frankokanadischer Regisseur und politischer Aktivist († 2009)
- 28. Dezember: Werner Faulstich, deutscher Medienwissenschaftler († 2019)
- 28. Dezember: Harm Lagaay, niederländischer Automobildesigner
- 28. Dezember: Edgar Winter, US-amerikanischer Musiker
- 29. Dezember: Syed Shahid Ali, pakistanischer Sportfunktionär
- 29. Dezember: Olimpia Carlisi, italienische Schauspielerin
- 29. Dezember: Marianne Faithfull, britische Musikerin und Schauspielerin († 2025)
- 29. Dezember: Gilles Peress, französischer Foto-Reporter
- 30. Dezember: Willibald Böck, deutscher Politiker († 2016)
- 30. Dezember: Clive Bunker, englischer Schlagzeuger
- 30. Dezember: Marc Forné Molné, andorranischer Politiker
- 30. Dezember: Gerry Neef, deutscher Fußballspieler († 2010)
- 30. Dezember: Patti Smith, US-amerikanische Rockmusikerin und Rockpoetin
- 30. Dezember: Berti Vogts, deutscher Fußballspieler und -trainer Berti Vogts

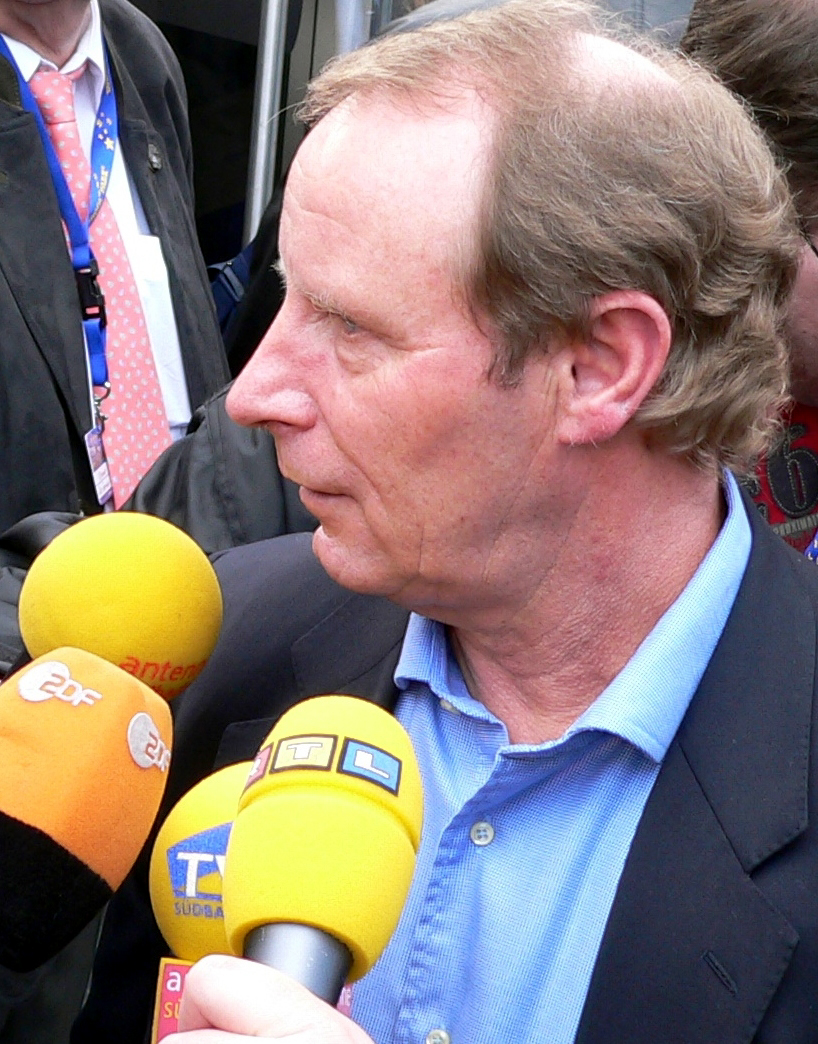
Berti Vogts

- 31. Dezember: Werner Adler, deutscher Fußballspieler
- 31. Dezember: Diane von Fürstenberg, belgisch-US-amerikanische Modeschöpferin
- 31. Dezember: Ljudmila Pachomowa, russische Eiskunstläuferin († 1986)

### Tag unbekannt
- Pacita Abad, US-amerikanische Malerin († 2004)
- Roland Adolph, deutscher Geistlicher († 1997)
- Miyoko Akashi, japanische Diplomatin
- Akinbode Akinbiyi, britisch-nigerianischer Fotograf
- Erol Aksoy, türkischer Unternehmer
- Faiza Al-Kharafi, kuwaitische Chemikerin
- Wolfgang von Ancken, deutscher Politiker
- Claudine André, belgisch-kongolesische Kunsthändlerin, Tierschützerin und Autorin
- Ingrid Anker, deutsche Sozialwissenschaftlerin und Politikerin
- Jacques Tukumbé Nyimbusède Anyilunda, Bischof von Dapaong
- Marie-Paul Armand, französische Schriftstellerin († 2011)
- Martin Arnold, deutscher Friedensforscher
- Ole Arntzen, norwegischer Skispringer, Skisprungtrainer und -funktionär († 2013)
- Muzaffer Metin Ataç, türkischer Admiral
- Pidder Auberger, deutscher bildender Künstler und Fotograf († 2012)
- Robert Hamilton Austin, US-amerikanischer Biophysiker
- Dara Birnbaum, US-amerikanische Video- und Installationskünstlerin († 2025)
- Rainer Bloß, deutscher Keyboarder und Synthesizer-Spezialist († 2015)
- Krystyna Borucińska, polnische Pianistin und Musikpädagogin
- Christoph Busch, deutscher Hörspiel- und Drehbuchautor und Fotograf
- Egidius Doll, deutscher Organist
- Eckhard Dörr, deutscher bildender Künstler
- Ángel Serafín Seriche Dougan, äquatorialguineischer Premierminister
- Faradsch Fauda, ägyptischer Agrarwissenschaftler, Publizist, Intellektueller und politischer Aktivist († 1992)
- Nina Gladitz, deutsche Dokumentarfilm-Regisseurin und Autorin († 2021)
- Danuta Gleed, kanadische Schriftstellerin († 1996)
- Leona Gom, kanadische Schriftstellerin und Hochschullehrerin
- Ralph Heid, Schweizer Xylophonist († 2008)
- Ellen Hellwig, deutsche Schauspielerin, Hörspiel- und Synchronsprecherin
- Martin Hotton, englischer Komponist
- Huang Huahua, chinesischer Politiker
- Thomas L. Jentz, US-amerikanischer Autor († 2012)
- Brigitte Lämmle, deutsche Fernsehpsychologin
- Luis Lamprecht, deutscher Schauspieler
- Lin Shusen, chinesischer Politiker
- Ada Mee, deutsche Künstlerin
- Michael Müller, deutscher Kunst- und Architekturhistoriker
- Junior Murvin, möglicherweise auch 1949 geborener jamaikanischer Reggaemusiker († 2013)
- Seán Sherwin, irischer Politiker († 2025)
- Ursula Sladek, deutsche Unternehmerin
- Vassilis Stavrakakis, griechischer Sänger
- Egon Streffer, deutscher Spion
- Angelika Thomas, deutsche Schauspielerin
- Adri van Velsen, niederländischer Tenorsaxophonist und Musikpädagoge
- Vadim Zakharov, russischer Pianist
- Lü Zushan, chinesischer Politiker
- Conrad Zwicky, Schweizer Bratschist und Komponist

## Gestorben

### Januar
- 02. Januar: Eduard Kado, deutscher Maler, Zeichner, Bildhauer und Kunstgewerbler (* 1875)

Gustav Witt

- 03. Januar: Gustav Witt, deutscher Astronom (* 1866)
- 04. Januar: Friedrich von Bodelschwingh der Jüngere, deutscher Theologe (* 1877)
- 05. Januar: Eduardo Brito, dominikanischer Opern- und Zarzuelasänger (Bariton) (* 1905)
- 08. Januar: Paula Müller-Otfried, deutsche Frauenrechtlerin und Politikerin (* 1865)
- 09. Januar: Countee Cullen, US-amerikanischer Schriftsteller (* 1903)
- 17. Januar: Armando Donoso, chilenischer Essayist, Journalist, Herausgeber und Literaturkritiker (* 1886)
- 17. Januar: Jenny Nyström, schwedische Malerin (* 1854)
- 18. Januar: Julio Fossa Calderón, chilenischer Maler (* 1874)
- 18. Januar: Ludwig Huber, deutscher Landwirt und Politiker (* 1889)
- 19. Januar: Johannes Abromeit, deutscher Botaniker (* 1857)
- 19. Januar: Frank Stephen Meighen, kanadischer Offizier und Kunstmäzen (* 1870)
- 23. Januar: Heinrich Bongartz, deutscher Jagdflieger im Ersten Weltkrieg (* 1892)
- 23. Januar: Helene Schjerfbeck, finnlandschwedische Malerin (* 1862)
- 25. Januar: Martin Möbius, deutscher Botaniker (* 1859)
- 29. Januar: Harry Hopkins, US-amerikanischer Politiker (* 1890)
- 29. Januar: Sidney Jones, englischer Komponist und Dirigent (* 1861)
- 29. Januar: Bolesława Maria Lament, polnische Nonne, Ordensgründerin und Selige (* 1862)
- 30. Januar: Carl Gröpler, deutscher Scharfrichter (* 1868)
- 000Januar: Margarete Adam, deutsche Hochschullehrerin (* 1885)

### Februar
- 01. Februar: Hans Bethge, deutscher Dichter (* 1876)
- 04. Februar: Herbert Baker, britischer Architekt (* 1862)
- 05. Februar: Bernd von Arnim, deutscher Slawist (* 1899)
- 06. Februar: Gustav Böß, deutscher Politiker, Oberbürgermeister von Berlin (* 1873)
- 06. Februar: Élisabeth Fuchs, französische Pfadfinderin (* 1866)
- 07. Februar: Karl Kalbfleisch, deutscher Altphilologe (* 1868)

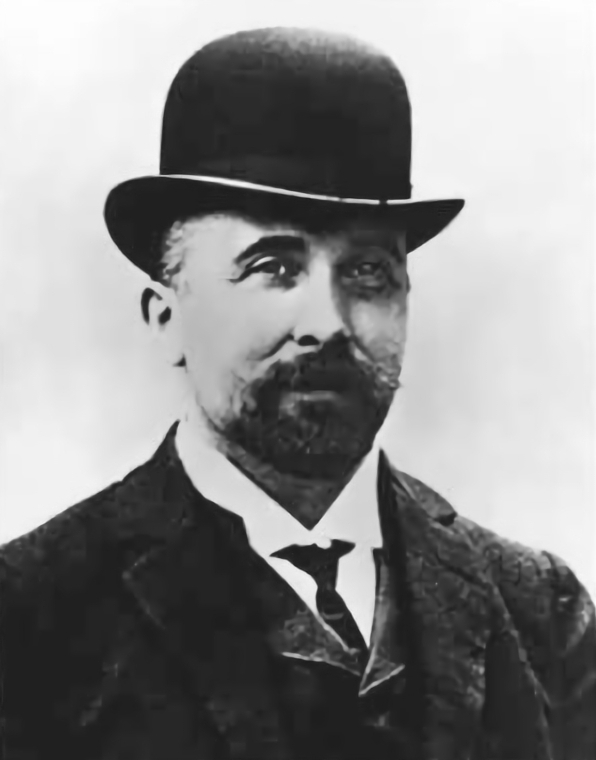
Felix Hoffmann

- 08. Februar: Felix Hoffmann, deutscher Chemiker (* 1868)
- 11. Februar: Ludovic-Oscar Frossard, französischer Politiker (* 1889)
- 12. Februar: Adolf Lorenz, österreichischer Orthopäde (* 1854)
- 13. Februar: Harold S. Bucquet, US-amerikanischer Filmregisseur englischer Herkunft (* 1891)
- 15. Februar: Paul Fleurot, französischer Politiker (* 1874)
- 15. Februar: Hans Woldemar Schack, deutscher Botaniker (* 1878)
- 16. Februar: Peter Robens, deutscher Leichtathlet (* 1911)
- 18. Februar: Frédéric Auckenthaler, Schweizer Eishockeyspieler (* 1899)
- 19. Februar: Esther von Kirchbach, deutsche Publizistin (* 1894)
- 22. Februar: André Jolles, niederländischer Literaturwissenschaftler (* 1874)
- 24. Februar: Hugh Allen, britischer Dirigent, Organist und Musikpädagoge (* 1869)
- 24. Februar: Heinrich XXXIX., Paragiatsherr von Reuß-Köstritz (* 1891)
- 24. Februar: René Le Bègue, französischer Automobilrennfahrer (* 1914)
- 28. Februar: Eriks Ādamsons, lettischer Schriftsteller (* 1907)
- 00. Februar: Otto Faist, deutscher Leichtathlet und Fußballtrainer (* 1903)

### März

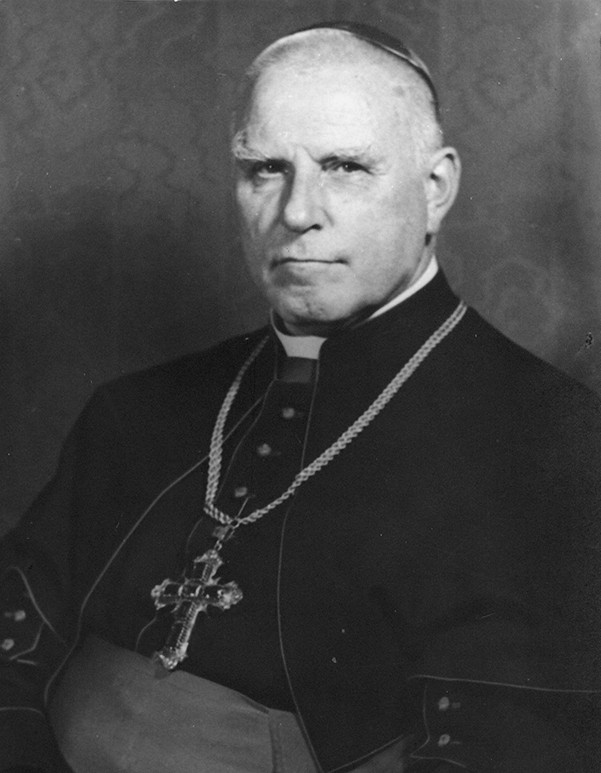
Clemens August Graf von Galen († 22. März)

- 06. März: William Henry Wills, US-amerikanischer Politiker (* 1882)
- 10. März: Karl Haushofer, deutscher Militär und Geopolitiker (* 1869)
- 10. März: Karl Hans Strobl, österreichischer Schriftsteller (* 1877)
- 11. März: Ahmad Kasravi, iranischer Sprachwissenschaftler, Historiker und Philosoph (* 1890)
- 11. März: George Walter Caldwell, US-amerikanischer HNO-Arzt, Maler und Schriftsteller (* 1866)
- 12. März: József Gera, ungarischer Kinderarzt, Politiker und Nationalsozialist (* 1896)
- 13. März: Thomas Dunhill, englischer Komponist (* 1877)
- 14. März: Werner von Blomberg, deutscher General und Minister (* 1878)
- 14. März: José Saldías, argentinischer Schriftsteller und Journalist (* 1891)
- 14. März: Hubert D. Stephens, US-amerikanischer Politiker (* 1875)
- 18. März: Jules Amiguet, Schweizer evangelischer Geistlicher und Hochschullehrer (* 1867)
- 20. März: Henry Handel Richardson, australische Schriftstellerin (* 1870)
- 22. März: Clemens August Graf von Galen, deutscher Kardinal (* 1878)
- 23. März: Francisco Largo Caballero, spanischer Politiker und Ministerpräsident (* 1869)
- 23. März: Gilbert Newton Lewis, US-amerikanischer Physikochemiker (* 1875)
- 24. März: Alexander Aljechin, russischer Schachmeister (* 1892)
- 25. März: Ludwig Deubner, deutscher Altphilologe und Religionswissenschaftler (* 1877)
- 26. März: Alexandru Zirra, rumänischer Komponist (* 1883)
- 27. März: Octave Aubry, französischer Historiker und Schriftsteller (* 1881)
- 31. März: Martin Davey, US-amerikanischer Politiker (* 1884)
- 31. März: Takeda Rintarō, japanischer Schriftsteller (* 1904)

### April

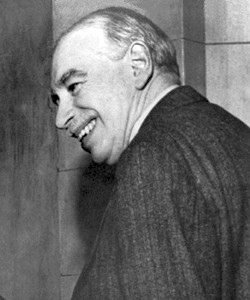
John Maynard Keynes († 21. April)

- 01. April: Cesare Orsenigo, apostolischer Nuntius in Deutschland (* 1873)
- 03. April: Homma Masaharu, japanischer Führungsoffizier (* 1887)
- 04. April: Hans Bothmann, Zweiter Leiter des Vernichtungslagers Chelmno (* 1911)
- 05. April: Gottlieb Löffler, deutscher Maler (* 1868)
- 05. April: Vincent Youmans, US-amerikanischer Komponist (* 1898)
- 08. April: A. Victor Donahey, US-amerikanischer Politiker (* 1873)
- 15. April: Adelgunde von Portugal, Herzogin von Guimarães und eine Infantin von Portugal (* 1858)
- 18. April: Franz Heinrich Achermann, Schweizer Geistlicher und Autor (* 1881)
- 19. April: Rikichi Andō, japanischer General (* 1884)
- 20. April: Ernesto Buonaiuti, italienischer Theologe (* 1881)
- 20. April: Paul Wirth, sorbischer Slawist und Sprachgeograph (* 1906)
- 21. April: John Maynard Keynes, englischer Mathematiker und Ökonom (* 1883)
- 22. April: Lionel Atwill, britisch-US-amerikanischer Film- und Theaterschauspieler (* 1885)
- 23. April: Jesús Castillo, guatemaltekischer Komponist (* 1877)
- 25. April: Oswald Adolf Erich, deutscher Maler und Volkskundler (* 1883)
- 26. April: Hermann von Keyserling, deutscher Philosoph (* 1880)
- 27. April: René Renoult, französischer Politiker (* 1867)
- 28. April: Ricardo Richon Brunet, chilenischer Maler und Kunstkritiker (* 1866)
- 28. April: Maurice Janin, französischer General (* 1862)

### Mai
- 01. Mai: Edward Bairstow, englischer Organist, Pädagoge, Komponist, Chorleiter und Dirigent (* 1874)
- 03. Mai: Heinz Kükelhaus, deutscher Reisejournalist, Romancier und Abenteurer (* 1902)
- 03. Mai: Clara Lichtenstein, englische Pianistin und Musikpädagogin (* um 1860)
- 03. Mai: Daniel Vincent, französischer Politiker (* 1874)
- 05. Mai: Lothar König, deutscher Jesuit, im Widerstand gegen den Nationalsozialismus aktiv (* 1906)
- 06. Mai: Alcides Arguedas, bolivianischer Schriftsteller, Politiker und Historiker (* 1879)
- 06. Mai: Erhard Kutschenreuter, deutscher Komponist (* 1873)
- 07. Mai: Gustav Robert Löscher, Schriftsteller und Pädagoge (* 1881)
- 07. Mai: Henri Vielle OFM, französischer Ordensgeistlicher und römisch-katholischer Apostolischer Vikar von Rabat (* 1867)
- 09. Mai: William Cabell Bruce, US-amerikanischer Politiker (* 1860)
- 09. Mai: Joseph Collomp, französischer Politiker (* 1865)
- 12. Mai: Germain Lefebrve, kanadischer Sänger, Chorleiter und Musikpädagoge (* 1889)
- 19. Mai: John Tener, US-amerikanischer Politiker und Baseballspieler (* 1863)
- 20. Mai: Emil Frey, Schweizer Komponist, Pianist und Musikpädagoge (* 1889)
- 24. Mai: Merritt Mechem, US-amerikanischer Politiker (* 1870)
- 28. Mai: Carter Glass, US-amerikanischer Politiker (* 1858)
- 29. Mai: Karl Janisch, deutscher Maschinenbau-Ingenieur und Industrie-Manager, Ehrenbürger von Piesteritz (* 1870)

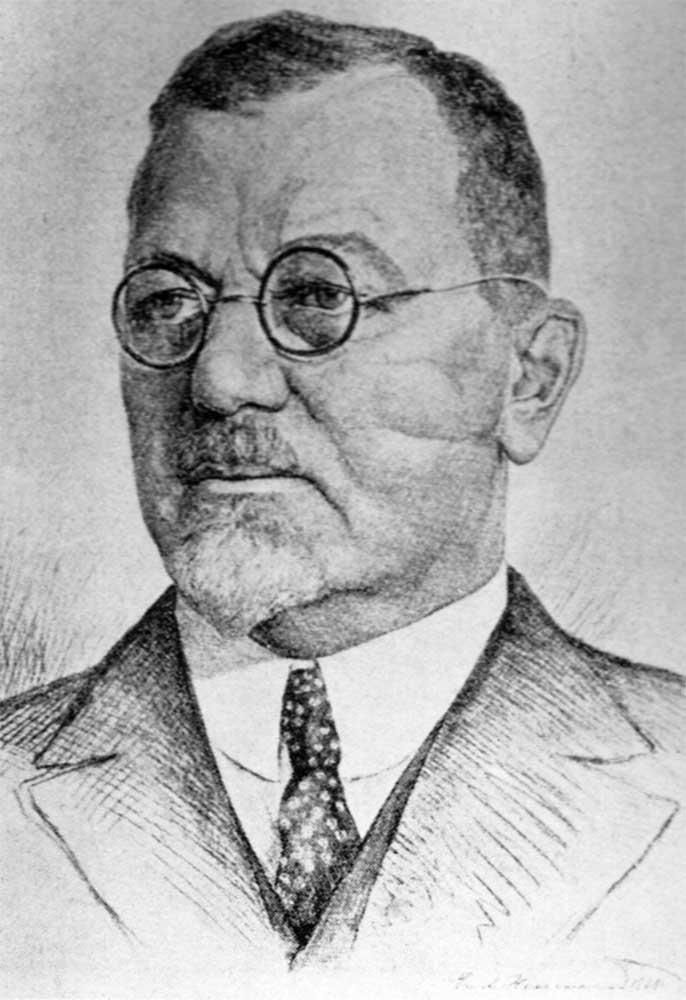
Karl Janisch

### Juni
- 01. Juni: Mihai Antonescu, rumänischer Politiker (* 1904)
- 03. Juni: Michail Kalinin, sowjetischer Politiker (* 1875)
- 04. Juni: James Francis Kenney, kanadischer Historiker, Archivar und Keltologe (* 1884)

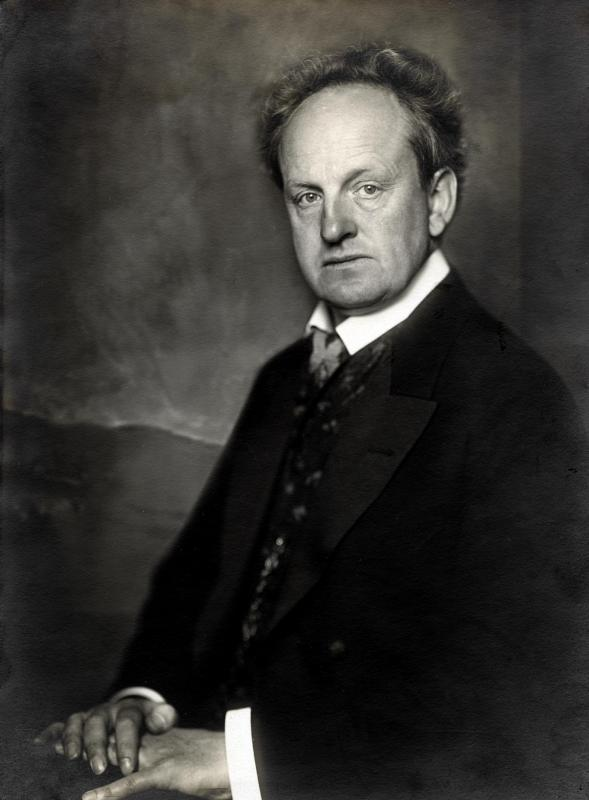
Gerhart Hauptmann, 1914

- 06. Juni: Gerhart Hauptmann, deutscher Schriftsteller und Dramatiker (* 1862)
- 07. Juni: Ted Mellors, britischer Motorradrennfahrer (* 1907)
- 08. Juni: Paul Adler, deutscher Schriftsteller (* 1878)
- 09. Juni: Ananda Mahidol (Rama VIII.), König von Thailand (* 1925)
- 13. Juni: Julio Ortíz de Zárate, chilenischer Maler und Bildhauer (* 1885)
- 17. Juni: Joe Dawson, US-amerikanischer Automobilrennfahrer (* 1889)
- 20. Juni: Gobulo Wanrong, letzte Kaiserin der Qing-Dynastie in China, spätere Kaiserin von Manchukuo (* 1906)
- 23. Juni: William S. Hart, US-amerikanischer Filmemacher und Schauspieler (* 1864)
- 25. Juni: Albert H. Roberts, US-amerikanischer Politiker (* 1868)
- 26. Juni: Emil Králík, tschechischer Architekt (* 1880)
- 27. Juni: Juan Antonio Ríos Morales, chilenischer Politiker (* 1888)

### Juli
- 01. Juli: Frederick Koolhoven, niederländischer Automobilrennfahrer, Flugzeugkonstrukteur und Unternehmer (* 1886)
- 03. Juli: Alfred Karl Hermann Schultze, deutscher Rechtswissenschaftler und Rechtshistoriker (* 1864)
- 04. Juli: Othenio Abel, österreichischer Paläontologe und Evolutionsbiologe (* 1875)
- 08. Juli: Alexander Alexandrow, russischer Komponist (* 1883)
- 13. Juli: Franz Arczynski, deutscher Gewerkschaftsfunktionär und Politiker (* 1886)
- 13. Juli: Alfred Stieglitz, US-amerikanischer Fotograf (* 1864)
- 14. Juli: George Riley Puckett, US-amerikanischer Country-Sänger (* 1894)
- 14. Juli: Jorge Ubico Castañeda, guatemaltekischer Staatspräsident (* 1878)
- 16. Juli: Charlotte zu Schaumburg-Lippe, Mitglied des Hauses Schaumburg-Lippe und letzte Königin von Württemberg (* 1864)
- 17. Juli: Florence Fuller, australische Malerin (* 1867)
- 17. Juli: Dragoljub Draža Mihailović, serbischer General (* 1893)
- 18. Juli: Gilbert de Rudder, Pseudonym Grizzly, belgischer Motorradrennfahrer (* 1911)
- 19. Juli: Jan Verkade, niederländischer Maler und Benediktiner (* 1868)
- 25. Juli: Narziß Kaspar Ach, deutscher Psychologe und Hochschullehrer (* 1871)
- 25. Juli: Camille Poiré, französischer Autorennfahrer (* 1902)
- 26. Juli: Heinrich Andergassen, österreichischer SS-Offizier (* 1908)
- 27. Juli: Gertrude Stein, jüdisch-amerikanische Schriftstellerin (* 1874)
- 28. Juli: Robert Mazaud, französischer Automobilrennfahrer (* 1902)

### August

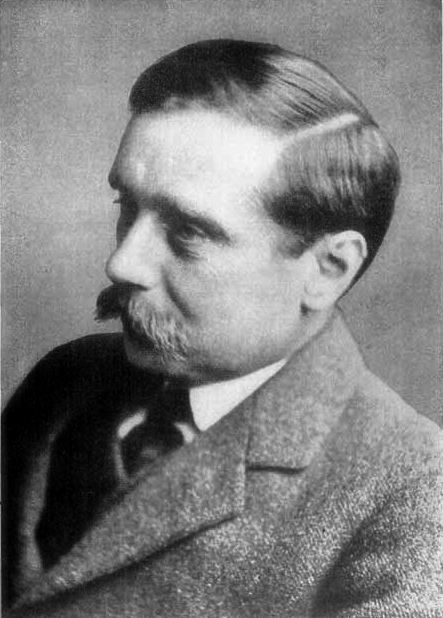
H. G. Wells († 13. August)

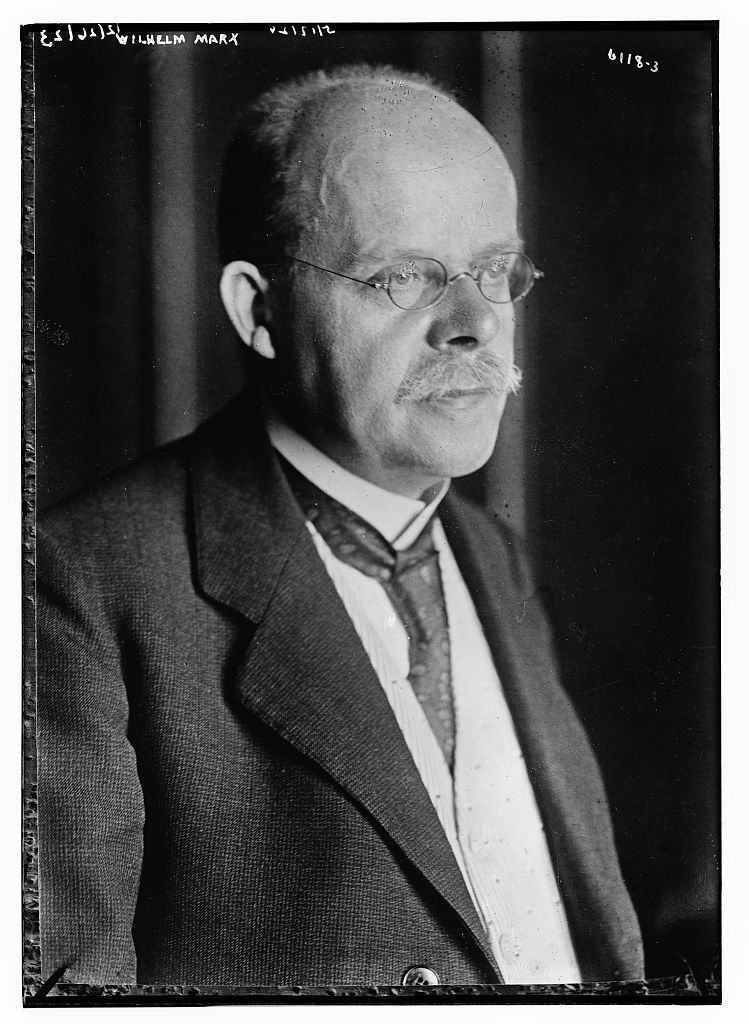
Wilhelm Marx

- 01. August: Andrei Wlassow, russischer General (* 1901)
- 04. August: Raoul Paquet, kanadischer Organist, Musikpädagoge und Komponist (* 1893)
- 05. August: Wilhelm Marx, Reichskanzler der Weimarer Republik (* 1863)
- 08. August: María Barrientos, spanische Opernsängerin (* 1884)
- 11. August: Walter Hamelehle, deutscher Motorradrennfahrer (* 1912)
- 12. August: Alfred Stock, deutscher Chemiker (* 1876)
- 13. August: H. G. Wells, britischer Schriftsteller (* 1866)
- 14. August: Robert Wagner, NS-Gauleiter von Baden (* 1895)
- 15. August: Charles Amberg, deutscher Librettist, Schlagertexter und Komponist (* 1894)
- 18. August: Nils Georg Åberg, schwedischer Weit- und Dreispringer (* 1893)
- 18. August: Paul Petschek, böhmischer bzw. tschechoslowakischer Unternehmer (* 1886)
- 21. August: Alfredo Gómez Jaime, kolumbianischer Lyriker (* 1878)
- 22. August: Döme Sztójay, ungarischer Militär und Politiker (* 1883)
- 24. August: Antonio Paoli, puerto-ricanischer Opernsänger (* 1871)
- 28. August: Danuta Siedzikówna, polnische Krankenschwester, Opfer des Stalinismus in Polen (* 1928)
- 29. August: Chino Shōshō, japanischer Germanist und Übersetzer (* 1883)
- 30. August: Grigori Semjonow, General im russischen Bürgerkrieg (* 1890)

### September
- 02. September: Chino Masako, japanische Lyrikerin (* 1880)

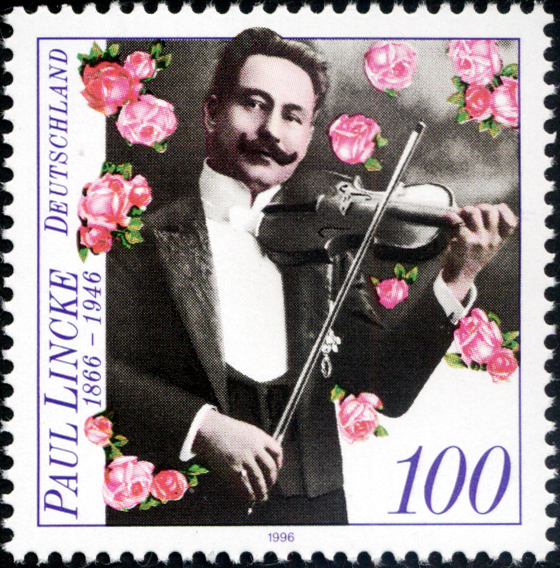
Paul Lincke

- 03. September: Paul Lincke, deutscher Komponist und Kapellmeister (* 1866)
- 05. September: John I. Cox, US-amerikanischer Politiker, Gouverneur von Tennessee (* 1855)
- 06. September: Alfred Körte, deutscher Altphilologe (* 1866)
- 06. September: Erich Sichting, KPD-Politiker, Antifaschist und Sportfunktionär (* 1896)
- 07. September: Paul Zech, deutscher Schriftsteller (* 1881)
- 09. September: Violet Jacob, schottische Schriftstellerin (* 1863)
- 13. September: Amon Göth, Kommandant des Zwangsarbeitslagers Plaszow – Krakau (* 1908)
- 13. September: Jewgeni Jewgenjewitsch Lansere, russischer bzw. sowjetischer Maler (* 1875)
- 15. September: Elkan Nathan Adler, britischer Jurist und wissenschaftlicher Reisender (* 1861)
- 18. September: Charles O. Andrews, US-amerikanischer Politiker (* 1877)
- 21. September: Itami Mansaku, japanischer Regisseur und Drehbuchautor (* 1900)

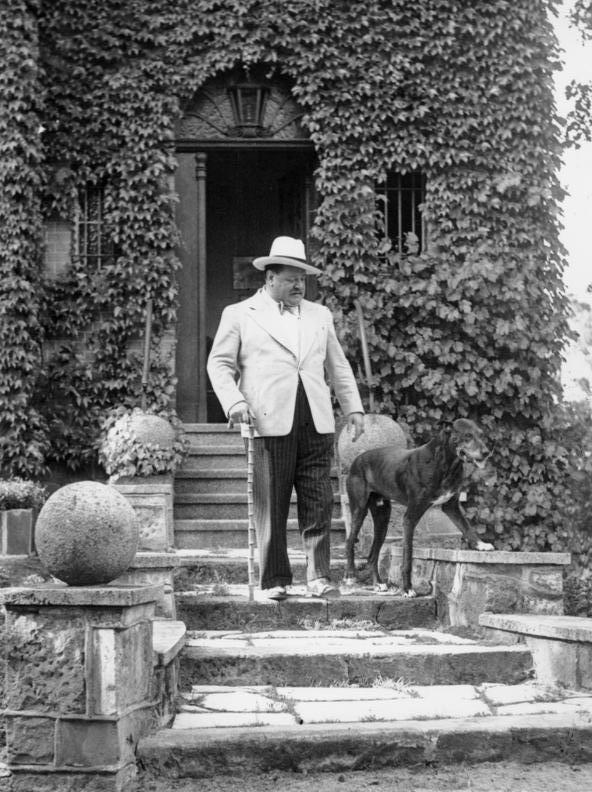
Heinrich George

- 25. September: Heinrich George, deutscher Schauspieler (* 1893)
- 25. September: Franz von Hoeßlin, deutscher Dirigent (* 1885)
- 26. September: Alfons Breska tschechischer Dichter und Übersetzer (* 1873)
- 30. September: Jan Heřman, tschechischer Pianist und Musikpädagoge (* 1886)
- 00. September: Rudolph Laver, australisch-deutscher Elektrotechniker (* 1872)

### Oktober
- 01. Oktober: Guy Park, US-amerikanischer Politiker, Gouverneur von Missouri (* 1872)
- 02. Oktober: Eduard Bass, tschechischer Schriftsteller, Journalist, Sänger, Schauspieler, Rezitator, Cenferencier und Texter (* 1888)
- 04. Oktober: Barney Oldfield, US-amerikanischer Automobilrennfahrer (* 1878)

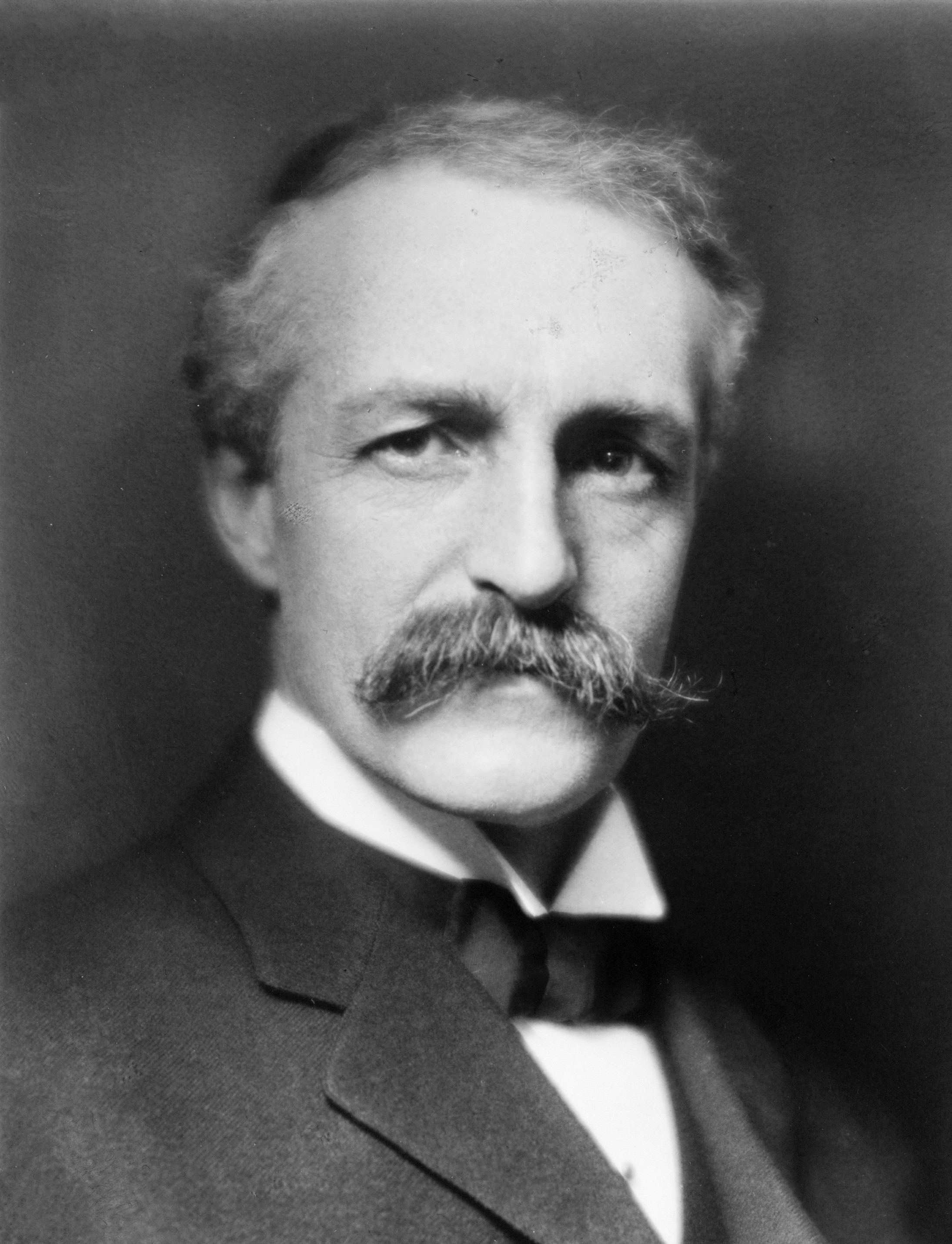
Gifford Pinchot

- 04. Oktober: Gifford Pinchot, US-amerikanischer Forstwissenschaftler, Politiker und Umweltschützer (* 1865)
- 05. Oktober: Cécile Brunschvicg, französische Politikerin und Feministin (* 1877)
- 06. Oktober: Otto Barsch, deutscher Geologe und Geophysiker (* 1879)
- 06. Oktober: Per Albin Hansson, schwedischer Politiker und Premierminister (* 1885)
- 06. Oktober: Morimoto Kaoru, japanischer Dramatiker (* 1912)
- 07. Oktober: Ewald von Demandowsky, nationalsozialistischer Reichsfilmdramaturg (* 1906)
- 08. Oktober: Gustav Wilhelm Johannes von Zahn, deutscher Geograph (* 1871)
- 09. Oktober: Israel Aharoni, israelischer Zoologe (* 1882)
- 09. Oktober: Ernst Münch, deutscher Forstwissenschaftler (* 1876)
- 12. Oktober: Giuseppe Adami, italienischer Dramatiker, Librettist, Drehbuchautor und Musikkritiker (* 1878)
- 14. Oktober: Franz Baumgartner, österreichischer Architekt (* 1876)
- 15. Oktober: Hermann Göring, nationalsozialistischer Politiker und Minister (* 1893)
- 16. Oktober: Granville Bantock, englischer Komponist (* 1868)
- 16. Oktober: Hans Frank, nationalsozialistischer Politiker (* 1900)
- 16. Oktober: Wilhelm Frick, nationalsozialistischer Politiker und Minister (* 1877)
- 16. Oktober: Alfred Jodl, deutscher Generaloberst (* 1890)
- 16. Oktober: Ernst Kaltenbrunner, österreichischer Nationalsozialist und Leiter des Reichssicherheitshauptamts (* 1903)
- 16. Oktober: Wilhelm Keitel, deutscher Generalfeldmarschall (* 1882)
- 16. Oktober: Joachim von Ribbentrop, Politiker in der Zeit des Nationalsozialismus (* 1893)
- 16. Oktober: Alfred Rosenberg, Ideologe und nationalsozialistischer Politiker (* 1893)
- 16. Oktober: Fritz Sauckel, deutscher Politiker, Generalbevollmächtigter für den Arbeitseinsatz (* 1894)
- 16. Oktober: Arthur Seyß-Inquart, nationalsozialistischer Politiker (* 1892)
- 16. Oktober: Julius Streicher, nationalsozialistischer Politiker und Herausgeber des „Stürmer“ (* 1885)
- 21. Oktober: Artur Streiter, deutscher Schriftsteller und Anarchist (* 1905)
- 22. Oktober: Henry Bergman, US-amerikanischer Schauspieler (* 1868)
- 22. Oktober: Phillips Lee Goldsborough, US-amerikanischer Politiker (* 1865)
- 22. Oktober: Homer Ledbetter, US-amerikanischer American-Football-Spieler (* 1910)
- 23. Oktober: Kurt Daluege, SS-Oberstgruppenführer und Chef der Ordnungspolizei (* 1897)
- 28. Oktober: Manuel Ortiz de Zárate, chilenischer Maler (* 1887)
- 30. Oktober: Mamie Smith, US-amerikanische Sängerin, Tänzerin und Schauspielerin (* 1891)

### November
- 04. November: Josef Mesk, österreichischer Altphilologe (* 1869)
- 05. November: Arthur Liebert, deutscher Philosoph (* 1878)

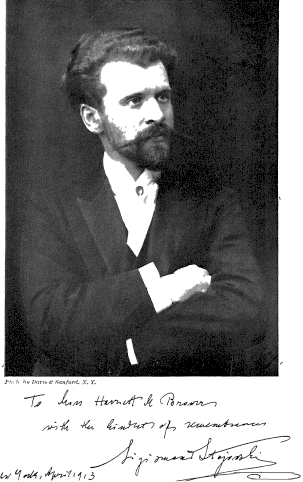
Sigismond Stojowski

- 05. November: Sigismond Stojowski, polnischer Pianist und Komponist (* 1870)
- 07. November: Henry Lehrman, Stummfilmschauspieler, -regisseur und -produzent (* 1886)
- 07. November: Louis Otten, niederländischer Fußballspieler und Mediziner (* 1883)
- 13. November: Kurt Arndt, deutscher Chemiker (* 1873)
- 14. November: Manuel de Falla, spanischer Komponist (* 1876)
- 16. November: Giovanni Anfossi, italienischer Komponist, Pianist und Musikpädagoge (* 1864)
- 18. November: James John „Jimmy“ Walker, US-amerikanischer Politiker und Bürgermeister der Stadt New York City (* 1881)
- 20. November: I Gusti Ngurah Rai, indonesischer Freiheitskämpfer (* 1917)
- 24. November: Alfonso Broqua, uruguayischer Komponist (* 1876)
- 27. November: Max Dreyer, deutscher Schriftsteller und Dramatiker (* 1862)
- 27. November: Alfred Götze, deutscher Philologe und Germanist (* 1876)
- 28. November: Nusch Éluard, deutsch-französische Schauspielerin, Modell und Surrealistenmuse (* 1906)
- 30. November: Gustav Noske, SPD-Politiker (* 1868)

### Dezember
- 01. Dezember: Emmy von Egidy, deutsche Bildhauerin und Schriftstellerin (* 1872)
- 02. Dezember: Susanne Granitsch, österreichische Malerin (* 1869)
- 04. Dezember: Ernst Kornemann, deutscher Althistoriker (* 1868)
- 06. Dezember: Charles Stewart, kanadischer Politiker (* 1868)
- 07. Dezember: Georges Malfait, französischer Leichtathlet (* 1878)
- 12. Dezember: Renée Falconetti, französische Schauspielerin (* 1892)
- 21. Dezember: Armando Augusto Salgado Freire, portugiesischer Gitarrist und Komponist (* 1891)
- 21. Dezember: Eugene Talmadge, US-amerikanischer Politiker (* 1884)
- 23. Dezember: Rinaldo Barlassina, italienischer Fußballschiedsrichter (* 1898)
- 25. Dezember: W. C. Fields, US-amerikanischer Komiker und Autor (* 1880)
- 26. Dezember: Franjo Bučar, kroatischer Schriftsteller und Sportfunktionär; Vater des olympischen Sports in Kroatien (* 1866)
- 26. Dezember: Max Warburg, deutscher Bankier (* 1867)

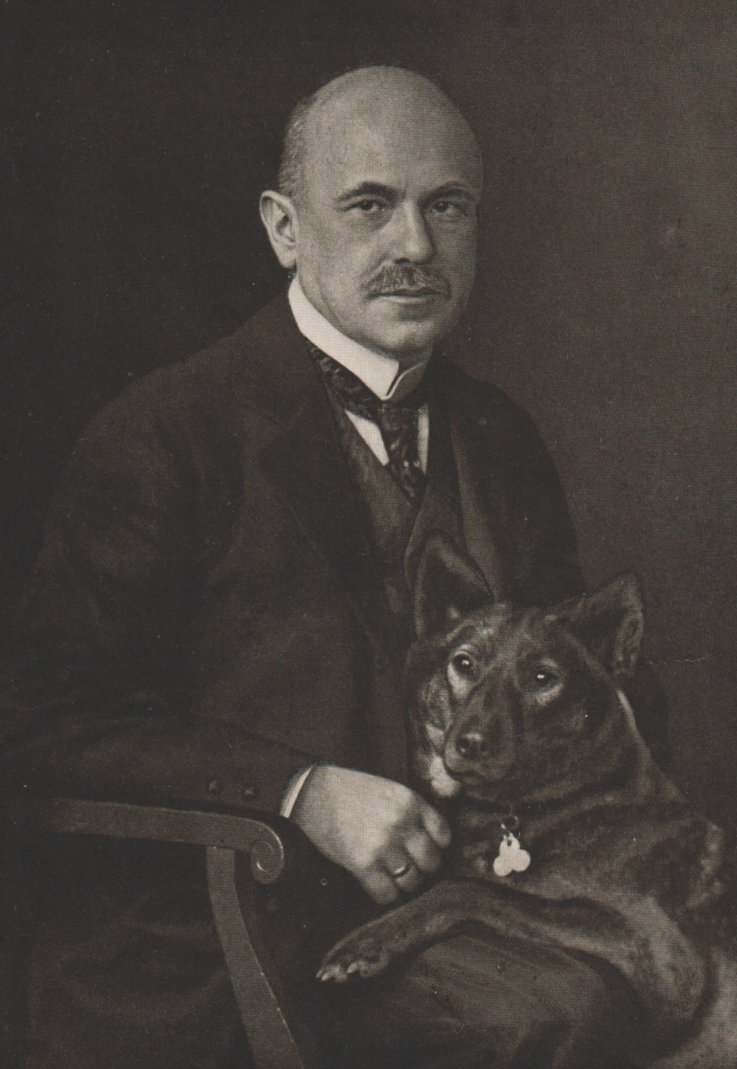
Artur Brausewetter

- Artur Brausewetter26. Dezember: Artur Brausewetter, deutscher evangelischer Pfarrer und Schriftsteller (* 1864)
- 28. Dezember: Ada Sara Adler, dänische Klassische Philologin und Bibliothekarin (* 1878)
- 29. Dezember: James Thomas Milton Anderson, kanadischer Politiker (* 1878)

### Tag unbekannt
- Rudolf von Arps-Aubert, deutscher Kunsthistoriker und Museumsleiter (* 1894)
- Franz Hoffmann, österreichischer Militärkapellmeister und Komponist (* 1872)
- Emilio Perea, italienischer Opernsänger (* 1884)

## Nobelpreise
- Physik: Percy W. Bridgman

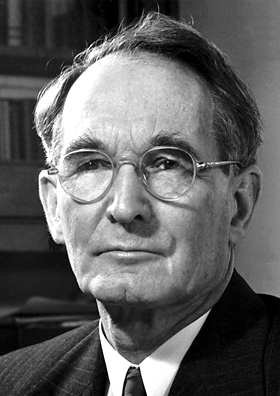
Percy Williams Bridgman

- Chemie: James Batcheller Sumner, John Howard Northrop und Wendell Meredith Stanley
- Medizin: Hermann Joseph Muller
- Literatur: Hermann Hesse
- Friedensnobelpreis: Emily Greene Balch und John Raleigh Mott